# Chéméré
Ne pas confondre avec la commune de Chémeré-le-Roi en Mayenne.
Chéméré est une ancienne commune de l'Ouest de la France, située dans le département de la Loire-Atlantique, en région Pays de la Loire, devenue le 1er janvier 2016, une commune déléguée de la commune nouvelle de Chaumes-en-Retz à la suite de sa fusion avec sa voisine Arthon-en-Retz.
La commune fait partie de la Bretagne historique, dans le pays traditionnel du pays de Retz et dans le pays historique du pays nantais.
Elle est intégrée au canton de Machecoul depuis le décret du 25 février 2014, mis en application aux élections départementales de mars 2015, et de la communauté de communes Cœur Pays de Retz créée le 1er janvier 1995.
Chéméré comptait 2 472 habitants au recensement de 2013.

## Géographie

### Localisation
Chéméré est située dans le pays de Retz, à 35 km  à l'ouest de Nantes, 45 km au sud de Saint-Nazaire et 15 km à l'est de Pornic. La route Nantes-Pornic passe juste au nord du bourg.
Avant la création de la commune nouvelle de Chaumes-en-Retz dont elle constitue la partie est, ses communes limitrophes étaient Arthon-en-Retz, Vue, Rouans et Saint-Hilaire-de-Chaléons. Les bourgs de Chéméré et d'Arthon-en-Retz sont contigus.
|                | Vue                       | Rouans |
| Arthon-en-Retz | Chéméré                   |        |
|                | Saint-Hilaire-de-Chaléons |        |

### Géologie, relief et hydrographie
La commune est traversée par un petit cours d'eau, la Blanche, qui se jette ensuite dans l'Acheneau, rivière qui relie le lac de Grand-Lieu à la Loire.
Le bassin d'Arthon-Chéméré est une dépression correspondant à un accident important du socle granitique du massif armoricain. On y trouve un gisement lutétien étudié par le géologue S. Durand (1960) à partir des sondages effectués en 1953 dans les carrières du Moulin-Neuf à 1 km au nord-est d'Arthon.
La nappe phréatique d’Arthon – Cheméré (superficie estimée à 850 ha et englobant les deux bourgs) est très proche et affleure, notamment dans le parc. Elle n’est plus exploitée pour l’adduction d’eau potable en raison des teneurs en nitrates et des rejets diffus d’eaux usées. Cependant, elle alimente encore des puits domestiques et quelques forages d’irrigation.

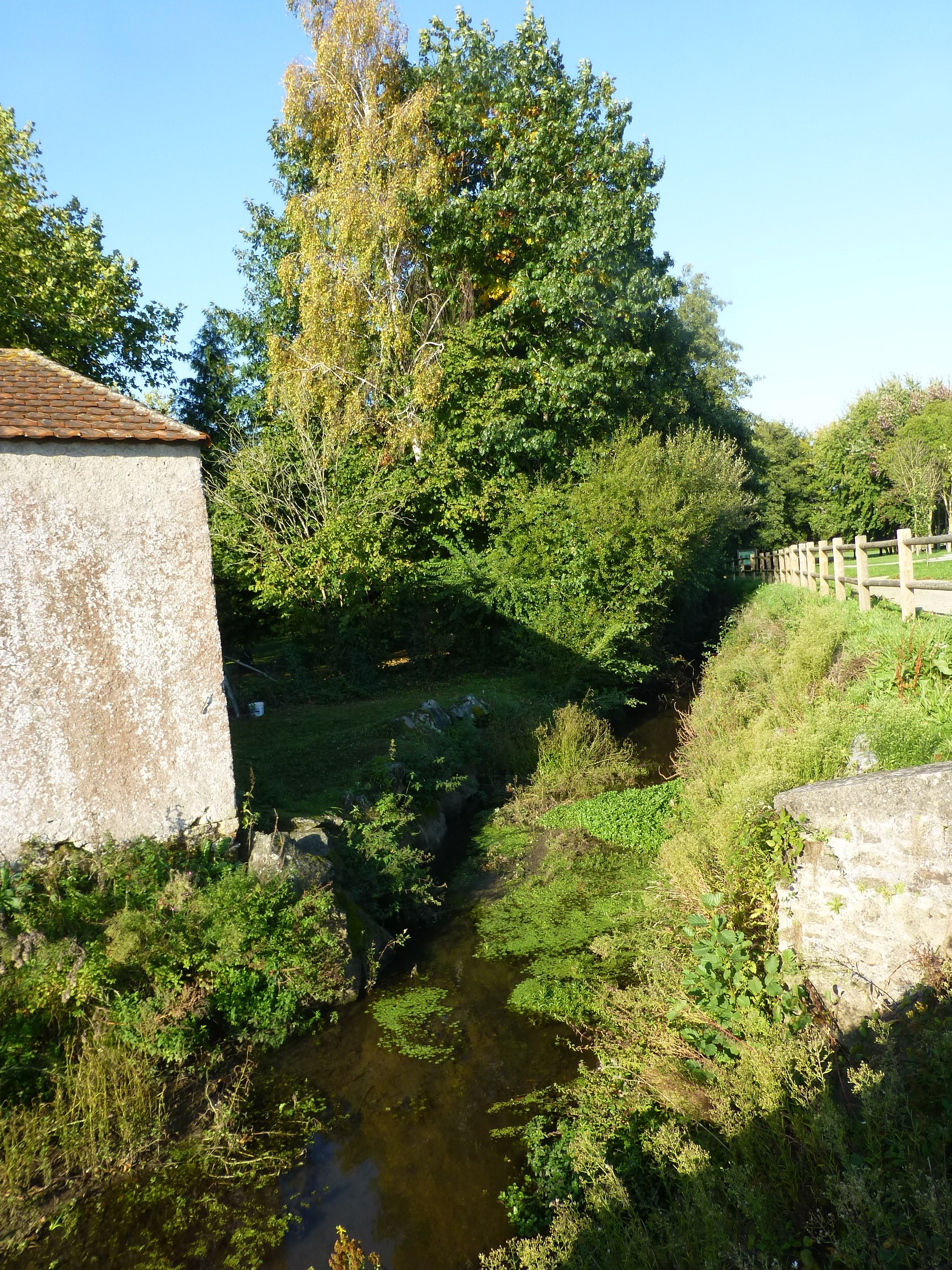
Rivière de La Blanche en fin d'été, OPL-Chéméré.
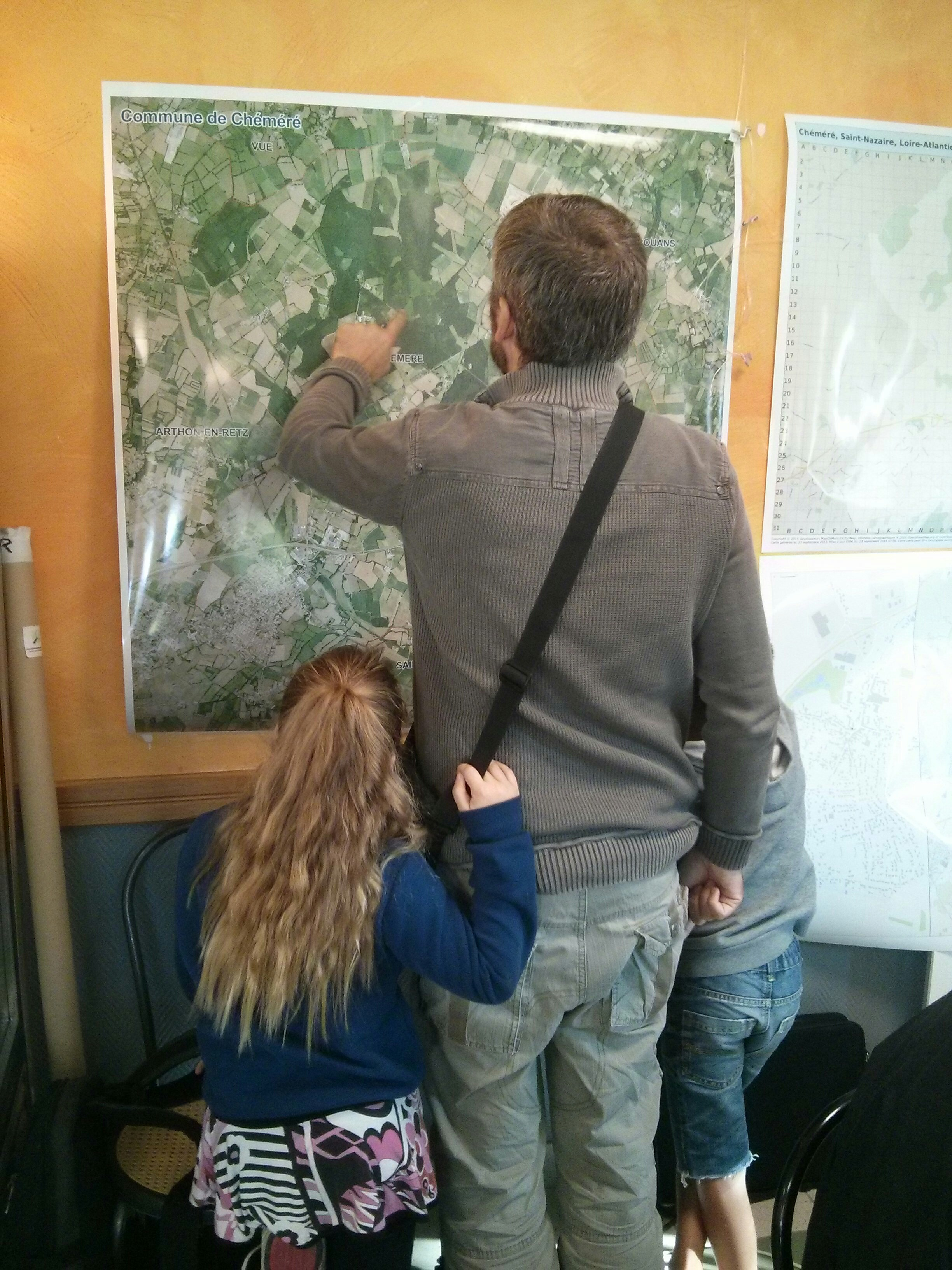
Repérage des espaces verts, avec OSM, OPL-Chéméré.

### Climat
Le climat est de type océanique tempéré, caractérisé par une faible amplitude thermique entre les mois d’hiver (températures minimales d’environ 7 °C) et d'été (maximales d’environ 16 °C).
Les précipitations sont fréquentes (environ 780 mm par an) à cause des perturbations venant de l’océan Atlantique. Les vents dominants sont de sud-ouest/nord-est.
La station météo la plus proche est à Bouaye.

### Risques naturels
La commune fait partie d'une zone de sismicité modérée.

## Toponymie
Le nom de Chéméré est attesté en 1123 sous  sa forme latine Camariacus.
Chéméré possède un nom en gallo, la langue d'oïl locale, écrit Chemerai selon l'écriture ABCD; Cheméràè selon l'écriture ELG ou Chméraï selon l'écriture MOGA. En gallo, le nom de la commune se prononce [ ʃme.raj] ou [ ʃmeʁe] ,.
En breton, elle a été dénommée au vingt et unième siècle Keverieg par l'Office de la Langue Bretonne, nom sans aucune valeur historique.

## Histoire

### Antiquité

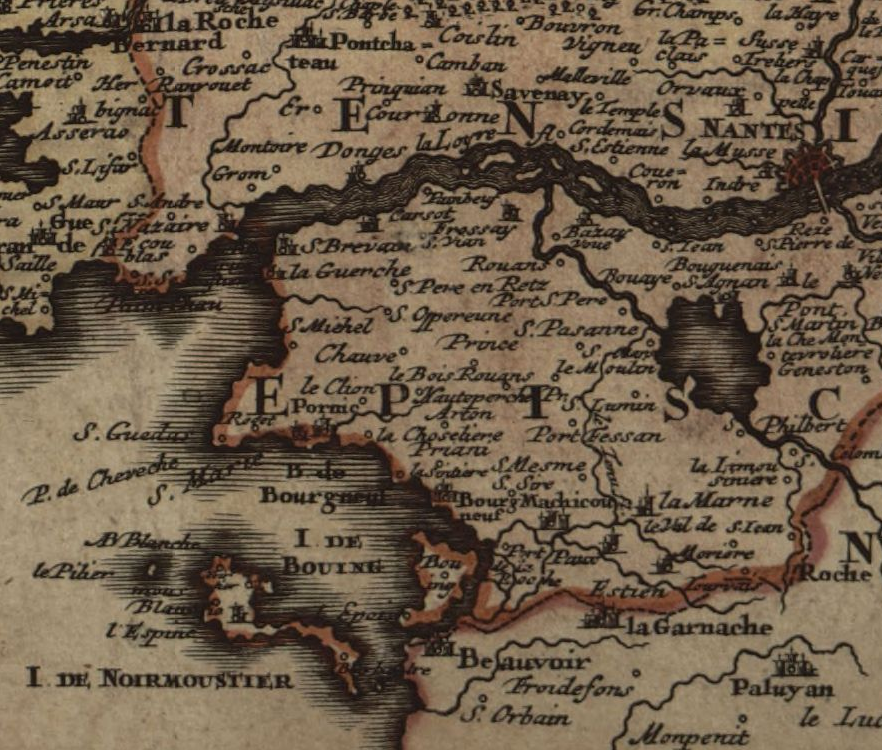
Le gouvernement général de Bretagne in suos novem episcopatus omnes Turonensi Aurel, Tabula ducatus britanniae gallis.

Dans l'Antiquité, le pays de Chéméré faisait partie du territoire des Ambilâtres, peuple gaulois établi au sud de la Loire, cité par César comme allié des Vénètes pendant la Guerre des Gaules.
Après la conquête, l'espace occupé par les Ambilâtres et les Anagnutes est rattaché à la province d’Aquitaine et ils font alors partie de la confédération pictonne, la civitas Pictavorum.
Puis, à la suite de la réforme de Dioclétien, ils sont administrativement rattachés à l'Aquitaine seconde. Ils bénéficient des axes commerciaux protohistoriques de la route de l'étain et de la route du sel. L'emprise du « chemin saulnier » est d'ailleurs encore attestée de nos jours à Chéméré.

### Moyen Âge
À partir de 416, les Wisigoths remontent du midi jusqu’à la Loire à la suite de l'accord de l'empereur Flavius Honorius : le Pays de Retz restera sous le contrôle des Ariens, jusqu’à la victoire de Clovis sur Alaric II à Vouillé en 507.
La région de Rezé était une vicaria qui dépendait du pays d'Herbauges dans le comté du Poitou. Jusqu'au milieu du IXe siècle le pays de Rais reste directement lié au comté de Poitiers, dont la partie nord est divisée en plusieurs pagus, Herbauges, Tiffauges et Mauges. Le Pays de Rais, le Ratiatensis, est une vicaria, subdivision administrative du bas-Poitou. Une nécropole mérovingienne importante au lieu-dit Brigandin atteste l'existence d'une population implantée au VIIe siècle et VIIIe siècle.
En 851, avec le traité d'Angers, le pays de Retz fait partie des marches de Bretagne. C'est-à-dire que le territoire relève de la Bretagne, mais la population locale peut continuer à vivre dans ses us et coutumes et commercer avec ses voisins comme autrefois.
La très riche et prospère Rezé suscita les convoitises des Normands qui déferlèrent sur le pays à partir de la seconde moitié du IXe siècle.
L'abbaye Saint-Serge d'Angers, dont la fondation remonte à l'époque mérovingienne, possédait trois prieurés dans le diocèse de Nantes : Rouans et Pornic (circulation du sel) ainsi que Chéméré qui se trouvait sur une voie terrestre importante traversant le pays de Retz depuis l'antiquité. À partir de 1050, ce prieuré s'est développé et les moines ont édifié un bourg. Il y avait deux églises, Saint-Jean-Baptiste pour les moines et Saint-Martin pour la paroisse. La richesse du prieuré reposait surtout sur les droits forestiers et un important cheptel. Il conserva une vie autonome jusqu’en 1346, date à laquelle le pape Clément VI annexa le prieuré à la mense abbatiale.
La paroisse de Chéméré est créée en 1020 par Harscouët Ier, baron de Retz.
L'histoire de Chéméré est intimement liée à un ancien site féodal, le château de Princé. Malheureusement, il n'en reste aujourd'hui que des ruines, peu représentatives, et qui ne se visitent pas.
Lors de l'arrivée massive des Vikings dans l'estuaire de la Loire, Bégon, qui possédait une motte féodale près de Bouguenais, partit s'installer sur le site de Princé. Le château n'était alors qu'une construction en bois, typique des fortifications de l'époque. La forêt de Princé fut plantée à partir du XIe siècle.
Au XIVe siècle, une discorde politique éclata entre le duc de Bretagne (Jean IV) et la baronne de Rais : à la suite d'un mariage, le pays de Retz menaçait de redevenir poitevin. Le duc de Bretagne s'y opposa et fit arrêter la baronne. Sans enfant, celle-ci prit son parent Guy de Laval comme héritier, celui-ci n'étant autre que le père de Gilles de Rais. À cette époque, le château de Princé était un véritable château fortifié comme les autres propriétés de Gilles de Rais, Machecoul et Pornic, entre autres.

### Renaissance
Au fil des ans, le château perdit sa vocation militaire pour devenir un lieu de résidence et un pavillon de chasse pour les seigneurs de Rais.
Au XVIe siècle, le château connut une période de style italien, après le mariage de la baronne de Rais et d'Albert de Gondi, issu d'une riche famille italienne. C'est à cette époque que furent créées les Îles Enchantées, ancien parc du château, comprenant plusieurs îles, entourées de larges fossés. C'est alors l'apogée du château de Princé, le site s'étendant jusqu'aux limites du bourg de Chéméré ; il subsiste d'ailleurs un pan de mur de cet ancien domaine dans le parc de loisirs récemment construit aux abords du bourg de Chéméré.

### Révolution française
À la Révolution, Chéméré connut des heures difficiles. Située dans la Vendée militaire, elle fut victime de représailles républicaines. Ainsi, l'ensemble du bourg, dont l'église, fut brûlé en 1794. En mémoire de ces événements, un monument, le Souvenir Vendéen, fut érigé dans la forêt de Princé pour rendre hommage aux quelque 2 000 Vendéens qui, pendant la guerre de Vendée, furent abattus et enterrés sommairement dans les allées de la forêt.
Une nouvelle église fut construite en 1805 à l'angle de la rue du Béziau et de la rue de Pornic, au milieu du cimetière. Elle sera rasée en 1877 et remplacée par l'église Saint-Jean Baptiste actuelle. Le nouveau cimetière se trouve à cent mètres à l'ouest.

### Époque contemporaine
Plusieurs « châteaux » ont été édifiés comme relais de chasse dans la forêt de Princé, avec leurs fermes consacrées à l'élevage et à la polyculture, ce qui a inspiré le blason de la commune. Chaque ferme avait sa vigne et produisait son vin. Les métairies faisaient toutes partie de domaines qui, aux héritages, se partageaient par grands morceaux. Parmi ces domaines se trouvaient le Manoir de Bâtiment, le logis de Pierre-Levée et le manoir de Noirbreuil :
On retrouve leurs propriétaires dans les équipes municipales de l'époque.
«  On assista en Loire-Inférieure, et ce jusqu’à la deuxième guerre mondiale, à la tentative de maintenir contre vents et marées une contre-société catholique, non seulement sur le plan religieux mais aussi sur le plan économique, à travers tout un réseau de services commerciaux et financiers s’appuyant lui-même sur le réseau de sociabilité de la noblesse et du clergé. On voyait même des almanachs paroissiaux prescrire des achats dans les « bonnes maisons », proclamant qu’il fallait acheter « chez nous » et fournissant les listes. »
Le domaine de la Chapellerie était une ancienne fabrique de chapeaux au XIXe siècle. Deux moulins à vent ont fabriqué de la farine pour les habitants de Chéméré. Le moulin de la Motte-Hivert a été construit en 1839. Il se trouve au 46, rue de Brigandin. Il a fonctionné jusqu'en 1970. Il a été récemment restauré mais a perdu ses ailes.

#### Le bourg
La substitution de la commune à la paroisse à la suite de la période révolutionnaire a provoqué la nécessité d'héberger la nouvelle municipalité dans une habitation acquise pour l'occasion.
Après la monarchie de Juillet, vient aussi l'obligation d'acheter ou de construire une maison d'école.
Le relais de poste s'installe également dans le centre du bourg.
L'ingénieur en chef Mathurin-Julien Grolleau (1734-1806) avait équipé le département en routes à la fin de l'Ancien Régime : ce réseau sera précurseur de celui du service vicinal du XIXe siècle.

#### La voie ferrée
La ligne de chemin de fer en provenance de Nantes est déclarée d'utilité publique, à titre d'intérêt local, par le décret du 5 août 1872, et la ligne est mise en activité en 1875. Sainte-Pazanne devient un nœud pour les communications dans le Pays de Retz. Il s'agit d'une ligne à écartement standard et à voie unique non électrifiée.
Mais, cinquante ans plus tard toute circulation est interrompue, pour les voyageurs en 1939 et pour le fret en 1998, parallèlement à la fermeture de l'usine Kuhlmann, pour des raisons de rentabilité ; la ligne n'est toujours pas déclassée.

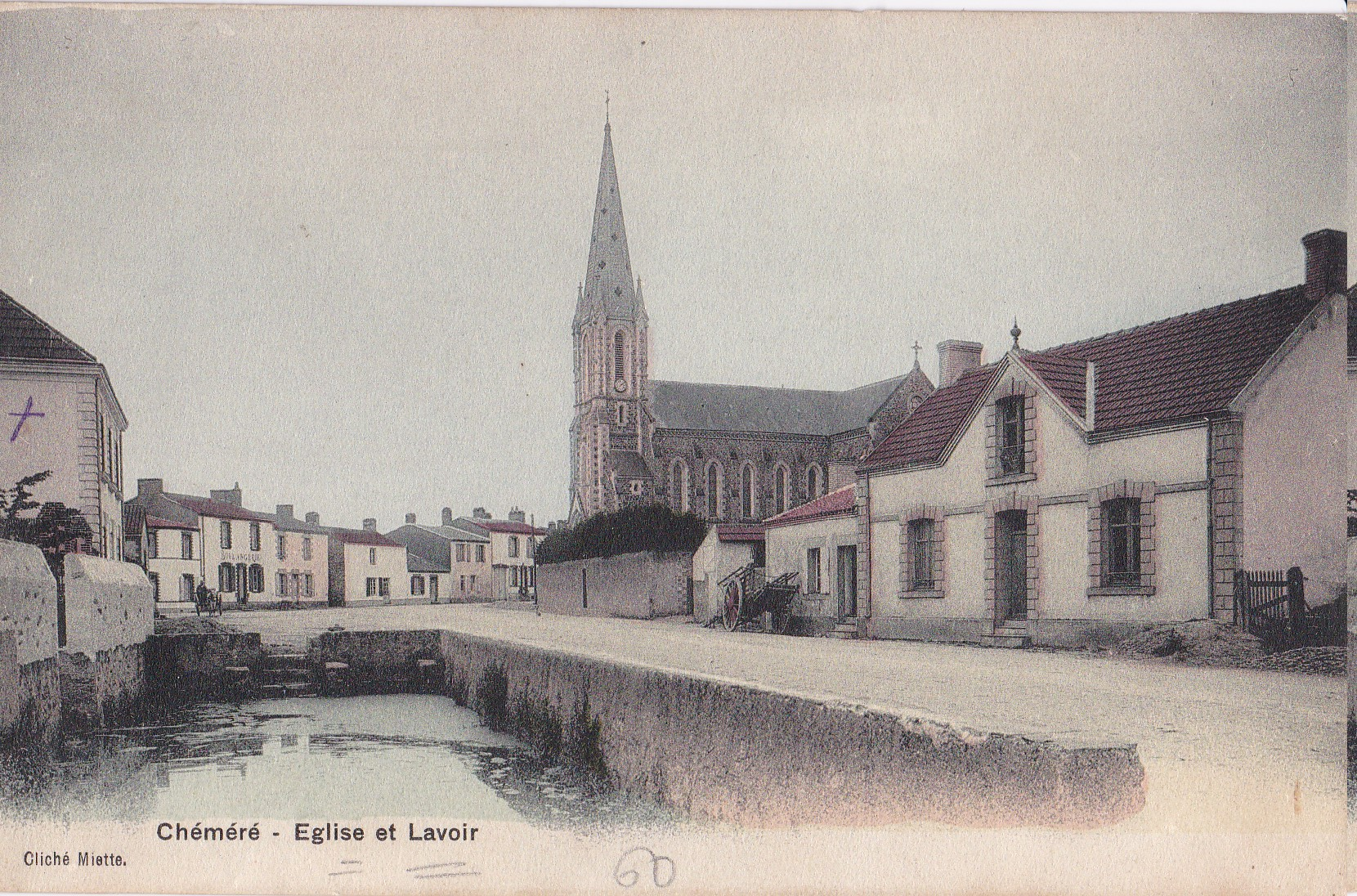
Près de l'église, l'ancien lavoir.
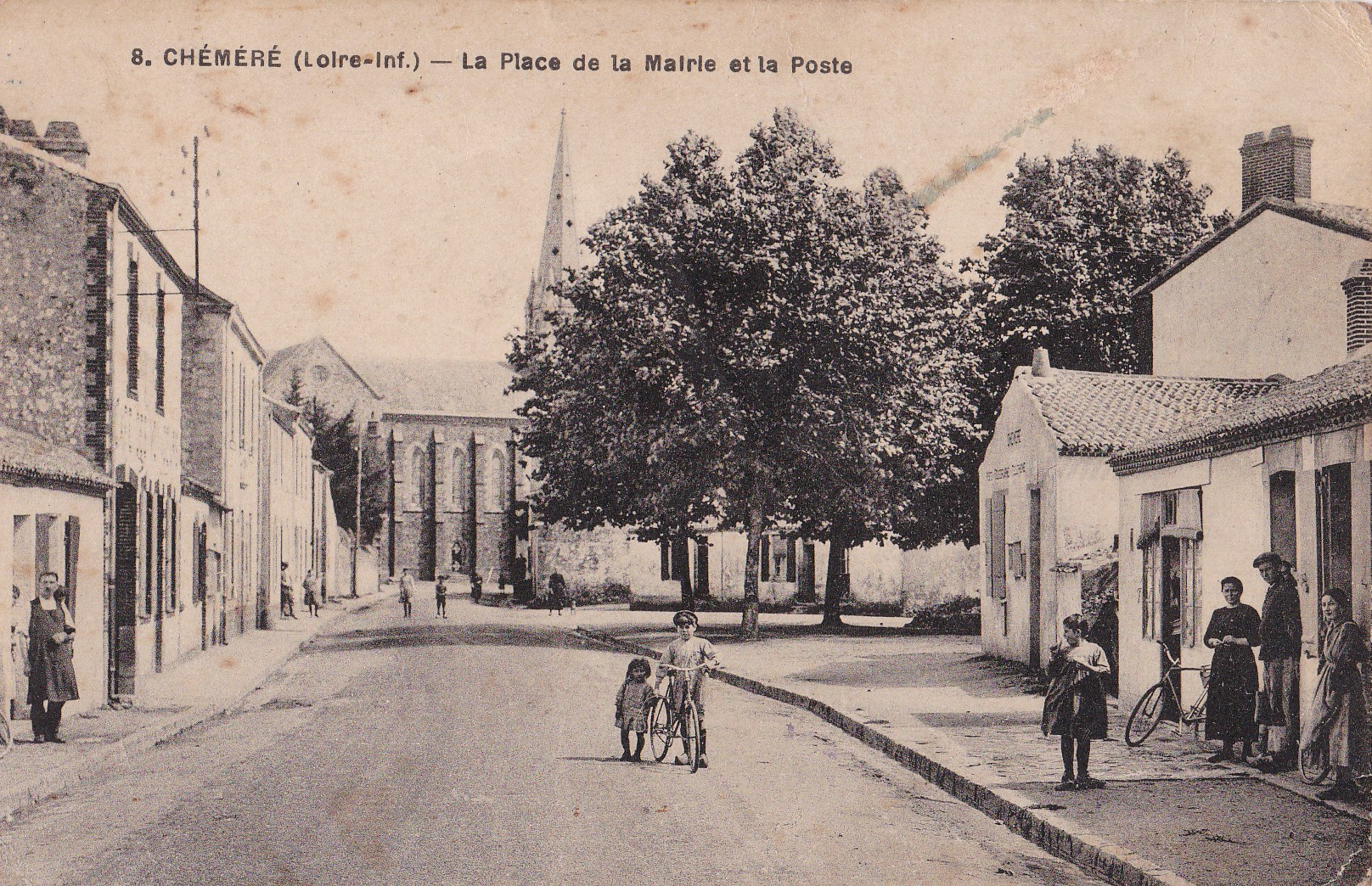
La place de la Mairie et le bureau de poste.
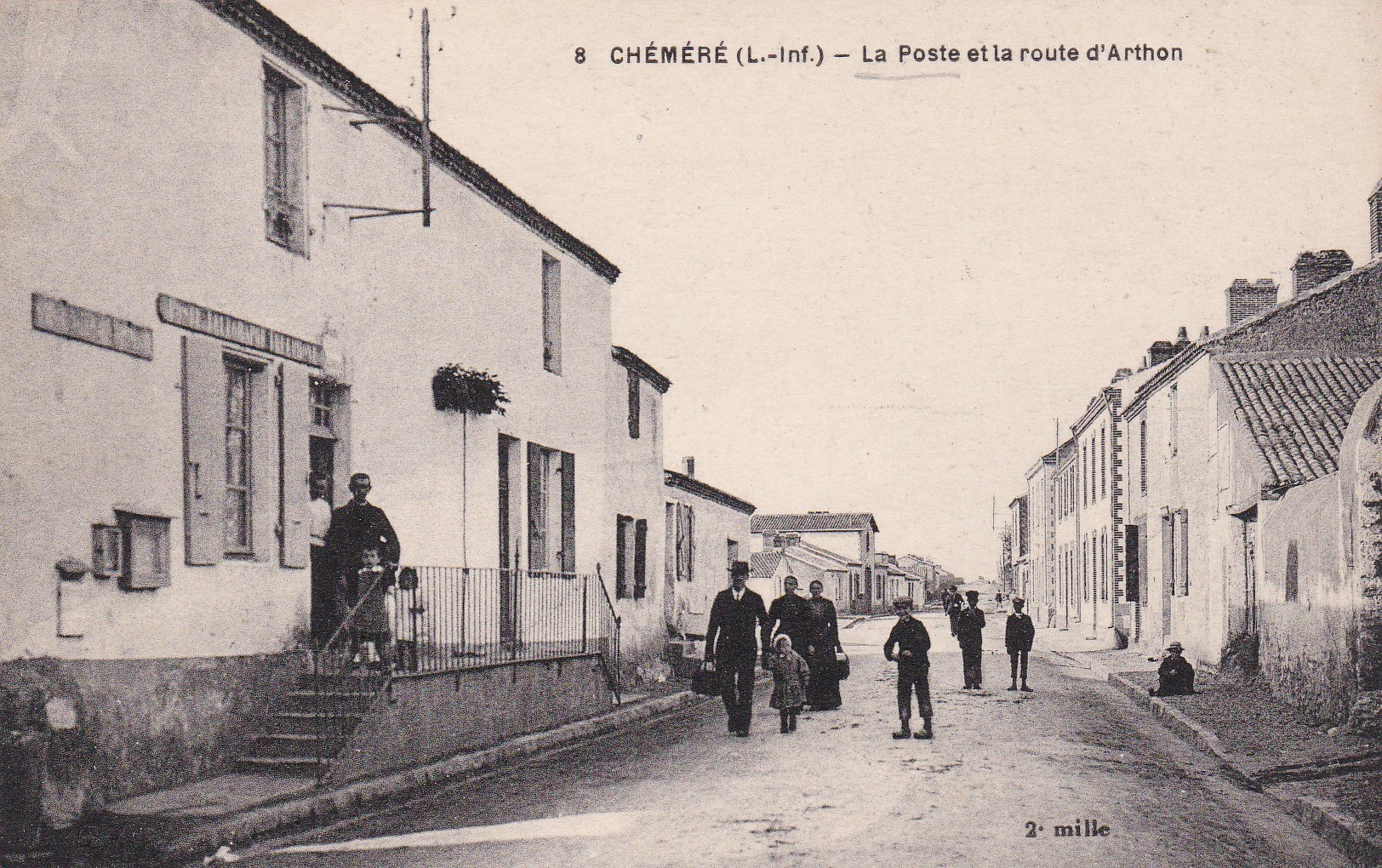
La Poste et la route d'Arthon.
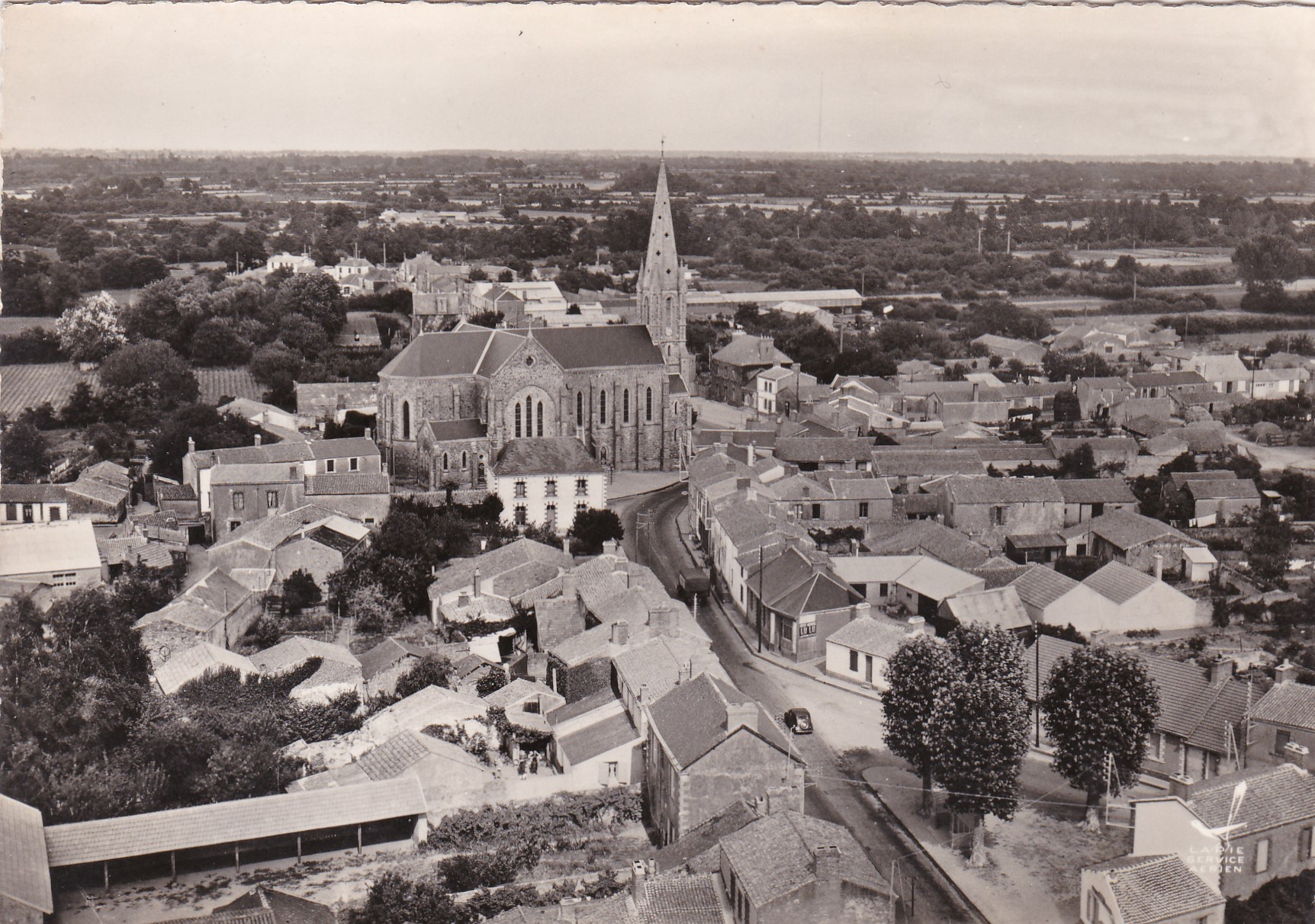
Le centre-ville se densifie.
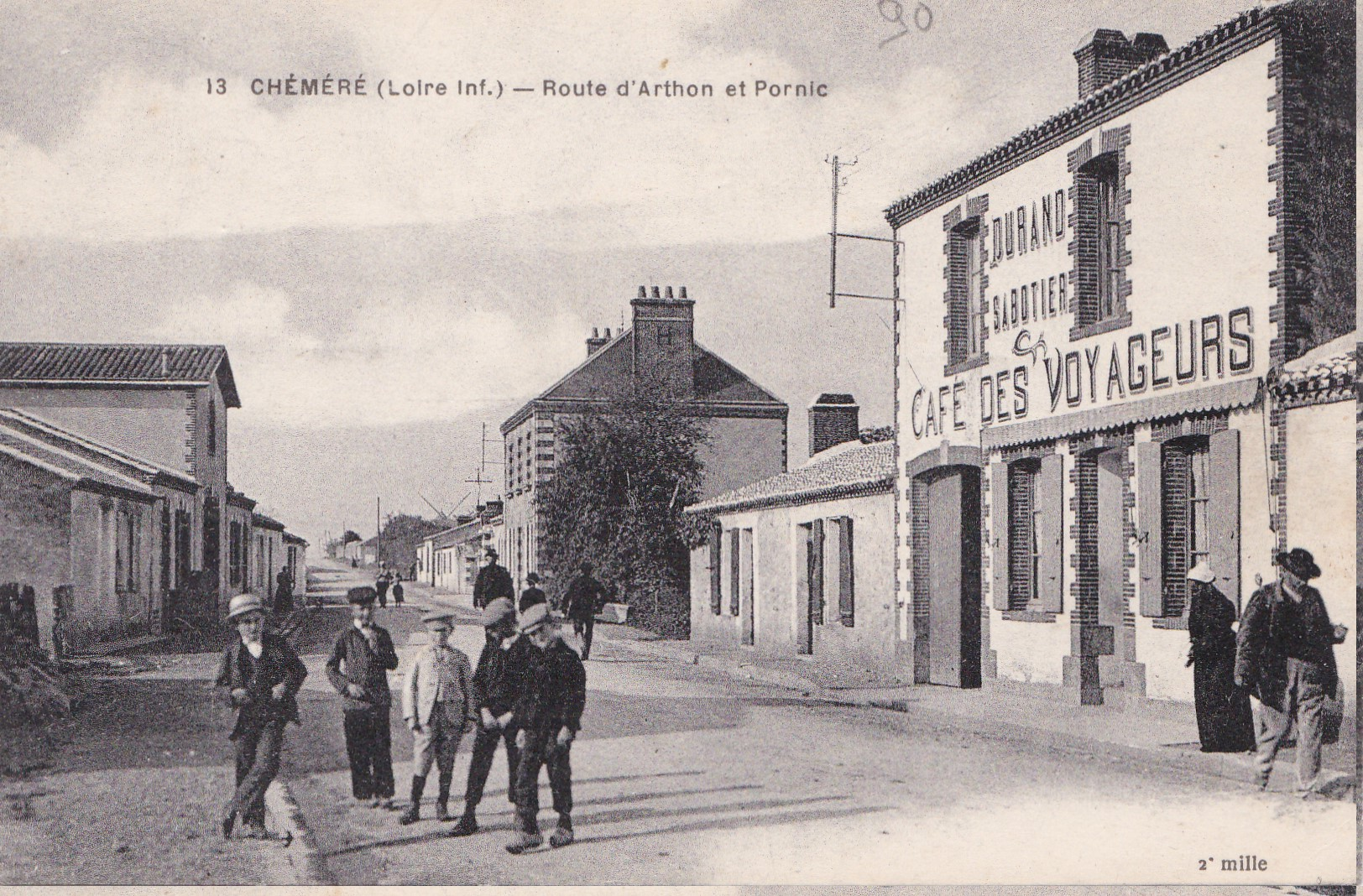
Le café des Voyageurs sur la route d'Arthon et Pornic ; le moulin à l'arrière-plan.
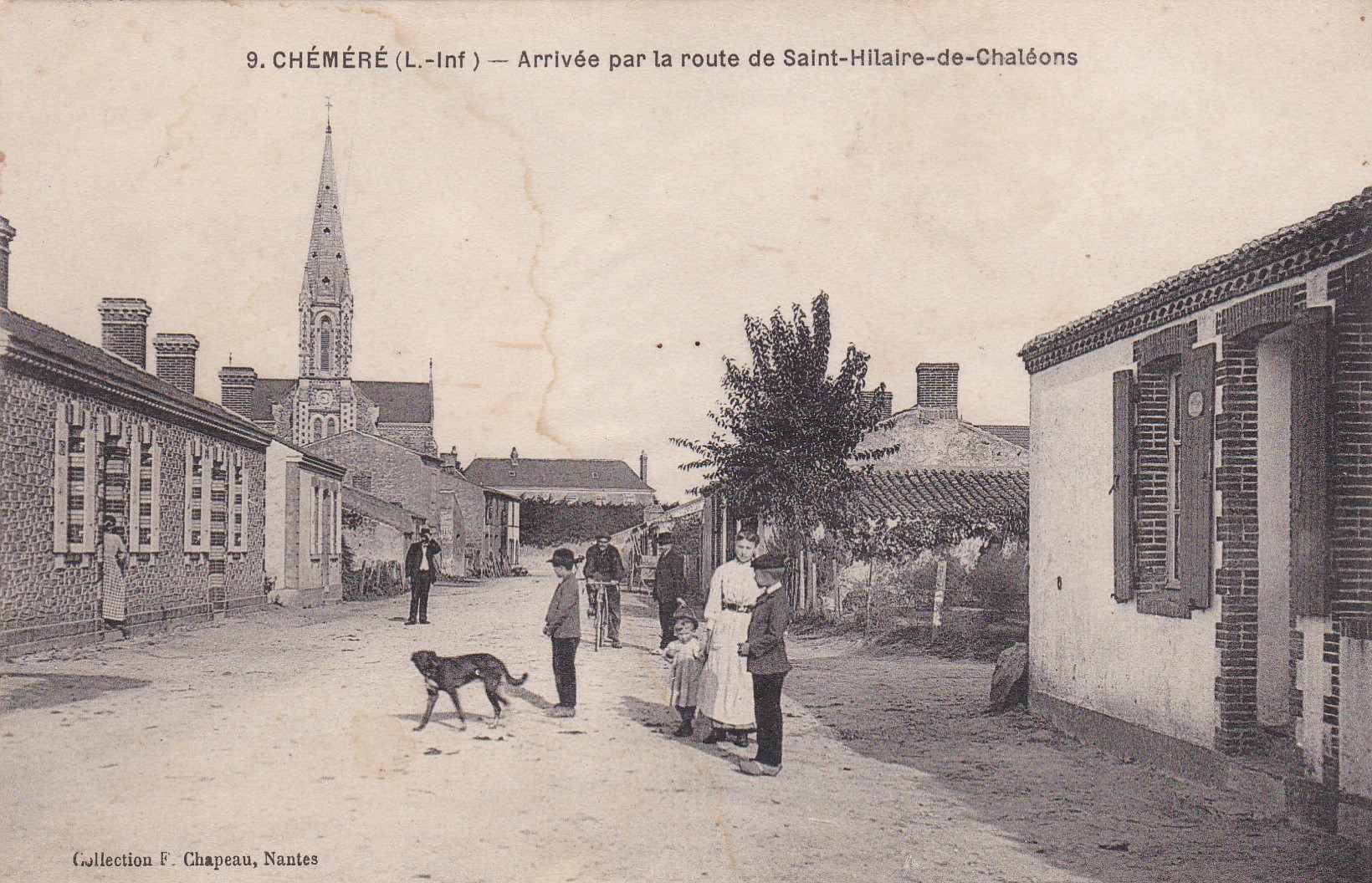
L'arrivée par la route de Saint-Hilaire-de-Chaléons.
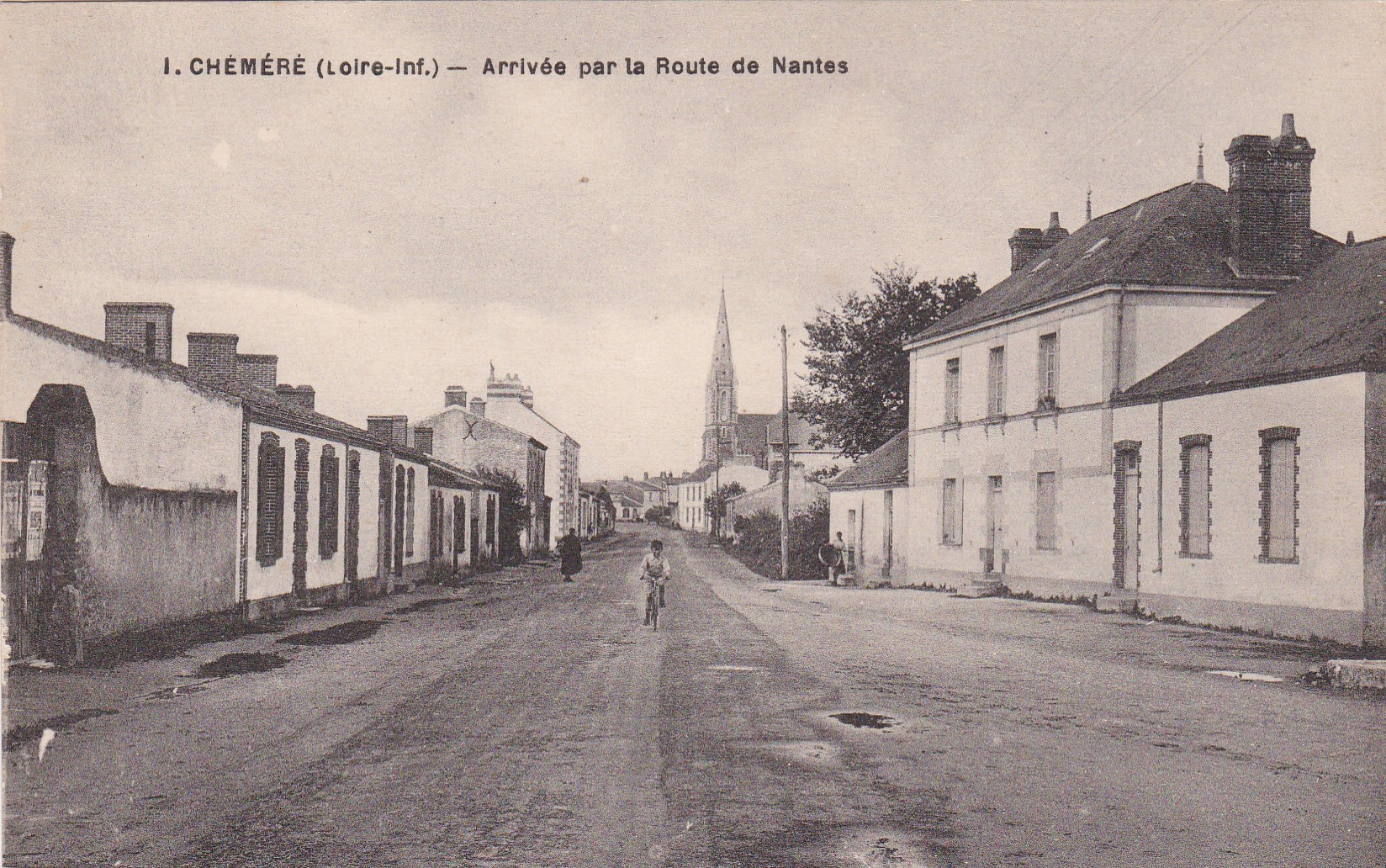
L'arrivée par la route de Nantes.
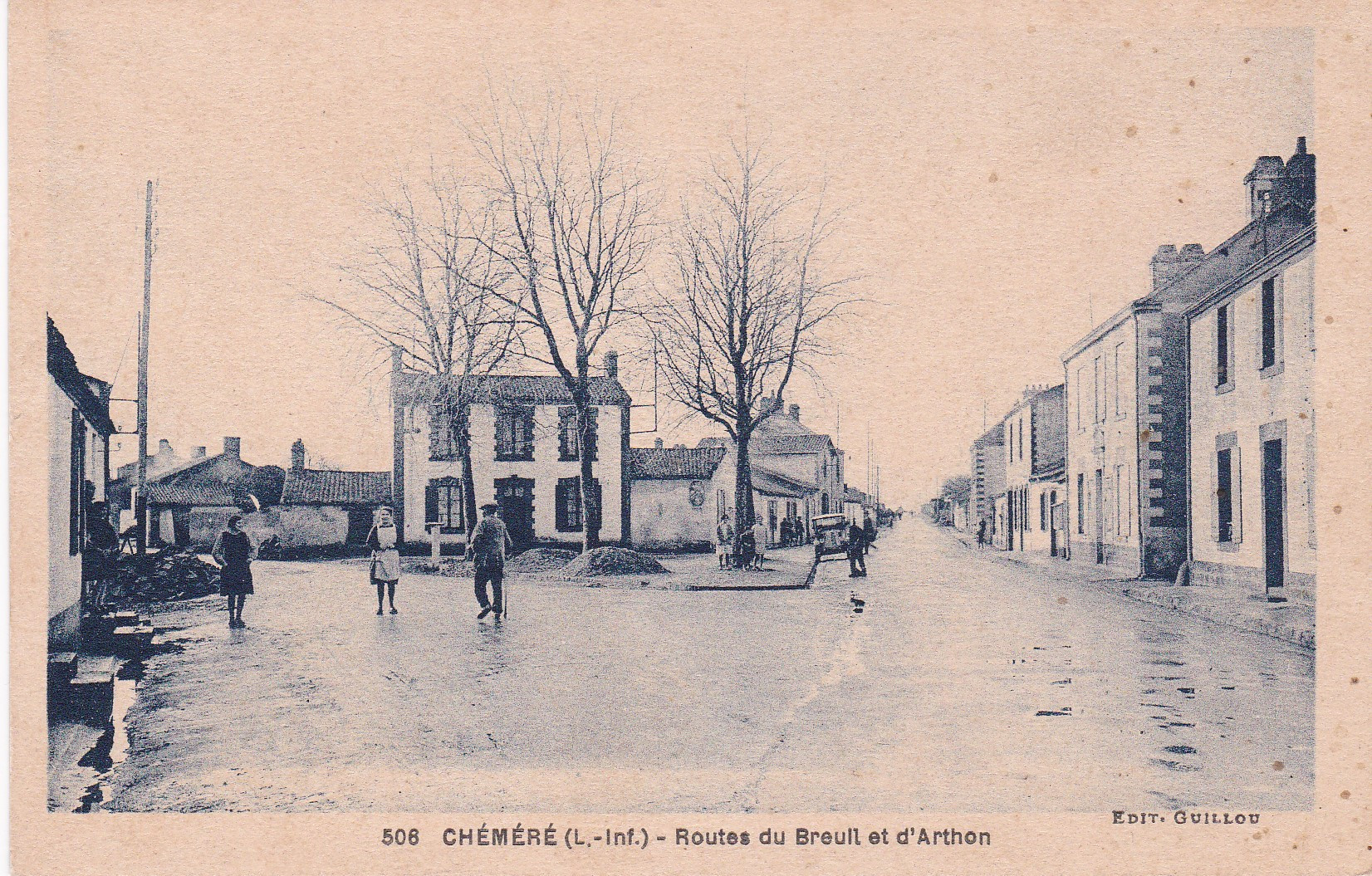
Routes d'Arthon et du Breuil.
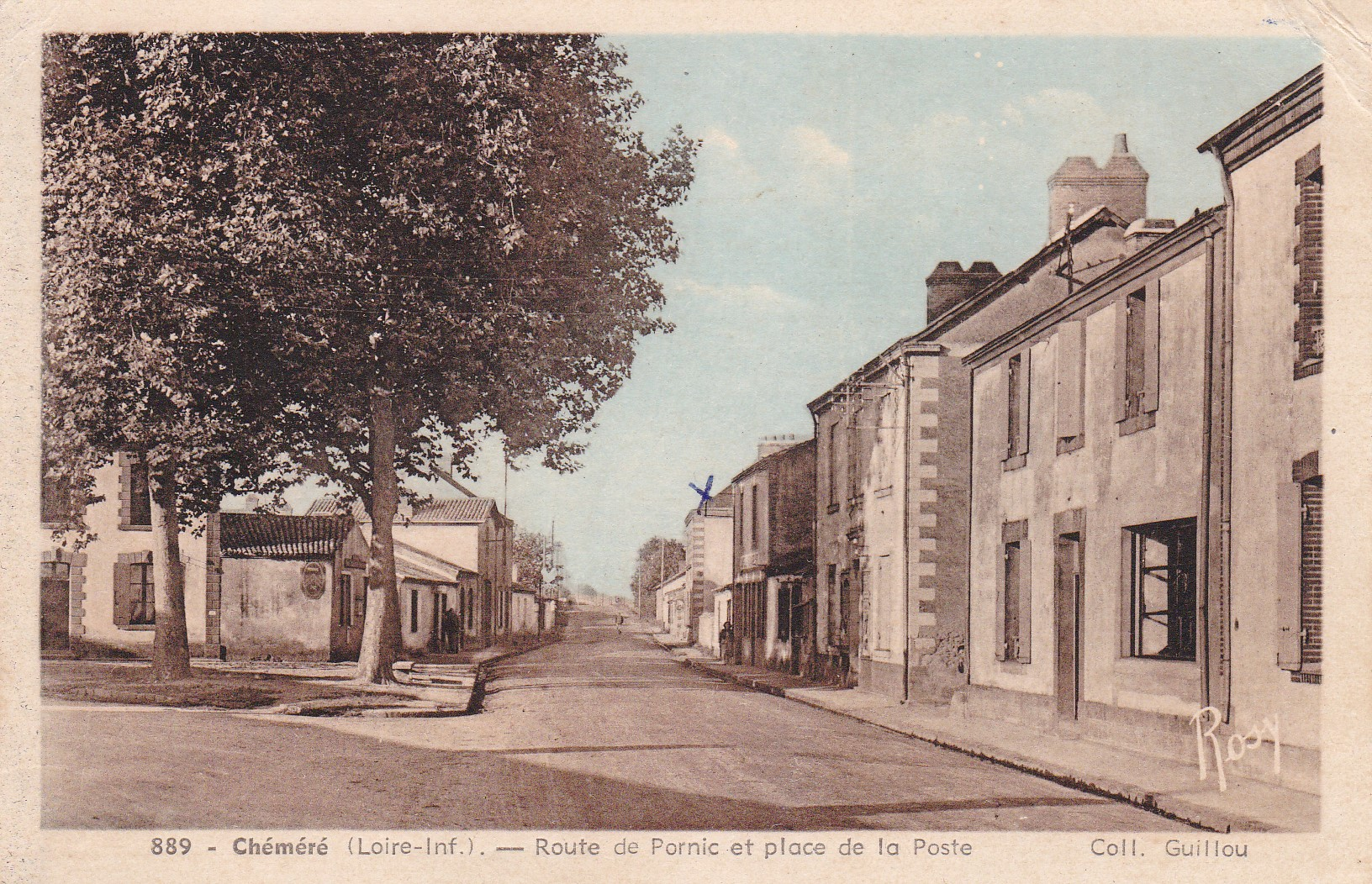
Route de Pornic, ailes du moulin à l'arrière-plan.
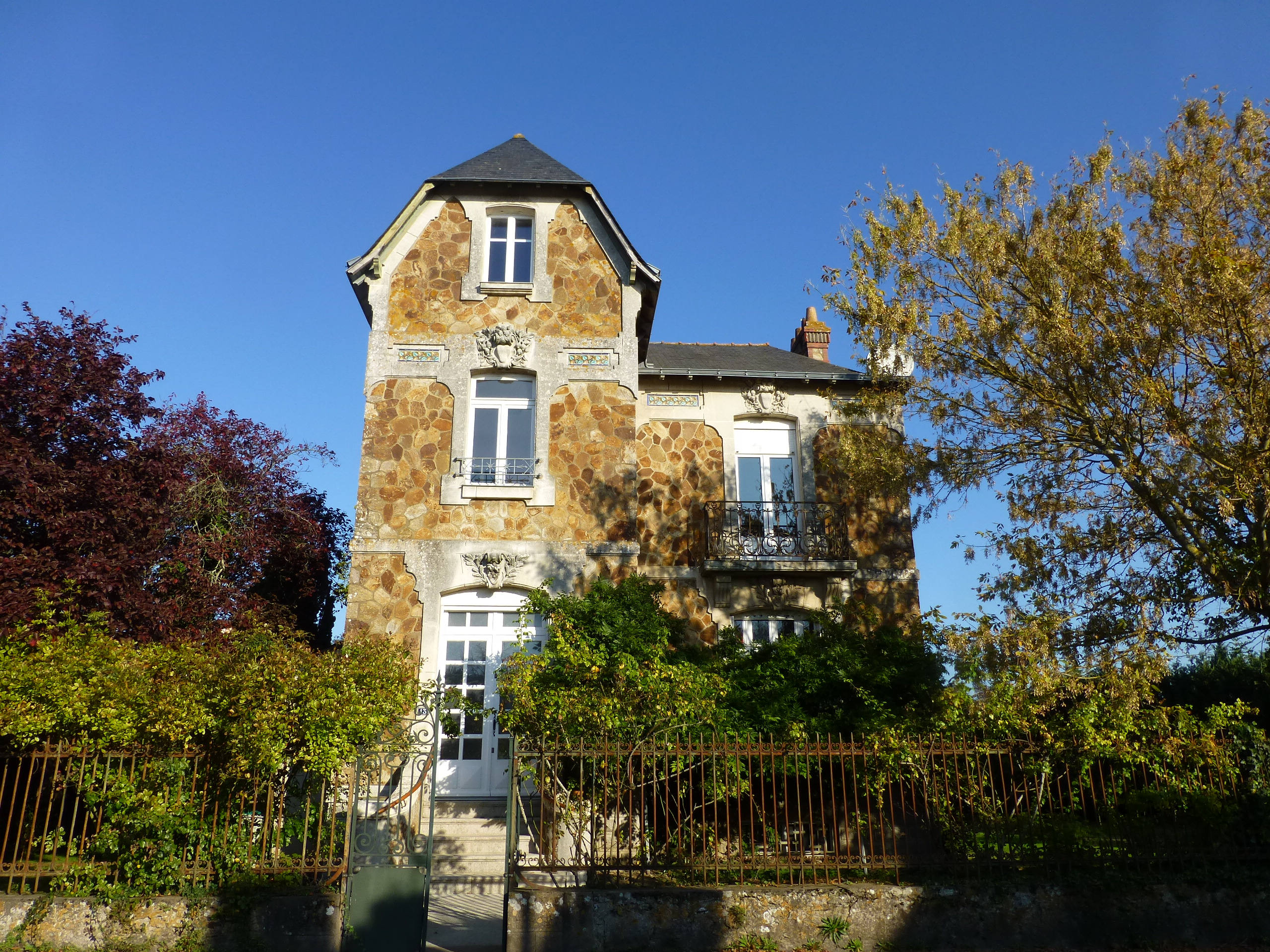
Maison bourgeoise « centenaire » dans le centre-ville.
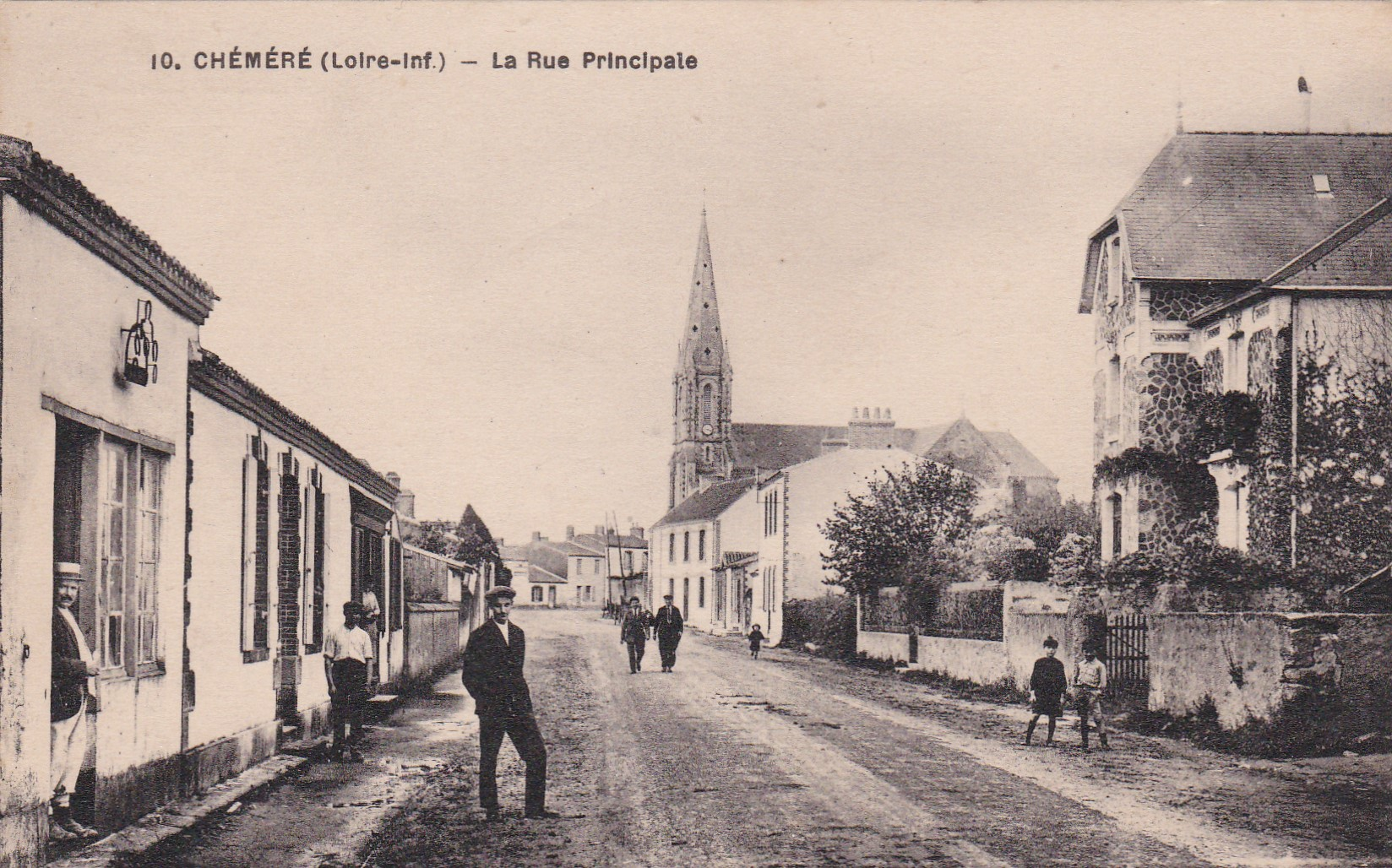
La même maison, à droite, sur la rue principale de l'époque.
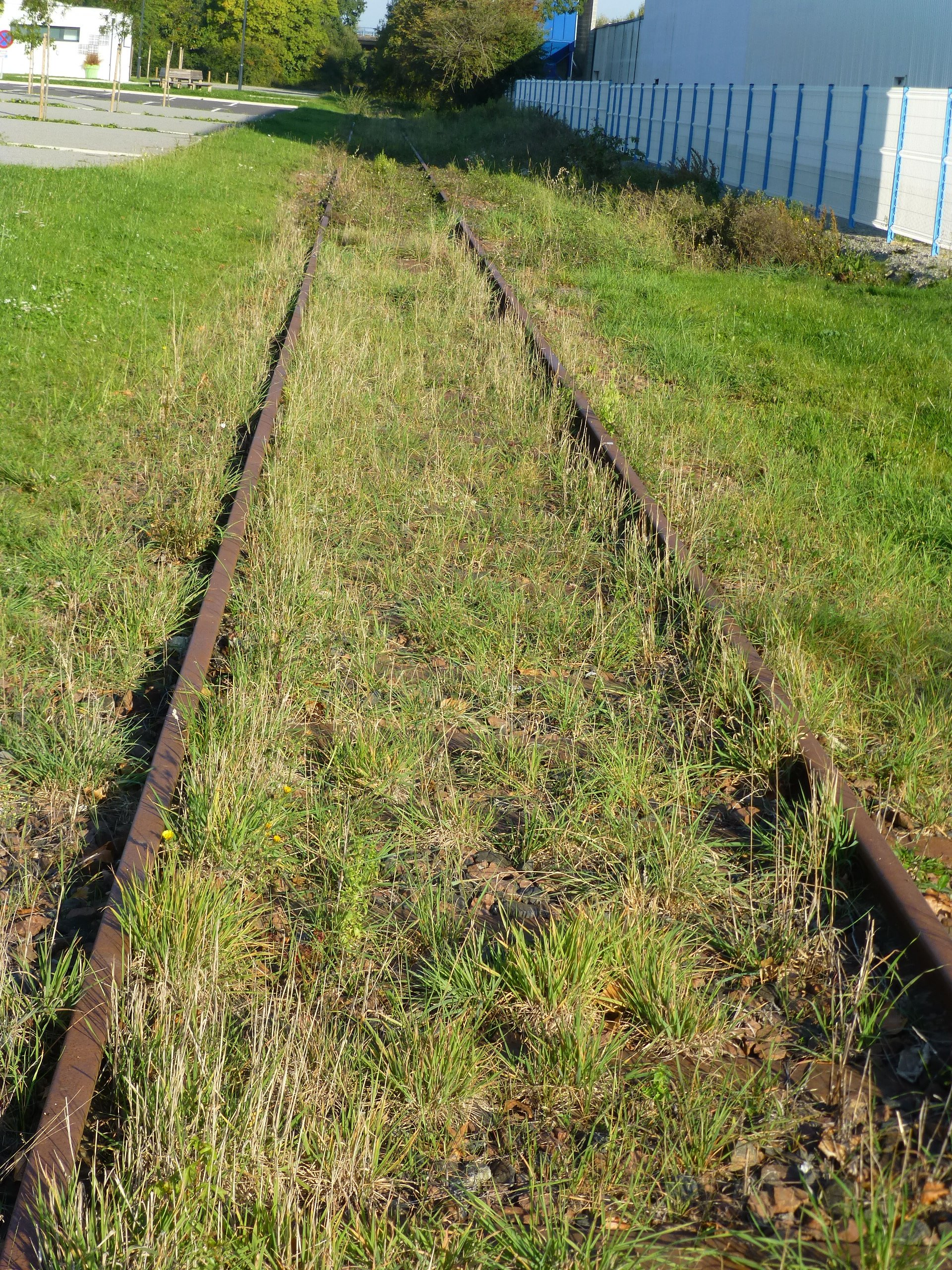
La voie ferrée près de la gare.
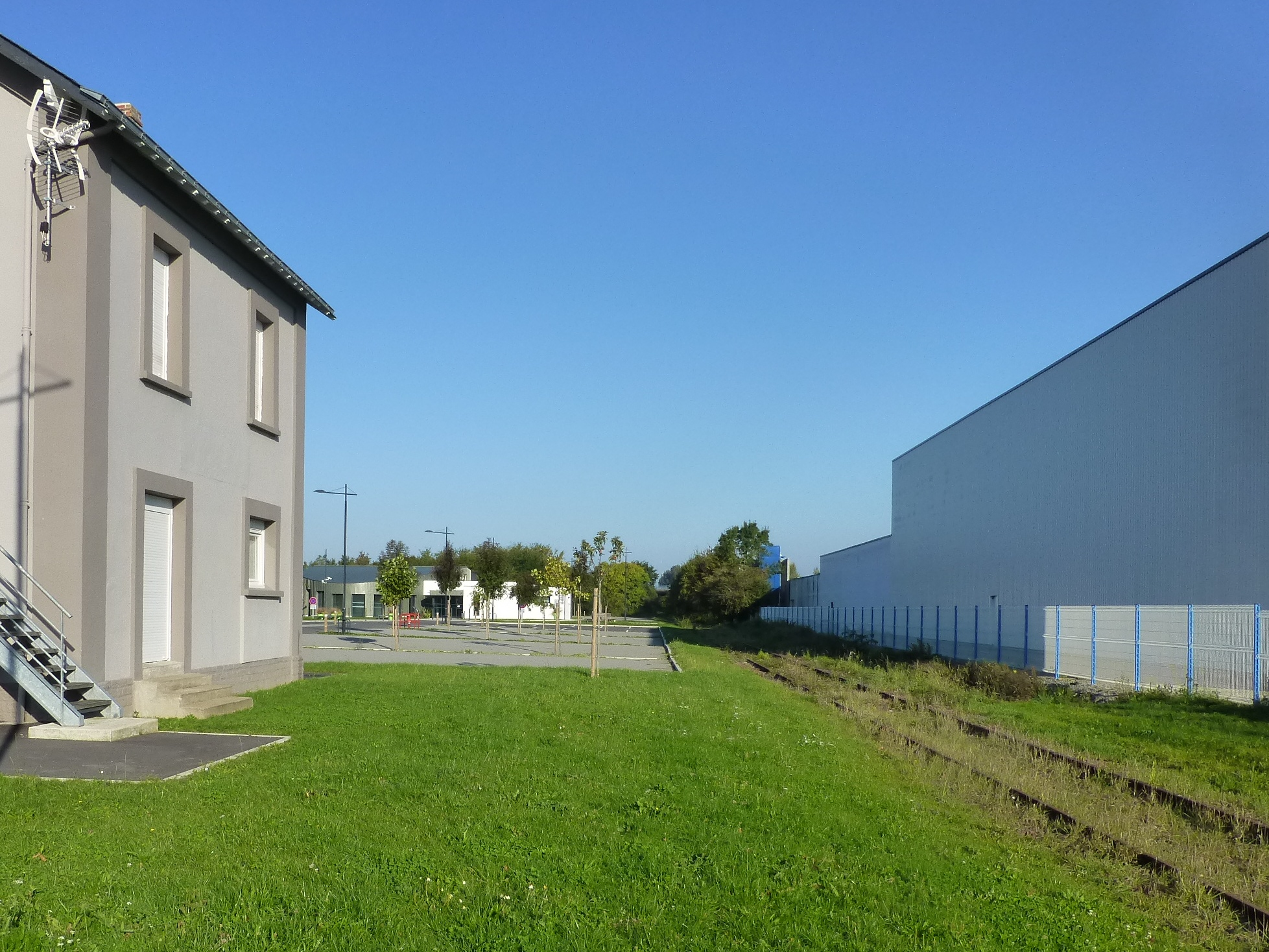
L'ancienne gare à gauche.
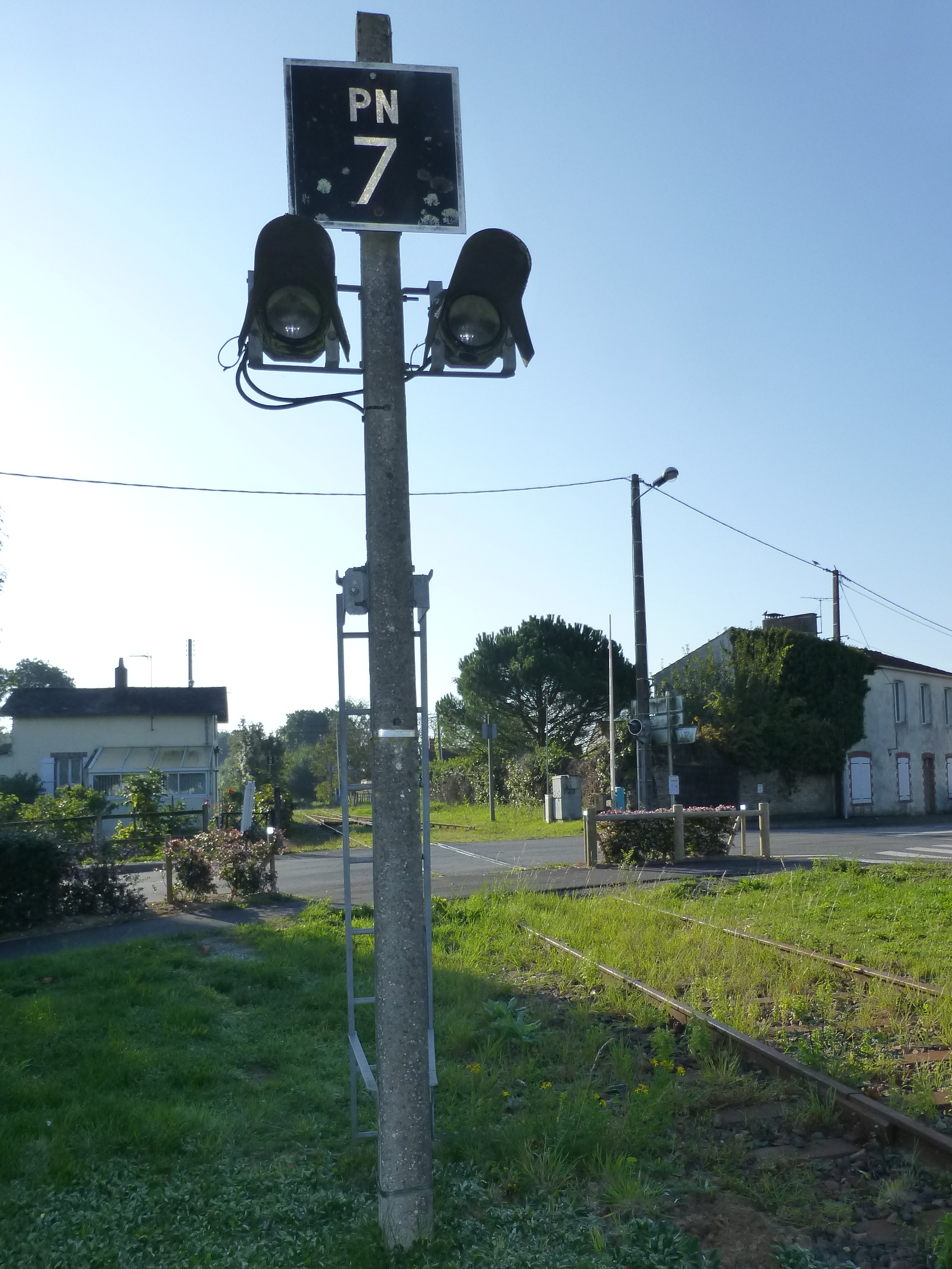
Passage à niveau N°7.

#### Urbanisation auXXesiècleetXXIesiècle

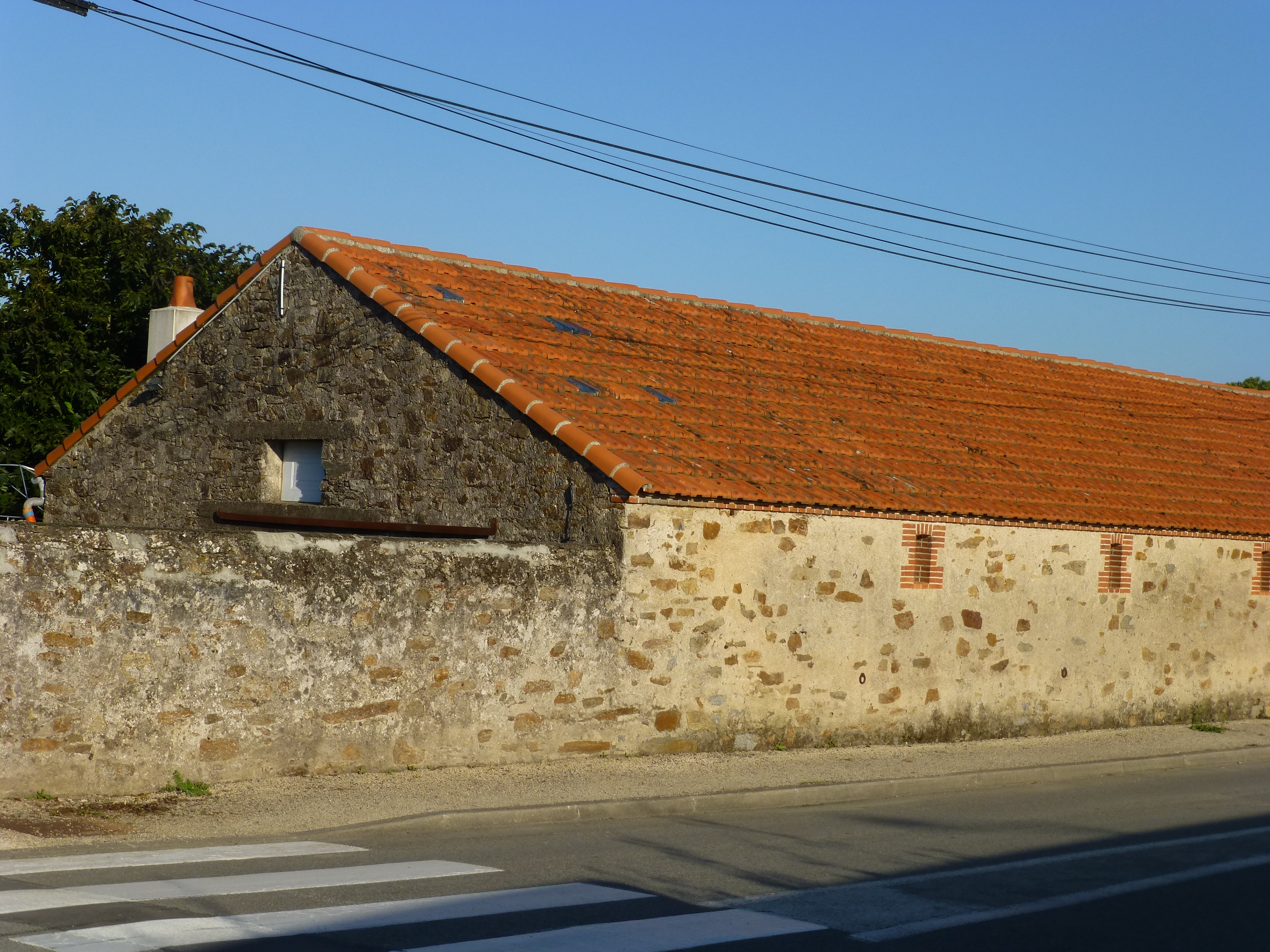
Chéméré, maison traditionnelle, rue du Brigandin.

L'étalement urbain récent a modifié le paysage. Grâce au désenclavement routier, Chéméré est dorénavant à quelques minutes de Pornic et de Nantes. Les grandes orientations du Schéma de cohérence territoriale (SCOT) du Pays de Retz tiennent compte de cette évolution.
Les fortes poussées démographiques des années 1990 et du début du XXIe siècle se sont accompagnées de créations de nombreux lotissements autour du centre-ville.
Le règlement du PLU de février 2009 maintient le respect de certaines règles architecturales, par exemple pour les toitures :
« 11.1. – Toitures : Les toitures des constructions à usage d'habitation doivent avoir les caractéristiques de celles de l'architecture traditionnelle de la région : faible pente (35° maximum), couvertures en tuile en usage dans la région. »(PLU, page 17).
Chéméré s'est dotée de locaux culturels (salle Ellipse par exemple) et sportifs et d'équipements de loisirs. Incitée à aller de l'avant par la structure de sa population (40 % des Chéméréens ont moins de 25 ans) Chéméré est une ville active, tournée vers l'avenir. Le centre-ville est riche en mobilier urbain à vocation de protection des piétons.

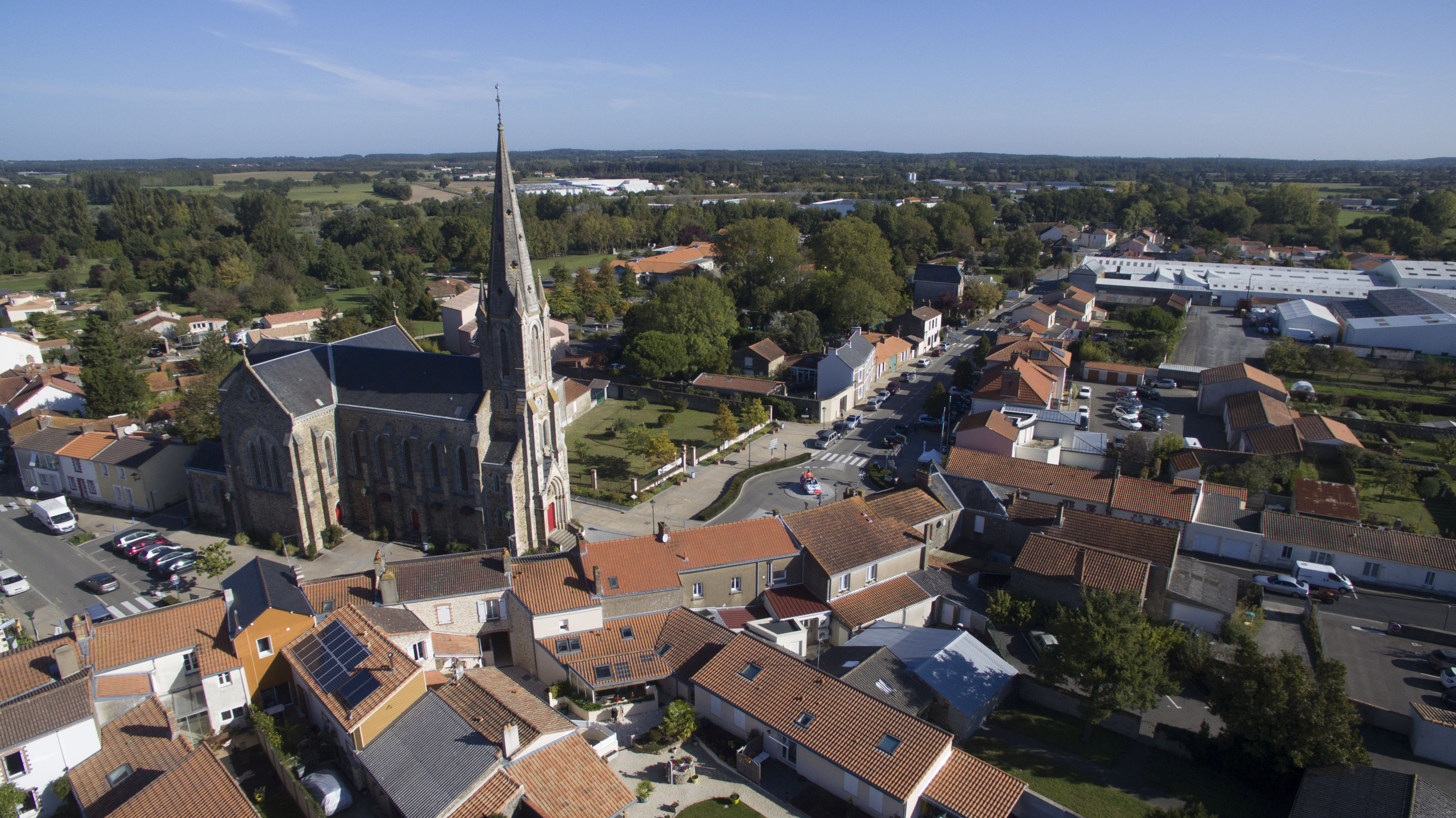
Centre bourg vu du ciel, OPL-Chéméré.
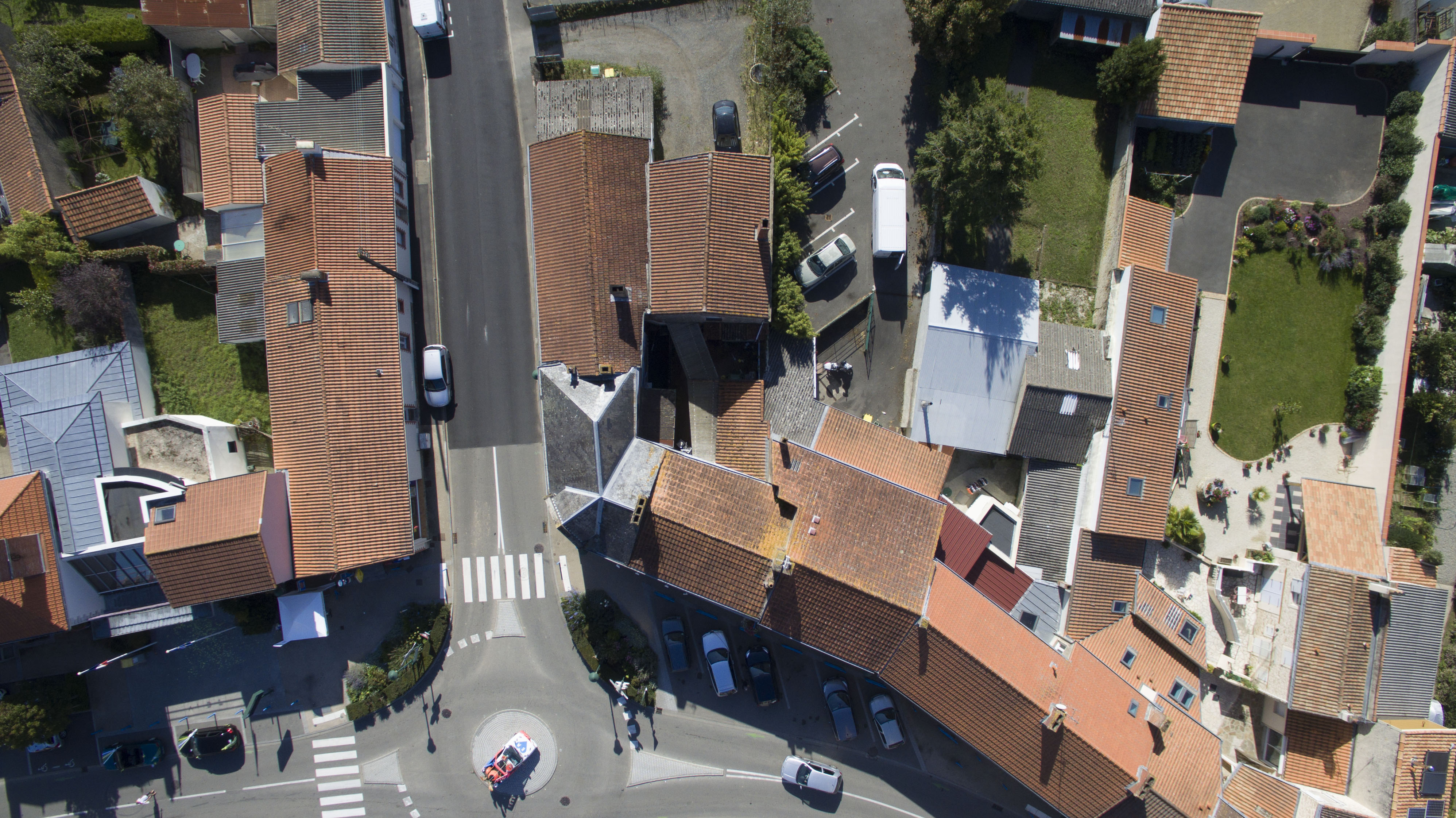
Centre bourg vu du ciel, OPL-Chéméré.
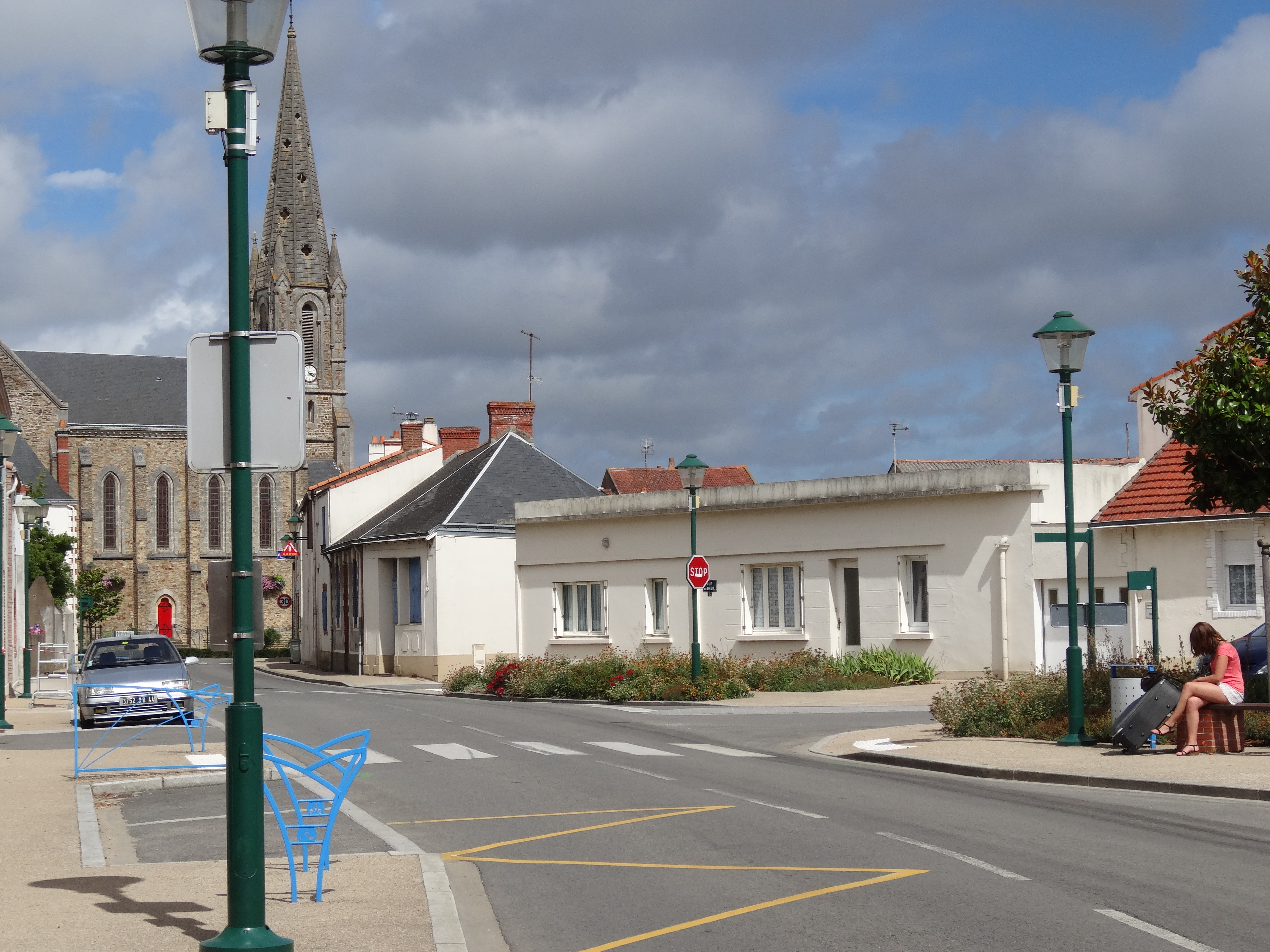
Rue principale en 2013.
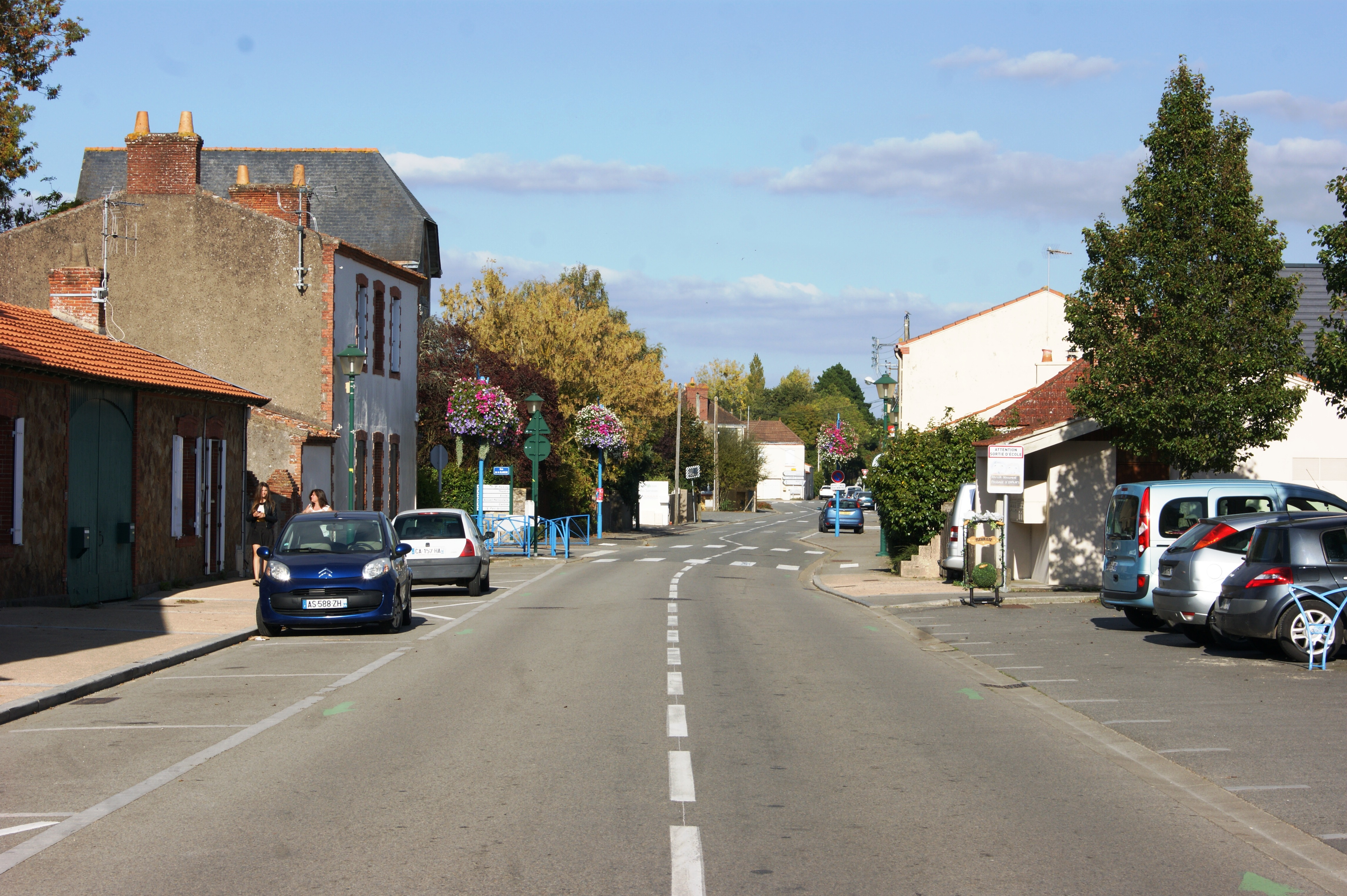
Rue principale en septembre 2015.
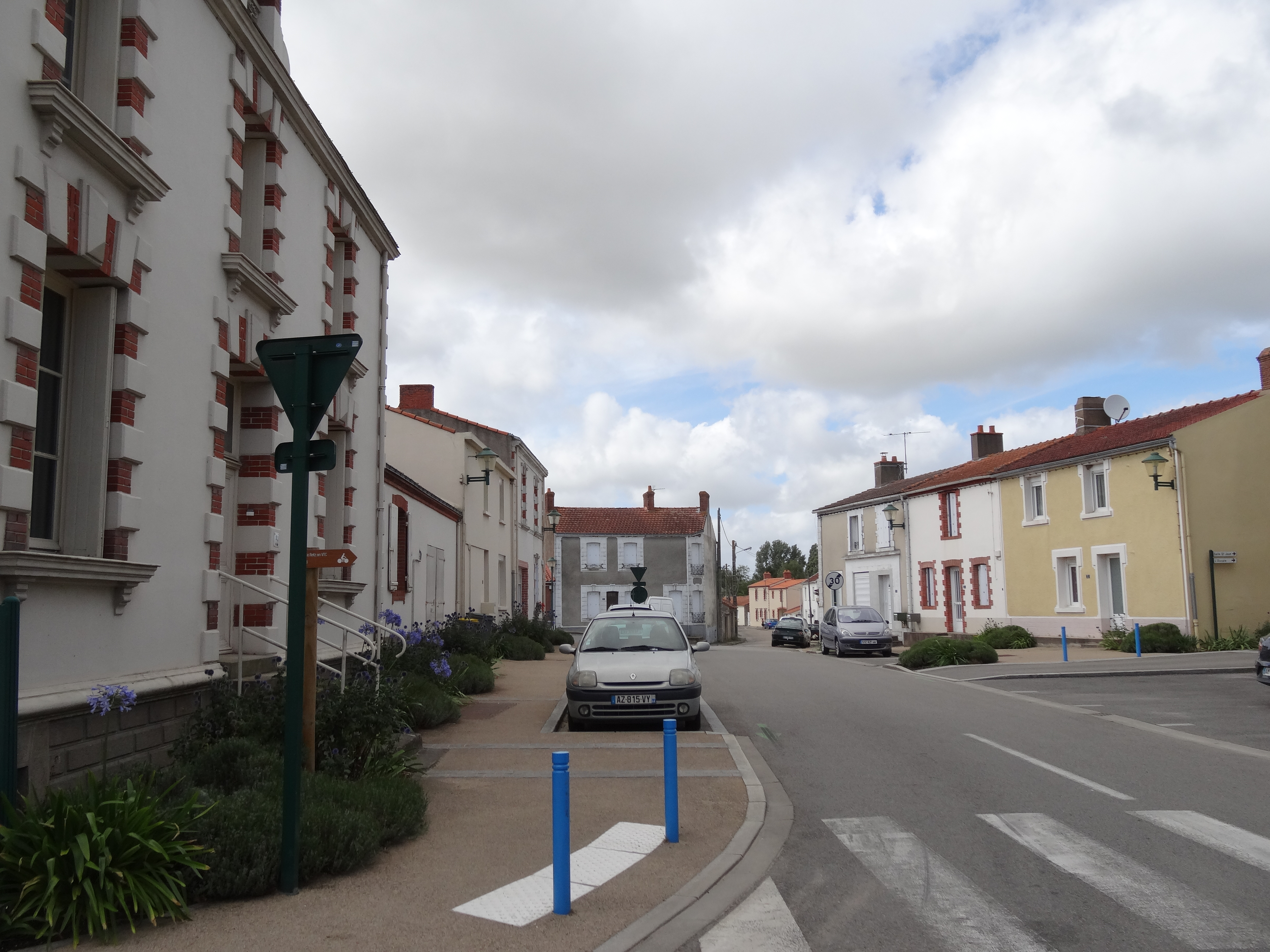
Passage piéton.
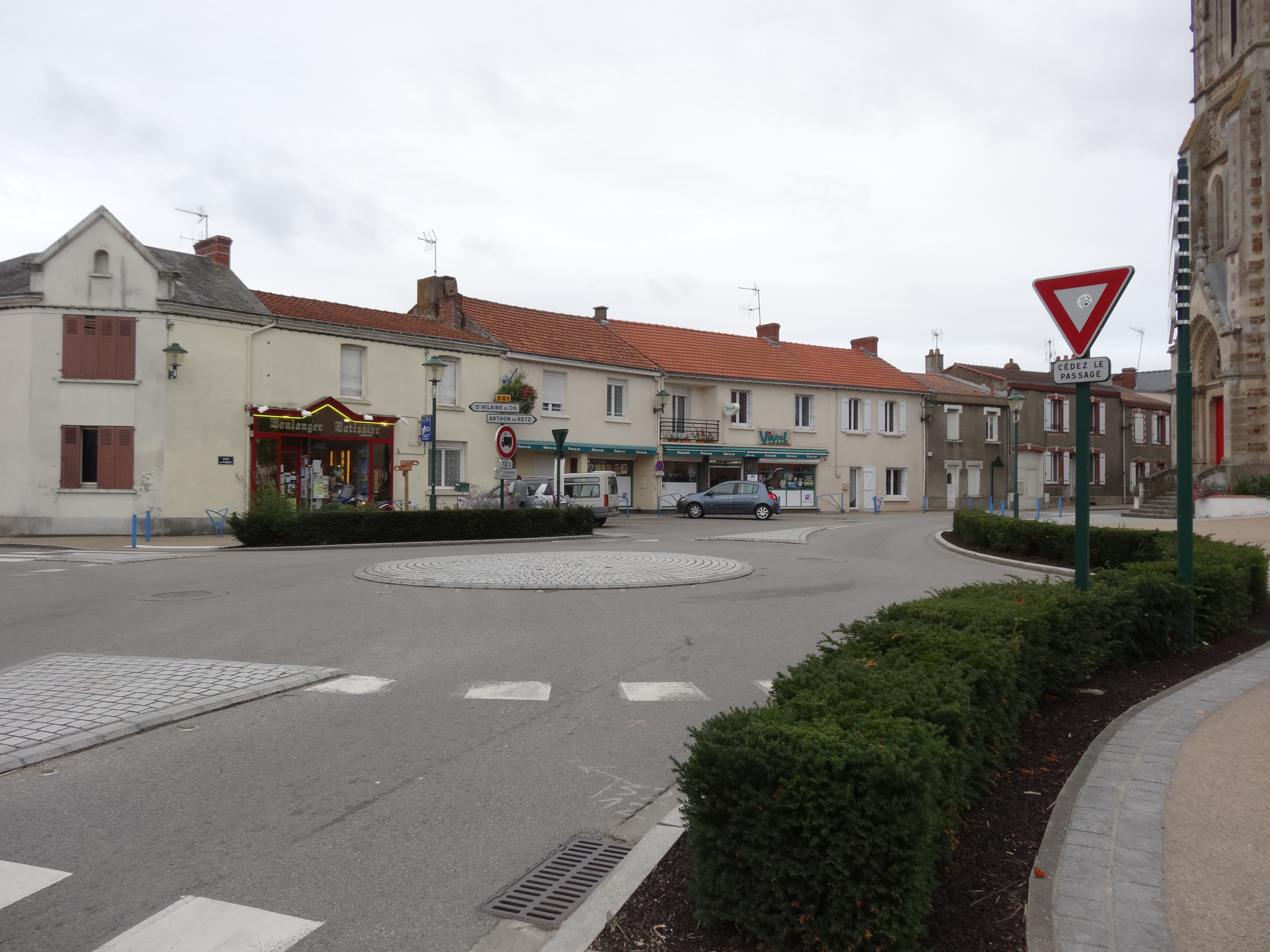
Giratoire devant l'église.
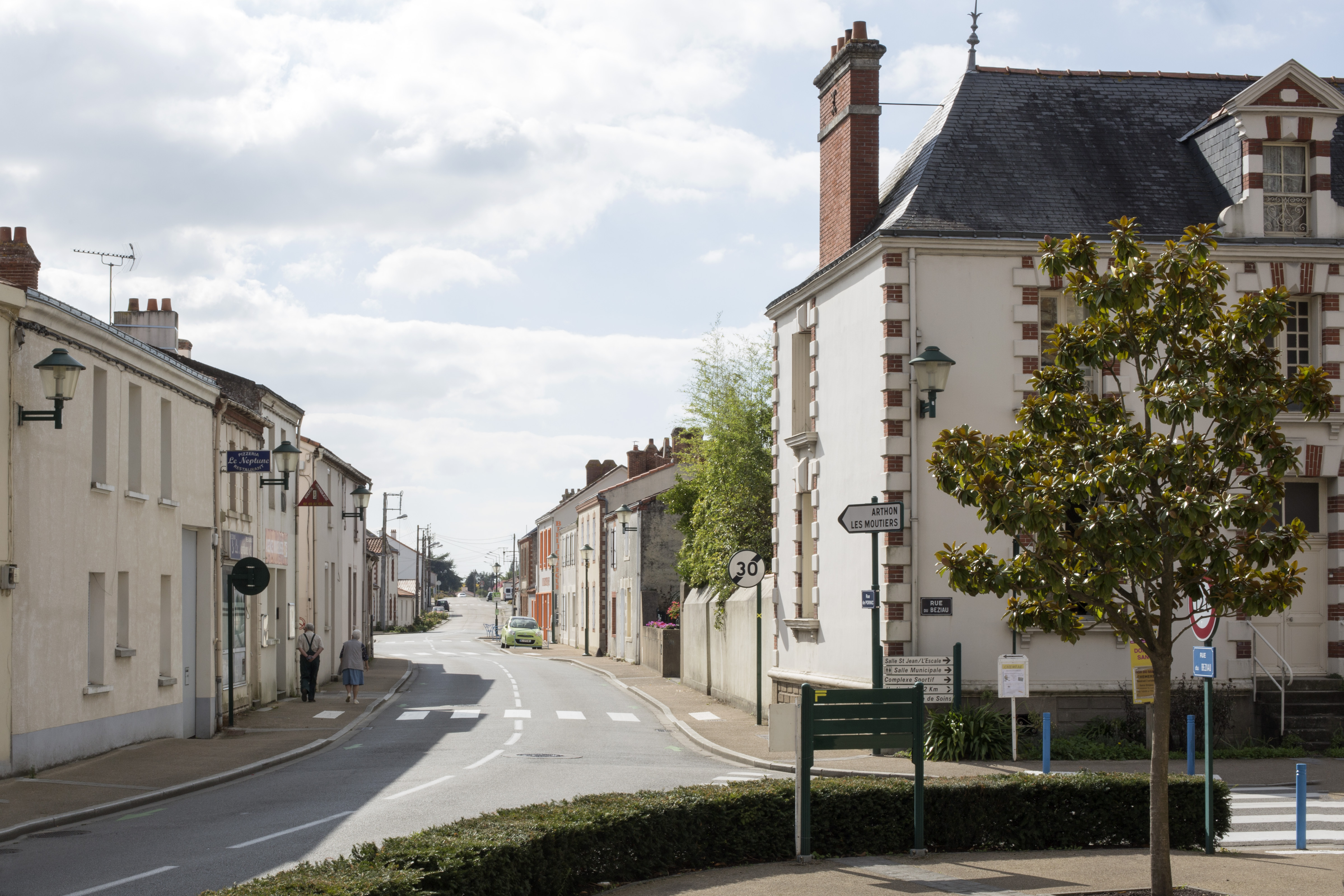
Trottoirs et carrefour de la rue du Béziau et de la route de Pornic.
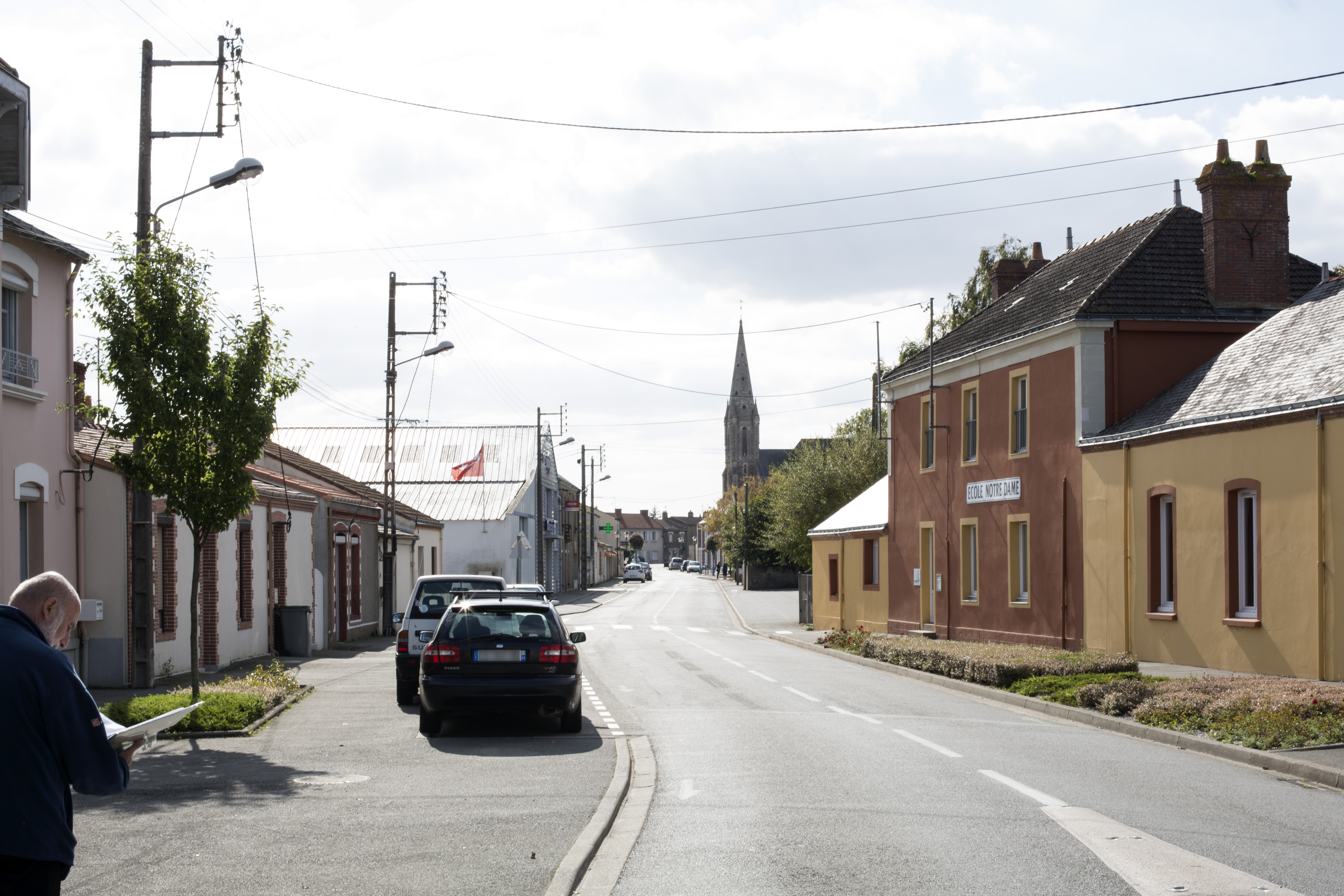
Arrivée de la route de Nantes.
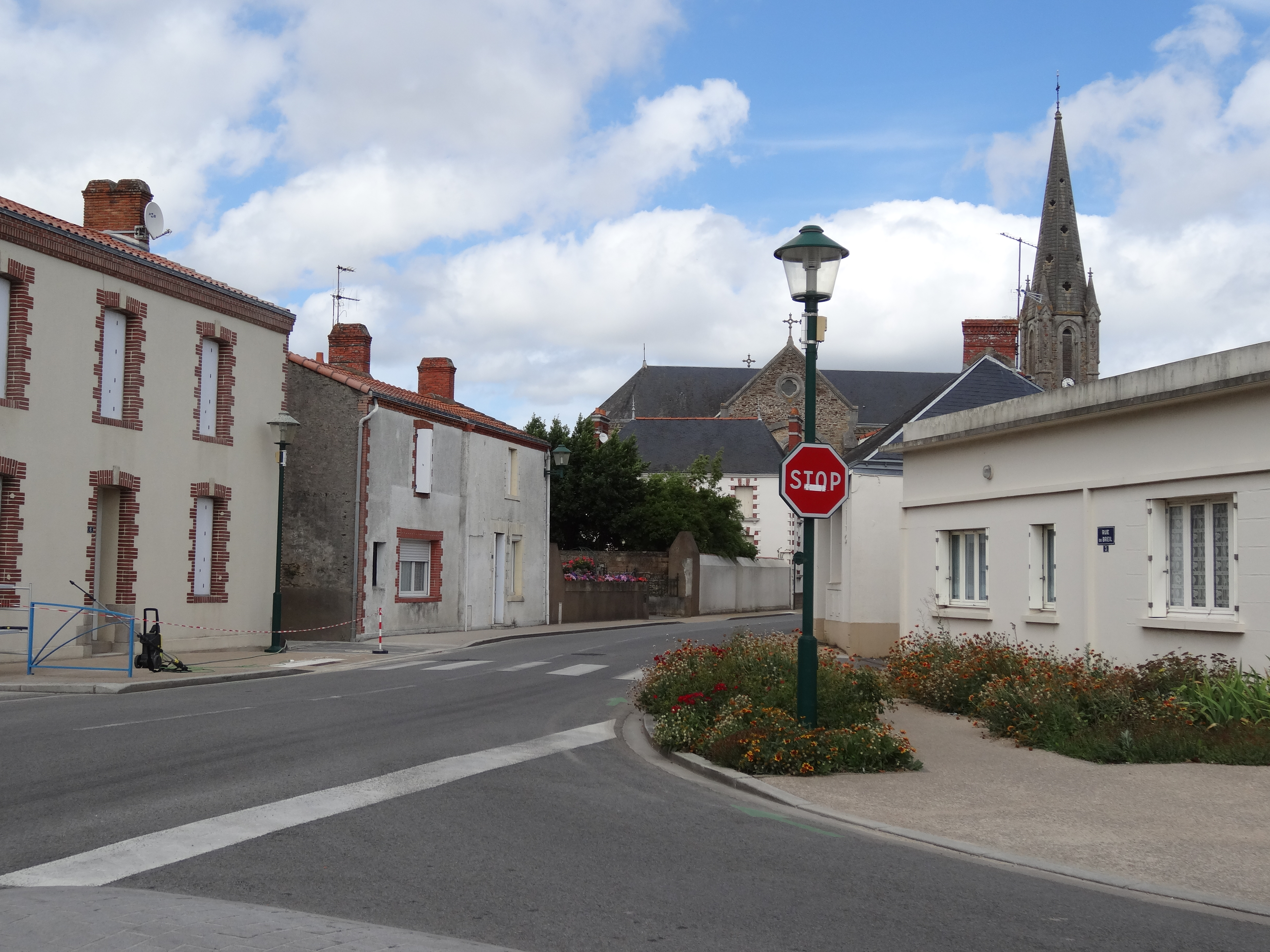
Végétalisation au croisement de la rue du Breuil.
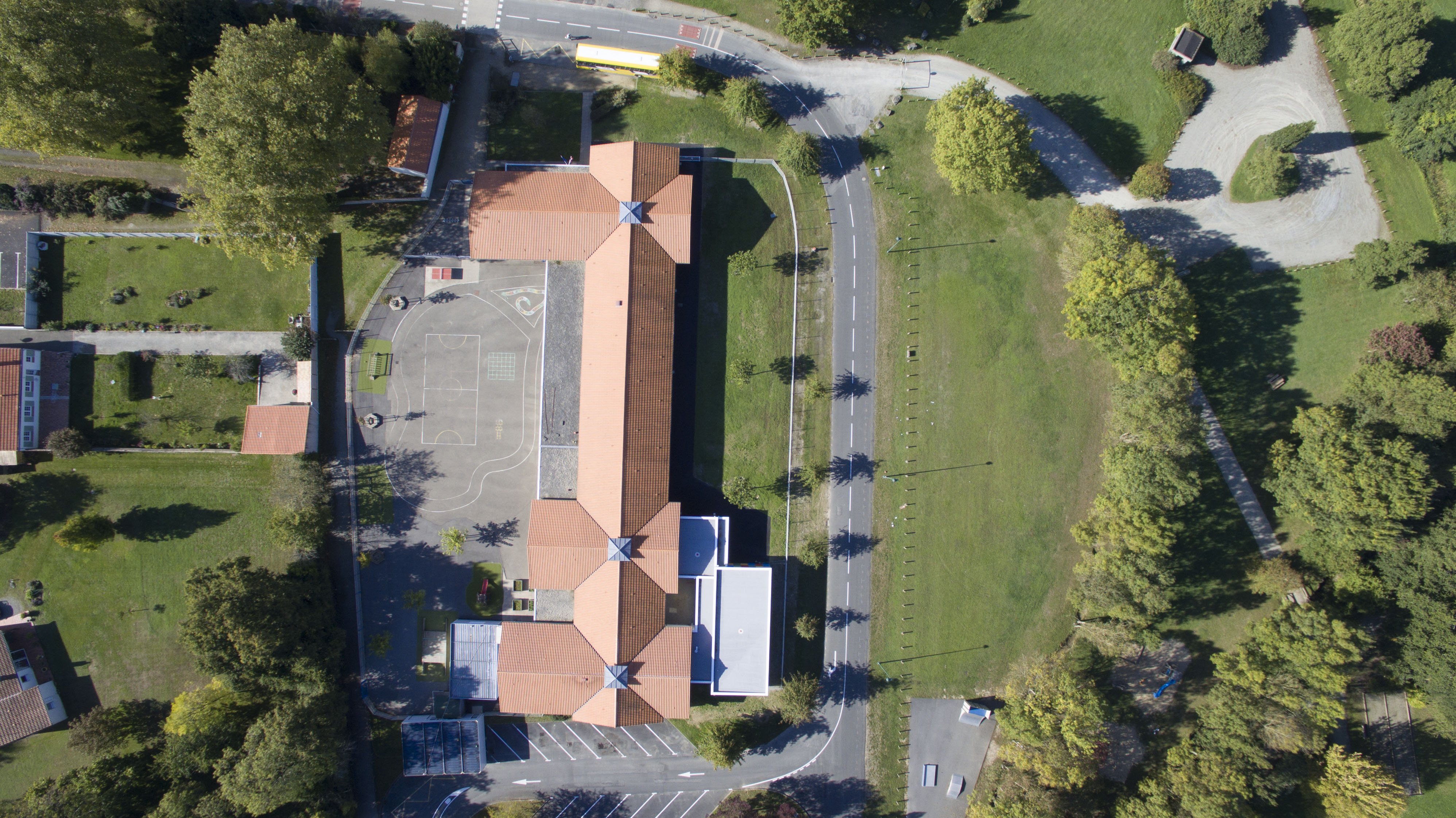
École publique Armelle Chevalier, OPL-Chéméré.
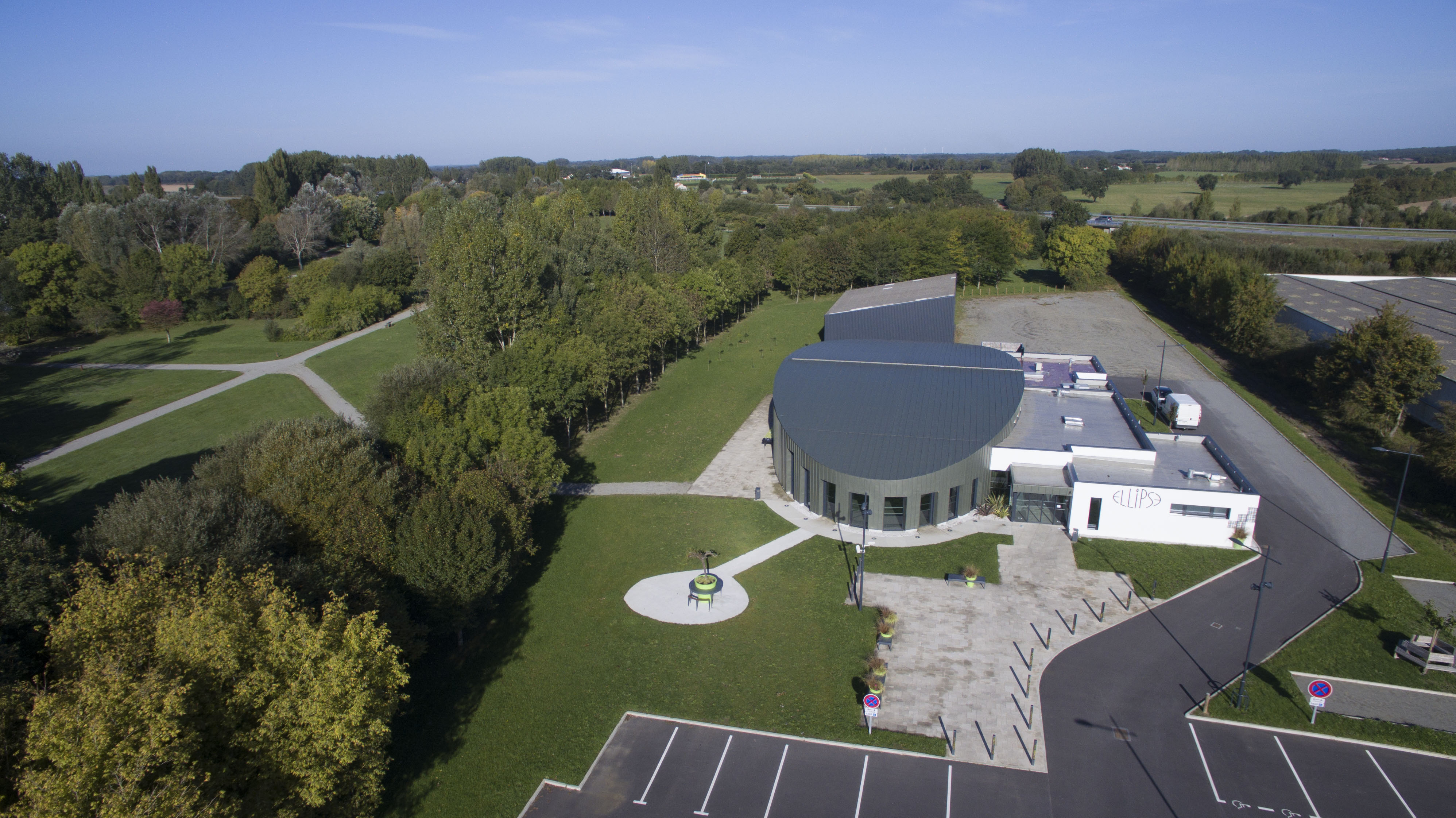
Salle Ellipse, 350 places assises, OPL-Chéméré.
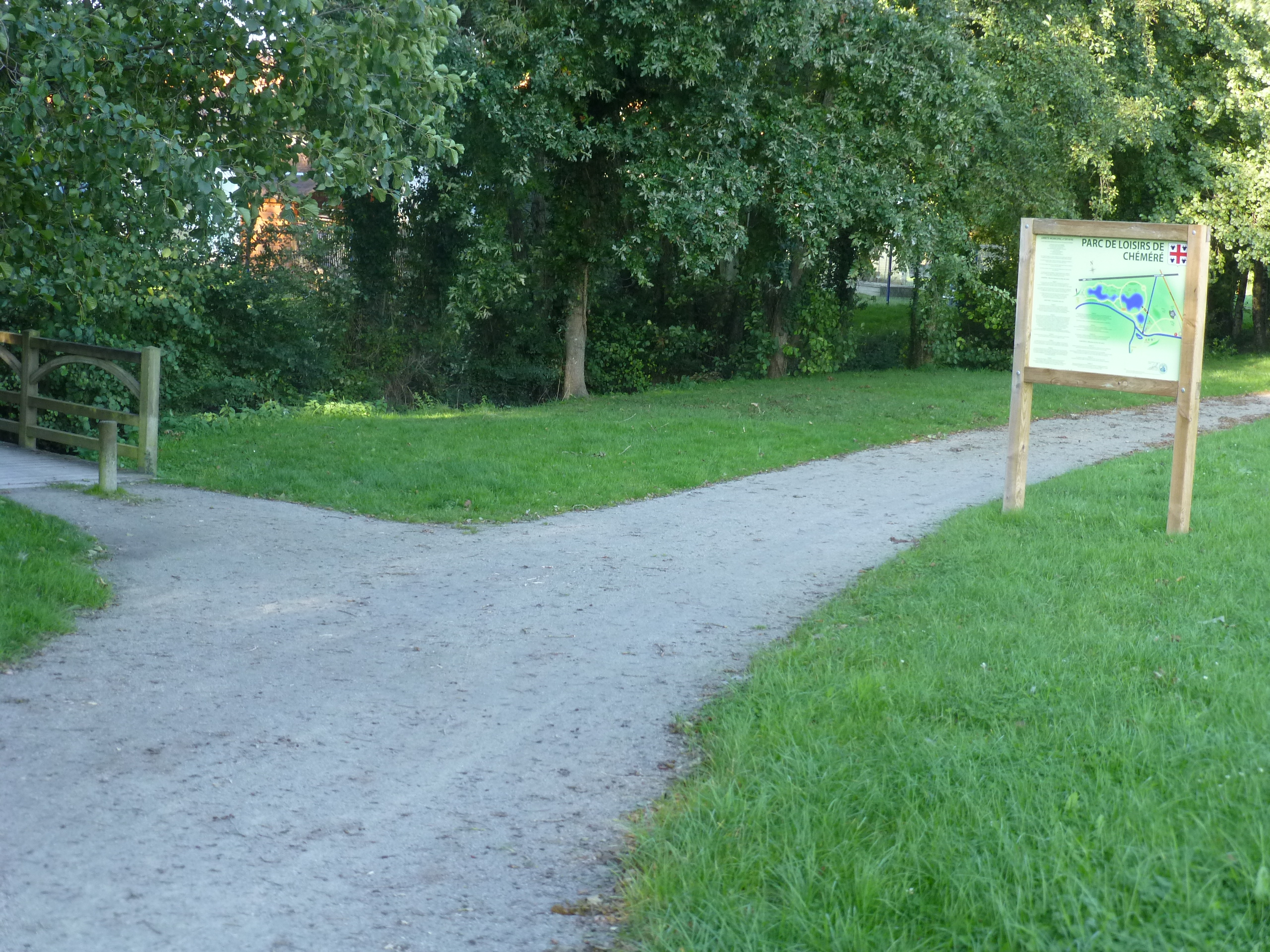
Parc de loisirs en bordure de La Blanche, OPL-Chéméré.
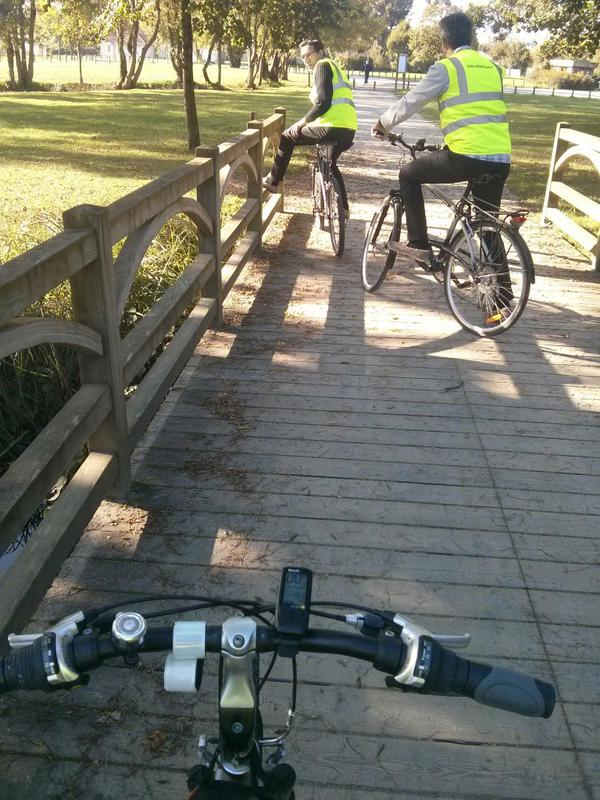
Rando-vélo, OPL-Chéméré 2015.
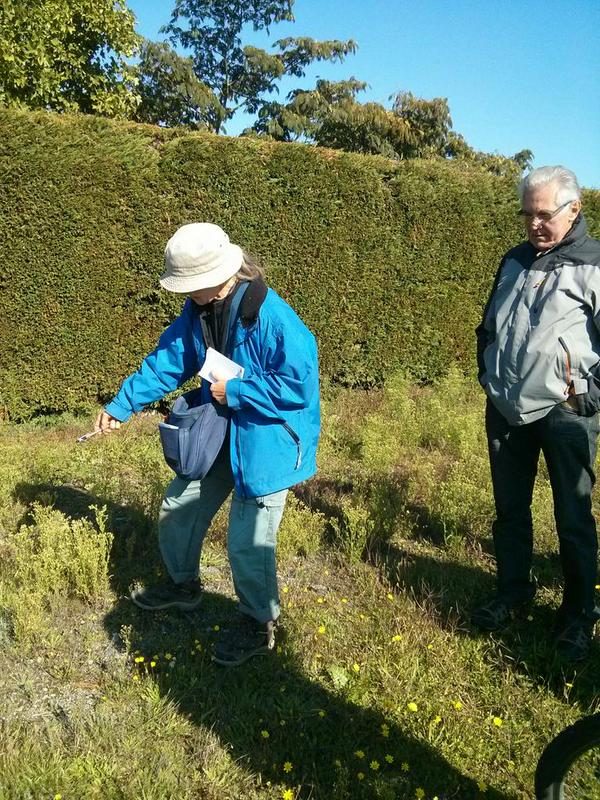
Sortie pédestre botanique, OPL-Chéméré.

### Commune nouvelle de Chaumes-en-Retz
Le 9 novembre 2015, après plusieurs mois de travail, les communes de Chéméré et d'Arthon-en-Retz ont décidé de se regrouper au sein d'une commune nouvelle baptisée Chaumes-en-Retz. Cette décision a été prise par les conseils municipaux respectifs réunis chacun le 9 novembre 2015 : 26 voix pour et 1 contre à Arthon et 16 voix pour, 2 contre et 1 abstention à Chéméré. Ce regroupement permettra de pallier la baisse programmée des dotations globales de fonctionnement versée par l'État durant les prochaines années. La création de la nouvelle commune, effective depuis le 1er janvier 2016, a entraîné la transformation des deux anciennes communes en « communes déléguées » de la nouvelle entité, décision entérinée par arrêté préfectoral du 14 décembre 2015.

## Politique et administration

### Liste des maires

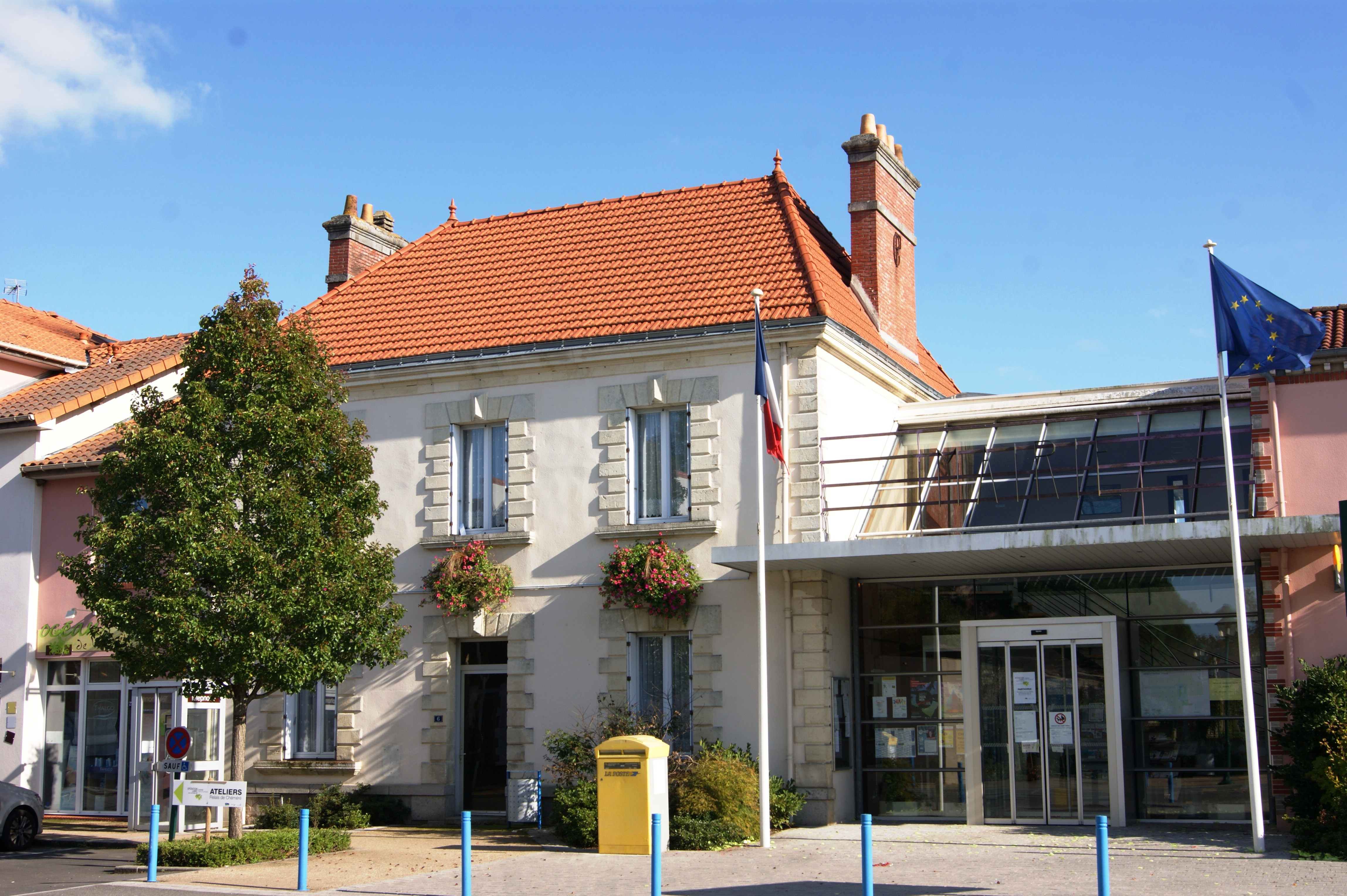
L'hôtel de ville.

| Période                                  | Période                | Identité                          | Étiquette    | Qualité |
| ---------------------------------------- | ---------------------- | --------------------------------- | ------------ | --- |
| Les données manquantes sont à compléter. |                        |                                   |              | |
| 1798                                     | 1802                   | Jean-François Coutances           |              | |
| 1802                                     | 1808                   | Pierre Berranger                  |              | |
| 1808                                     | 1811                   | Jean-Baptiste Guillon (1745-1811) |              | Avocat à Rennes, négociant et armateur                                                                                               |
| 1811                                     | 1815                   | Pierre Berranger                  |              | |
| 1815                                     | 1826                   | Pierre Rabeau                     |              | |
| 1826                                     | 1830                   | Pierre Favereau                   |              | |
| 1830                                     | 1832                   | Michel Vauloup                    |              | Propriétaire du château de Pierre Levée                                                                                              |
| 1832                                     | 1848                   | Jean-Baptiste Bichon              |              | |
| 1848                                     | 1852                   | Édouard Boubée (1798-1884)        |              | Propriétaire, ancien consul des Pays-Bas et du Mexique à Nantes Conseiller général de Bourgneuf-en-Retz (1848 → 1852)                |
| 1852                                     | 1867                   | Jean-Baptiste Bichon              |              | |
| 1867                                     | 1890                   | Jean-Marie Bichon                 |              | |
| 1890                                     | 1899                   | Jean-Marie Francheteau            |              | |
| 1899                                     | septembre 1940 (décès) | Louis Lefeuvre                    | Conservateur | Avocat |
| février 1942                             | aout 1959 (décès)      | Charles Hardy                     | DVD          | Propriétaire terrien Conseiller général de Bourgneuf-en-Retz (1945 → 1959)                                                           |
| septembre 1959                           | mars 1983              | Hubert Hardy                      | DVD          | Propriétaire d'un club équestre |
| mars 1983                                | mars 1989              | René Charrier                     |              | Adjoint au maire de Vertou (1959 → 1971)                                                                                             |
| mars 1989                                | mars 2001              | Maurice Leclève                   | DVD          | Retraité |
| mars 2001                                | mars 2014              | Jean-Paul Leray                   | DVD          | Cadre bancaire retraité 1er vice-président de la CC Cœur Pays de Retz (2008 → 2014)                                                  |
| mars 2014                                | décembre 2015          | Georges Leclève                   | DVG          | Enseignant, vigneron à la retraite 2e vice-président de la CC Cœur Pays de Retz (2014 → 2016) Maire de Chaumes-en-Retz (2016 → 2020) |

### Liste des maires délégués
| Période      | Période  | Identité        | Étiquette | Qualité                                                                                 |
| ------------ | -------- | --------------- | --------- | --------------------------------------------------------------------------------------- |
| janvier 2016 | mai 2020 | Georges Leclève | DVG       | Enseignant, vigneron à la retraite Maire de Chaumes-en-Retz (2016 → 2020)               |
| mai 2020     | En cours | Virginie Briand |           | Cheffe de service médico-social Première adjointe au maire de Chaumes-en-Retz (2020 → ) |

## Population et société

### Démographie
Selon le classement établi par l'Insee, Chéméré fait partie de l'aire urbaine de Nantes et de l'espace urbain de Nantes-Saint-Nazaire.

#### Évolution démographique
L'évolution du nombre d'habitants est connue à travers les recensements de la population effectués dans la commune depuis 1793. À partir du 1er janvier 2009, les populations légales des communes sont publiées annuellement dans le cadre d'un recensement qui repose désormais sur une collecte d'information annuelle, concernant successivement tous les territoires communaux au cours d'une période de cinq ans. 
Pour les communes de moins de 10 000 habitants, une enquête de recensement portant sur toute la population est réalisée tous les cinq ans, les populations légales des années intermédiaires étant quant à elles estimées par interpolation ou extrapolation. Pour la commune, le premier recensement exhaustif entrant dans le cadre du nouveau dispositif a été réalisé en 2007,.
En 2013, la commune comptait 2 472 habitants, en évolution de +15,84 % par rapport à 2008 (Loire-Atlantique : +6,34 %, France hors Mayotte : +2,49 %).
| 1793 | 1800 | 1806 | 1821 | 1831 | 1836 | 1841  | 1846  | 1851  |
| ---- | ---- | ---- | ---- | ---- | ---- | ----- | ----- | ----- |
| 870  | 594  | 834  | 956  | 862  | 933  | 1 008 | 1 208 | 1 265 |

| 1856  | 1861  | 1866  | 1872  | 1876  | 1881  | 1886  | 1891  | 1896  |
| ----- | ----- | ----- | ----- | ----- | ----- | ----- | ----- | ----- |
| 1 295 | 1 277 | 1 240 | 1 211 | 1 254 | 1 353 | 1 366 | 1 351 | 1 312 |

| 1901  | 1906  | 1911  | 1921  | 1926  | 1931  | 1936  | 1946  | 1954  |
| ----- | ----- | ----- | ----- | ----- | ----- | ----- | ----- | ----- |
| 1 257 | 1 293 | 1 272 | 1 160 | 1 139 | 1 186 | 1 142 | 1 130 | 1 199 |

| 1962  | 1968  | 1975  | 1982  | 1990  | 1999  | 2007  | 2012  | 2013  |
| ----- | ----- | ----- | ----- | ----- | ----- | ----- | ----- | ----- |
| 1 250 | 1 240 | 1 238 | 1 377 | 1 447 | 1 585 | 2 083 | 2 436 | 2 472 |

#### Pyramide des âges
Les données suivantes concernent l'année 2013 (la plus récente pour laquelle l'Insee a pu analyser les données) ; Chéméré est alors une commune à part entière. Sa population est alors relativement jeune. Le taux de personnes d'un âge supérieur à 60 ans (17,6 %) est en effet inférieur au taux national (22,6 %) et au taux départemental (22,5 %),,.
À l'instar des répartitions nationale et départementale, la population féminine de la commune est supérieure à la population masculine. Le taux (50,6 %) est du même ordre de grandeur que le taux national (51,6 %),,.
| Hommes | Classe d’âge | Femmes |
| ------ | ------------ | ------ |
| 0,1    | 90 ans ou +  | 0,3    |
| 5,0    | 75 à 89 ans  | 6,2    |
| 11,9   | 60 à 74 ans  | 11,6   |
| 16,9   | 45 à 59 ans  | 17,7   |
| 25,1   | 30 à 44 ans  | 24,2   |
| 15,5   | 15 à 29 ans  | 15,2   |
| 25,5   | 0 à 14 ans   | 24,8   |

| Hommes | Classe d’âge | Femmes |
| ------ | ------------ | ------ |
| 0,4    | 90 ans ou +  | 1,3    |
| 5,8    | 75 à 89 ans  | 9,1    |
| 13,5   | 60 à 74 ans  | 14,6   |
| 19,6   | 45 à 59 ans  | 19,2   |
| 20,8   | 30 à 44 ans  | 19,6   |
| 19,4   | 15 à 29 ans  | 17,7   |
| 20,5   | 0 à 14 ans   | 18,5   |

### Sports
La 3e étape du Tour de France 2011 est passée à Chéméré. C'était également le cas lors de la 19e étape du Tour de France 2003, lors d'un contre-la-montre entre Pornic et Nantes. Une plaque commémore d'ailleurs ce passage à Chéméré.

## Économie

### Emploi
Sur le plan économique, le rythme des créations d'entreprises s'est accéléré depuis 2007 ; le total est passé de quarante-quatre à cent cinq entreprises en six ans (2013), soit 11,1 %  en commerces et services, et 88,9 % en services aux particuliers dont plus de la moitié dans le bâtiment.
Deux grosses entreprises, un fabricant de cabines de douche et un autre de matériel agricole (pulvérisateurs), emploient près de quatre cents salariés.
La ZAC du Chemin Saulnier est gérée par la communauté de communes.
Il y a 1 216 foyers fiscaux au revenu moyen fiscal annuel de 1 870 € par mois dont un peu plus de la moitié imposables ; le salaire moyen des femmes est inférieur à celui des hommes, comme c'est le cas pour la moyenne générale nationale.
Il y avait 1 029 logements en 2012 dont 93,8 % en résidence principale et 69 % propriétaires.

### Entreprises et commerces

#### Exploitation agricole

##### Paysage agraire et habitat rural

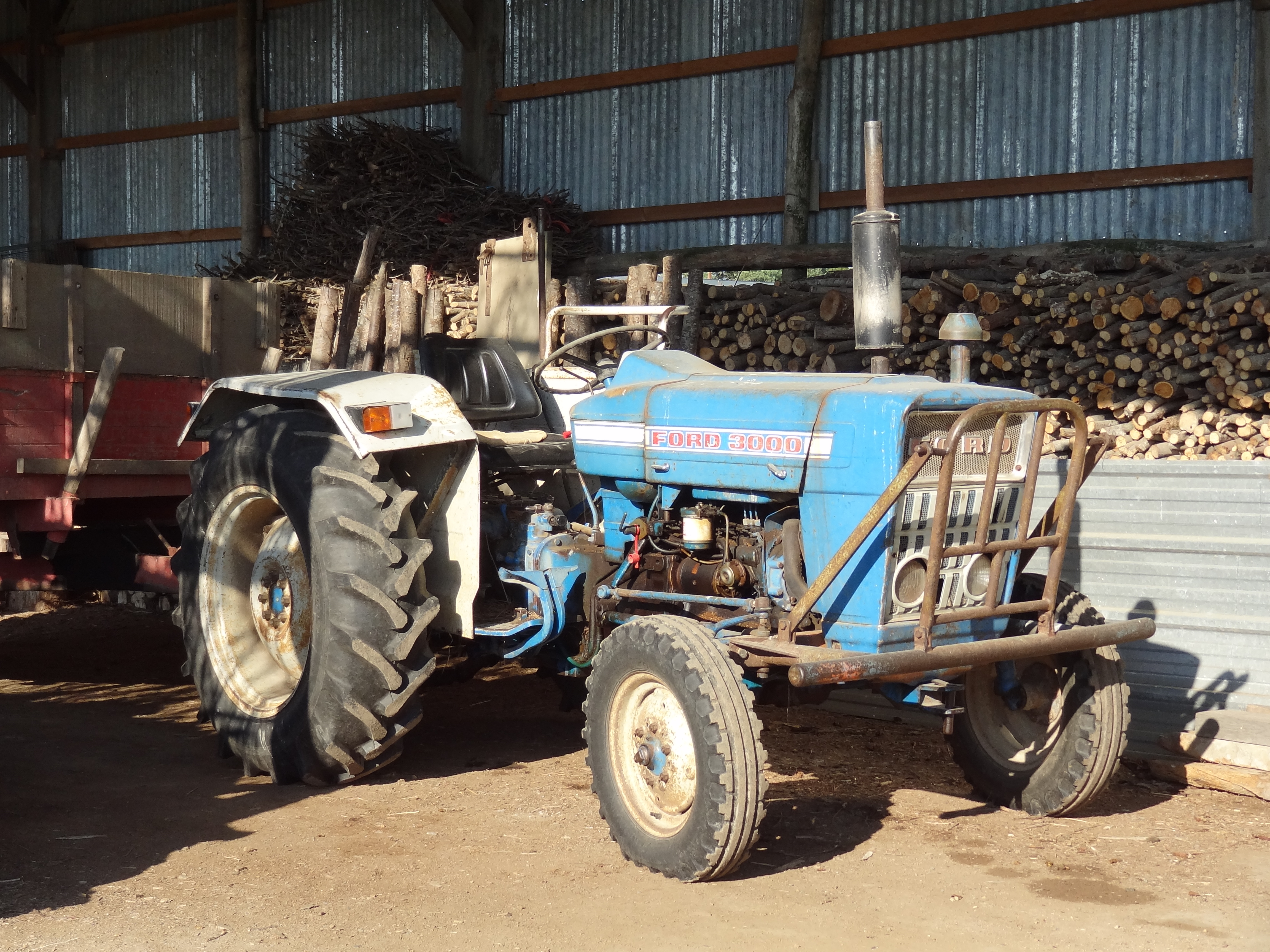
Mécanisation agricole dans une métairie de Princé.

La structure foncière est à double visage, comme dans les autres bocages de l'Ouest : petites propriétés associées au village obéissant à une logique de subsistance et grands domaines avec métairies répondant à des objectifs de rapport et de vente. L'administration agricole a reconnu cette diversité des terroirs en 1946 et de l'utilisation des sols. À Chéméré la part relative des métairies est importante, en lien avec l'acquisition des terroirs agricoles par des propriétaires d'origine nantaise. Les défrichements se sont poursuivis tout au long du XIXe siècle et il ne reste plus qu'un tout petit massif forestier, la forêt de Princé. Les paysages agraires n'ont plus bougé jusqu'à la seconde révolution agricole d'après la seconde guerre mondiale.
Sur le territoire de la commune de Chéméré, il y a également, au sud-ouest du bourg, deux petits villages, le Brandais et le Breuil, avec un parcellaire émietté.
Lors de l'établissement du premier cadastre, il y avait 49 métairies. Les propriétaires nantais en possédaient vingt-deux, soit 1 470 hectares, c'est-à-dire 40 % de la commune.
En 1913, il y en avait quatorze de plus, pour moitié résultat de défrichements sur les bois de Princé et de Pierre Levée.
En 1969, sur les 83 exploitations recensées sur la commune, 65 sont des métairies dont 57 en fermage et appartenant aux héritiers des grands domaines châtelains du siècle précédent.
En 2000, selon le dernier recensement agricole, les exploitations professionnelles ne sont plus que 37 et leur surface moyenne est passée de 44  à   70 hectares, au détriment des borderies « embocagées » et au détriment de l'équilibre social antérieur. Les remembrements se sont faits au détriment des haies ; les nouveaux systèmes de culture (GAEC avec atelier de production du lait, porcherie, élevage industriel de volaille, stabulation pour élevage à viande) confortent la simplification des mosaïques parcellaires. De plus, l'association maïs et prairies temporaires est devenue le modèle dominant en pays de Retz.

##### Vigne
La surface vitivinicole dans la commune de Chéméré est de 15
hectares en 2015. Il y a une très forte variété de cépages cultivés. La
répartition des cépages par surface est la suivante :
| Code OIV | Variété                           | Surface (ha) |
| -------- | --------------------------------- | ------------ |
| 2102     | Muscadet                          | 0,75         |
| 1176     | Gros plant                        | 1,50         |
| 720      | Chardonnay                        | 2,68         |
| 3169     | Sauvignon                         | 1,71         |
| 1409     | Grolloeau gris (ou Grolleau gris) | 0,90         |
| 1248     | Gamay                             | 2,55         |
| 1410     | Grolloeau N                       | ?            |
| 2115     | Merlot                            | 2,05         |
| 577      | Cabernet S                        | 0,58         |
| 572      | Cabernet F                        | 0,60         |

Existe bien une parcelle de Grolloeau N dont la
surface n’a pas été identifiée.

## Culture locale et patrimoine

### Lieux et monuments

#### Monuments
Pendant l'entre-deux-guerres un théâtre de bonne taille avec gradins fixes a été construit à Chéméré, comme dans de nombreuses villes de la région. Des représentations régulières attiraient beaucoup de monde. Aucun répertoire spécifique n'a été créé.

##### Châteaux et manoirs
La commune compte un seul monument historique protégé : le château du Bois-Rouaud dont les origines remonteraient au XVe siècle mais qui a été reconstruit en 1905.
La menhir de la Pierre Levée qui se dresse à l'entrée est de la forêt de Princé et l'ancienne existence de l'allée couverte de la Bitauderie (désormais détruite), témoignent d'une occupation millénaire sur le sol de l'actuelle forêt, dont le boisement fut effectué à la fin du XIe siècle.
Le château de Princé, ancienne propriété de Gilles de Rais, a longtemps été le site principal de Chéméré. Il ne subsiste aujourd'hui que quelques ruines autour d'un étang privé, et que l'on ne peut pas visiter. Un second « château de Princé » a été bâti. Près de celui-ci ont été aménagées les îles enchantées, qui forment un jardin inspiré de l'art italien. Créé au XVIe siècle par Henri de Gondi, il se compose de cinq îlots séparés par des canaux et reliés entre eux par des passerelles en bois. Le jardin était autrefois garni de statues et de petits pavillons, mais il est aujourd'hui envahi par la végétation. Quatre passerelles restaurées reliant trois des îles permettent toutefois d'y faire une balade agréable.

Le manoir de Noirbreuil (d) fut transformé en hôpital pendant la guerre de 1914-1918, avec appel à la population pour des draps servant aux bandages des blessés. Il héberge actuellement un centre de loisirs.
Le manoir de Bâtiment, propriété de la famille Gouté puis par héritage de la famille Goüin.
Le château de Pierre-Levée, ancienne propriété de Michel Vauloup puis de Fernand Crouan.

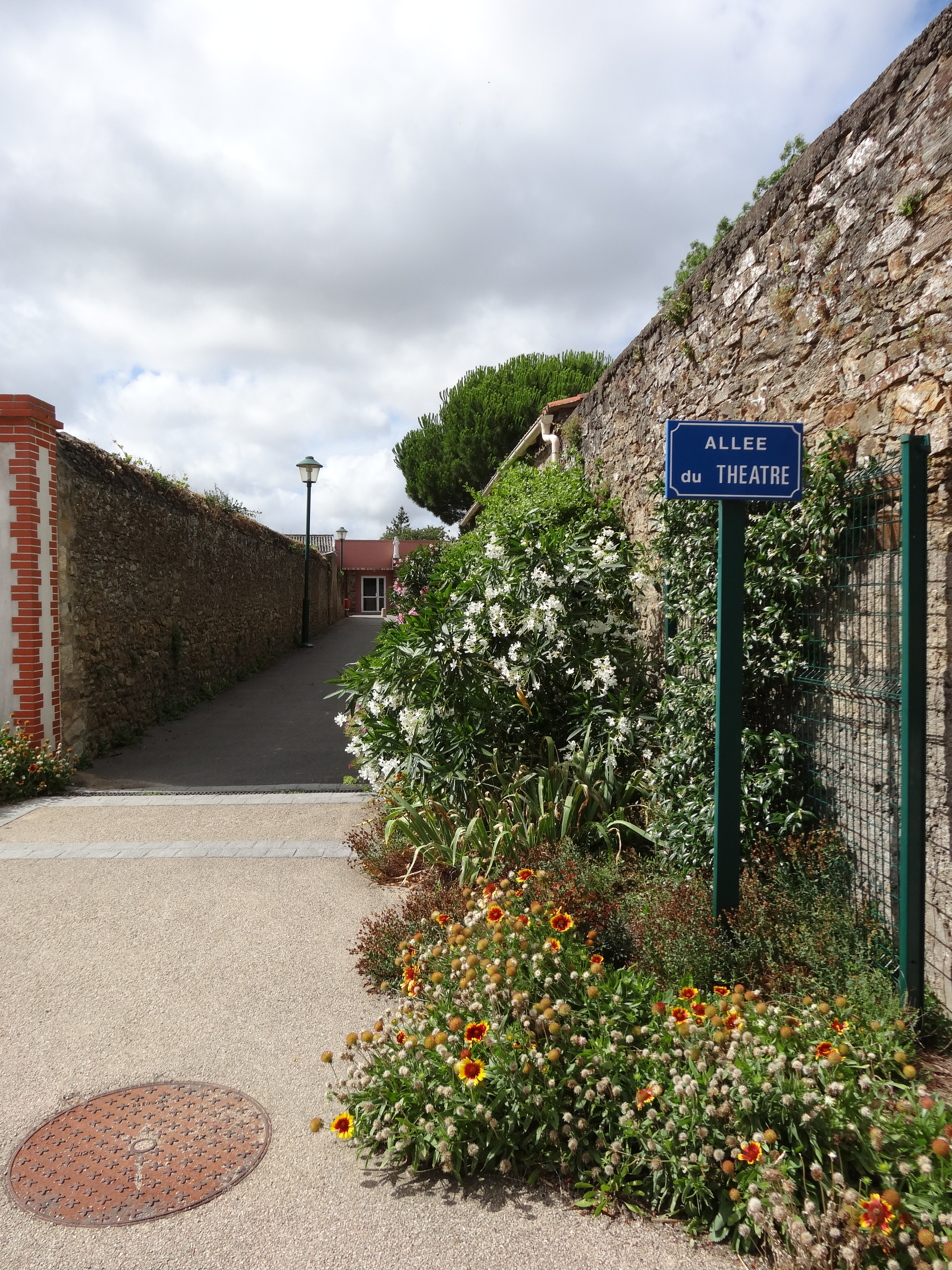
L'allée du théâtre en 1963
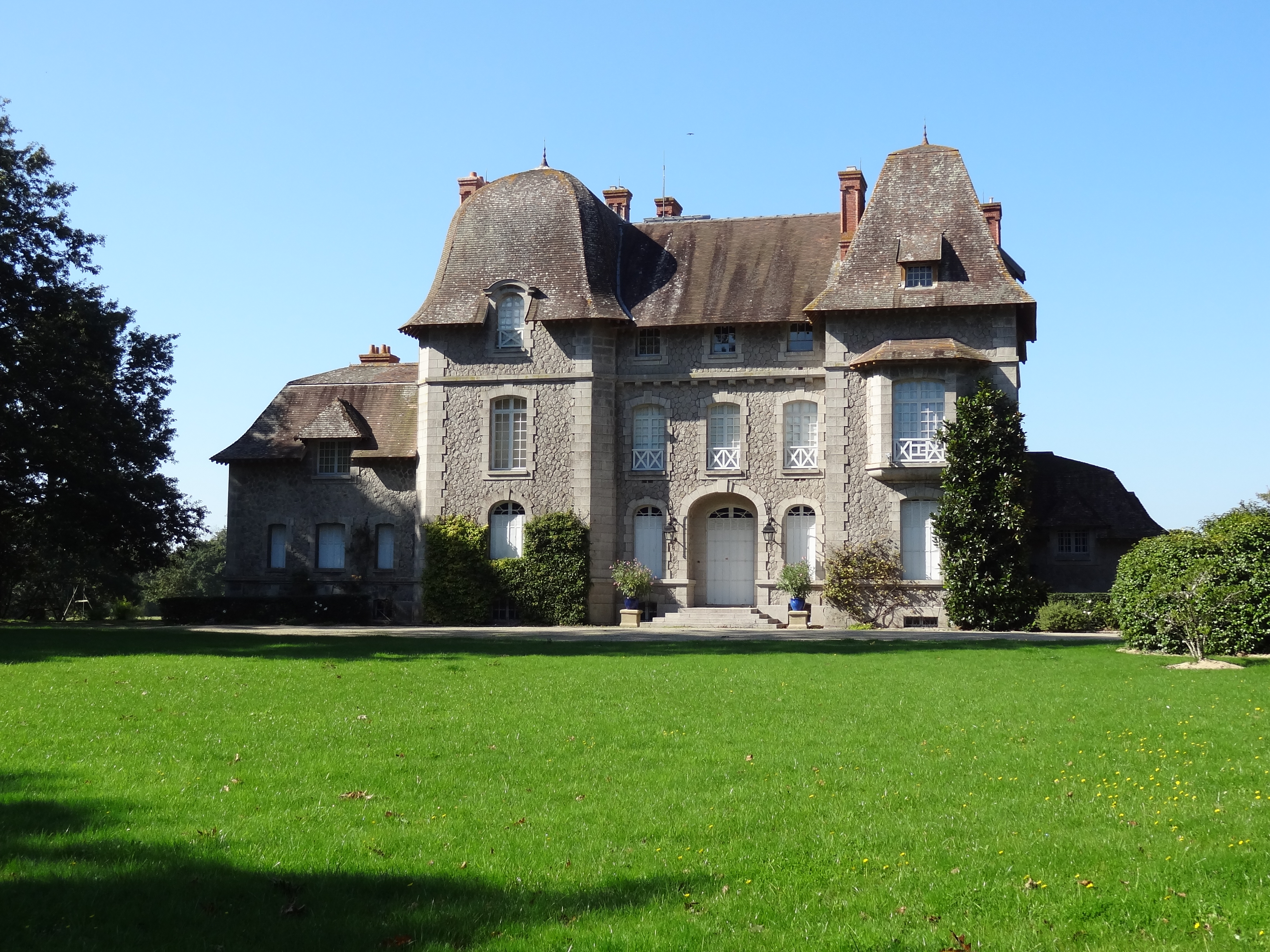
Le Château du Bois-Rouaud en 2015.
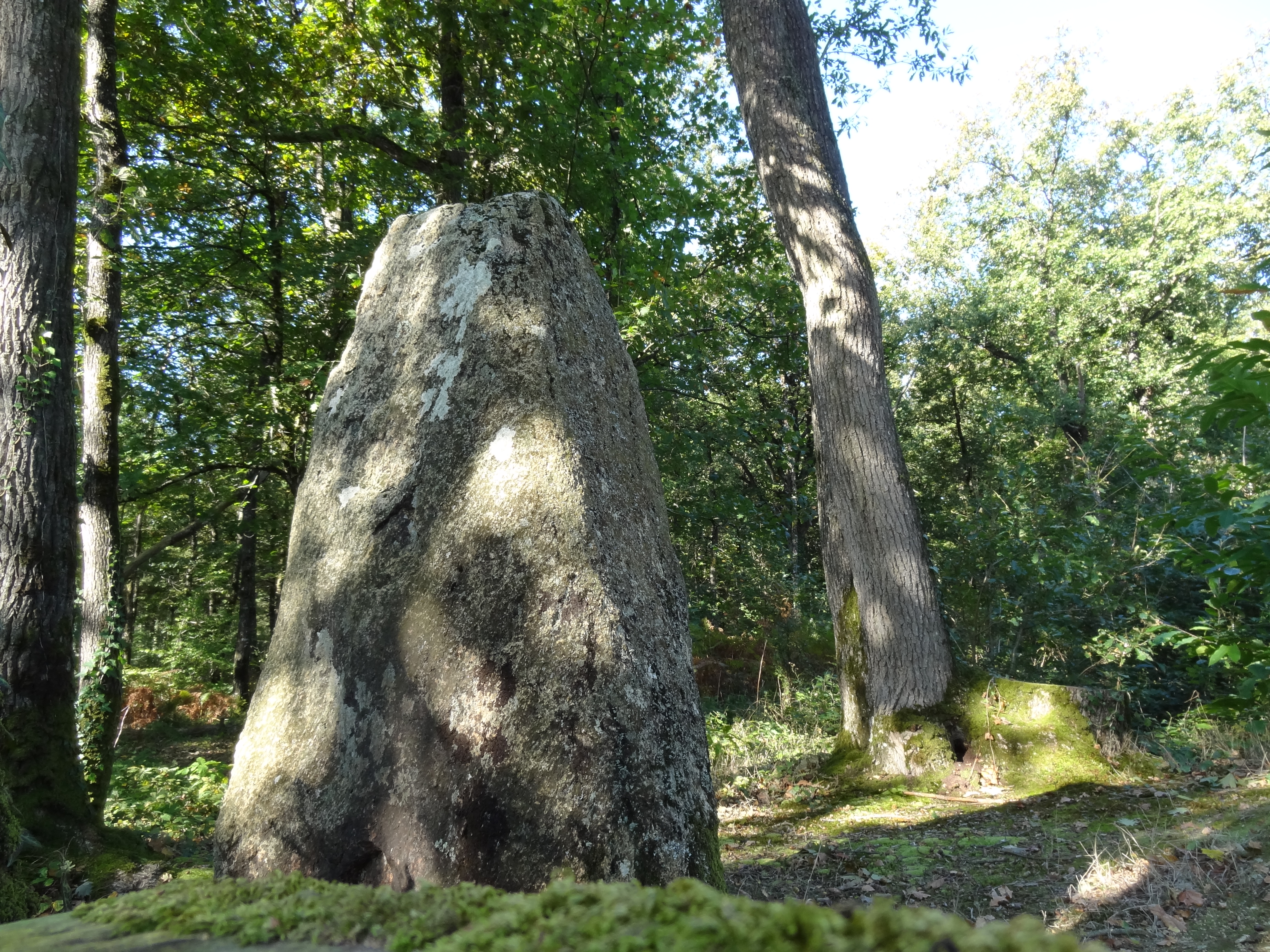
Le menhir de la Pierre Levée
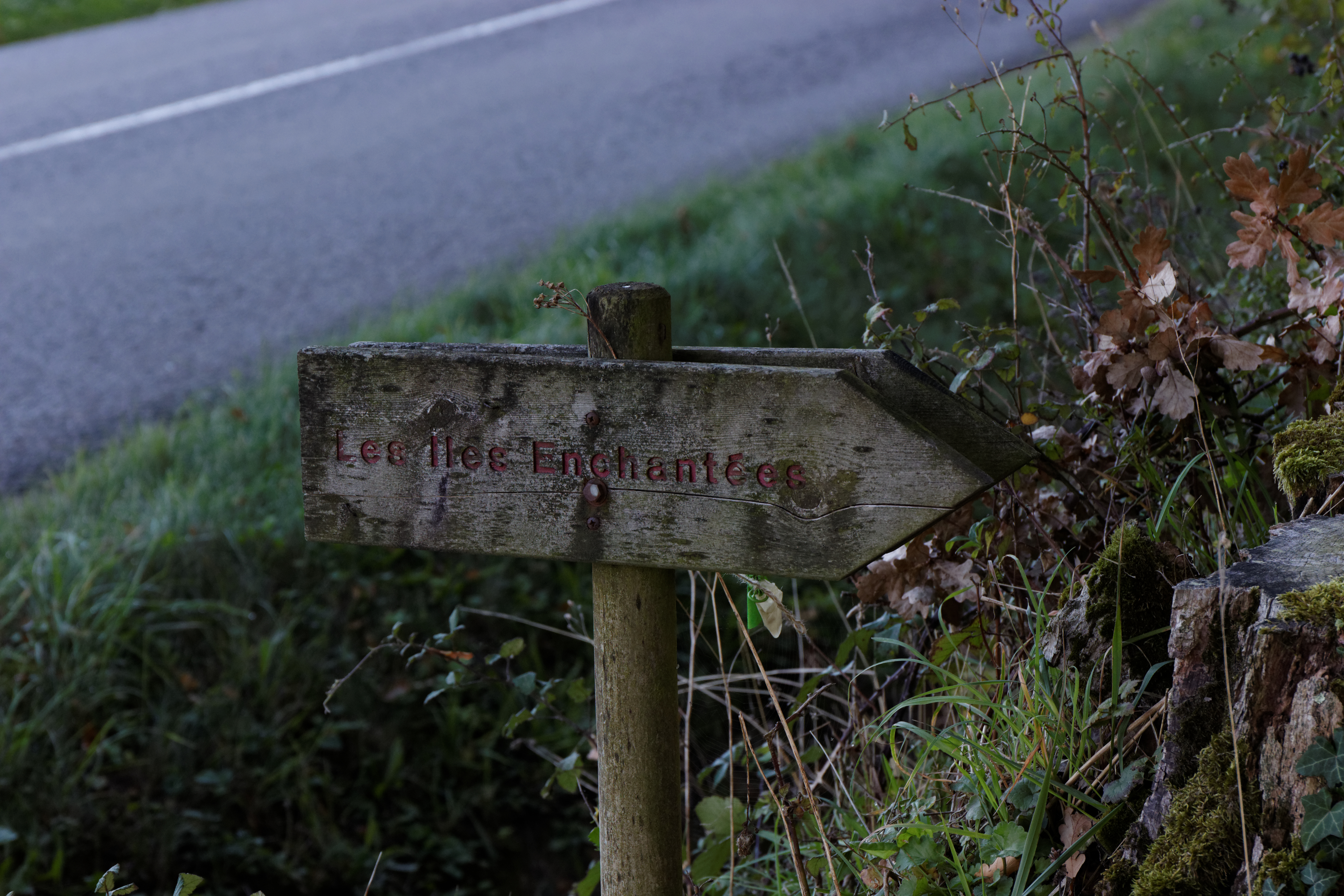
Signalisation des Îles enchantées
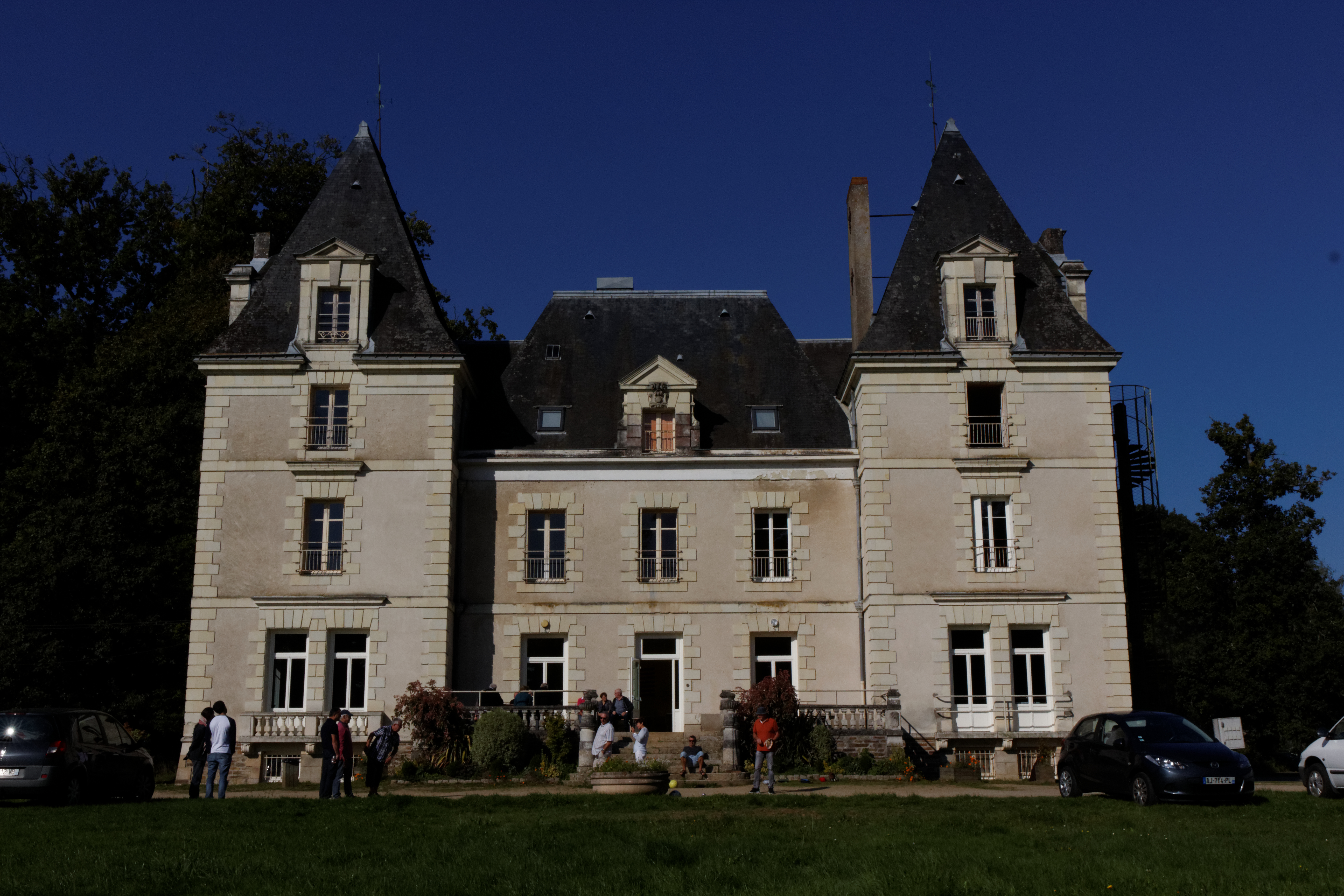
Manoir de Noirbreuil en 2015
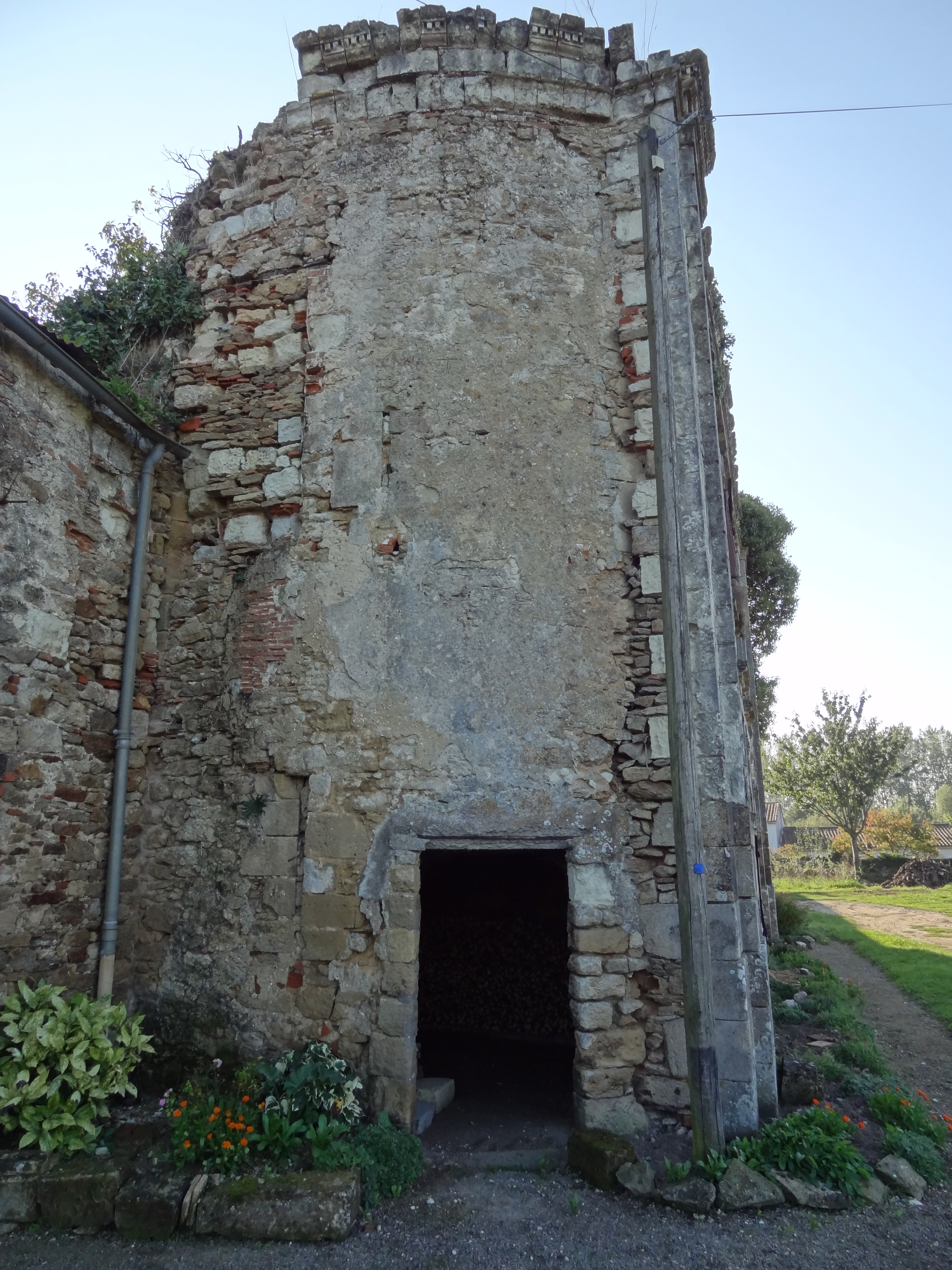
Ruines du Château de Princé, septembre 2015
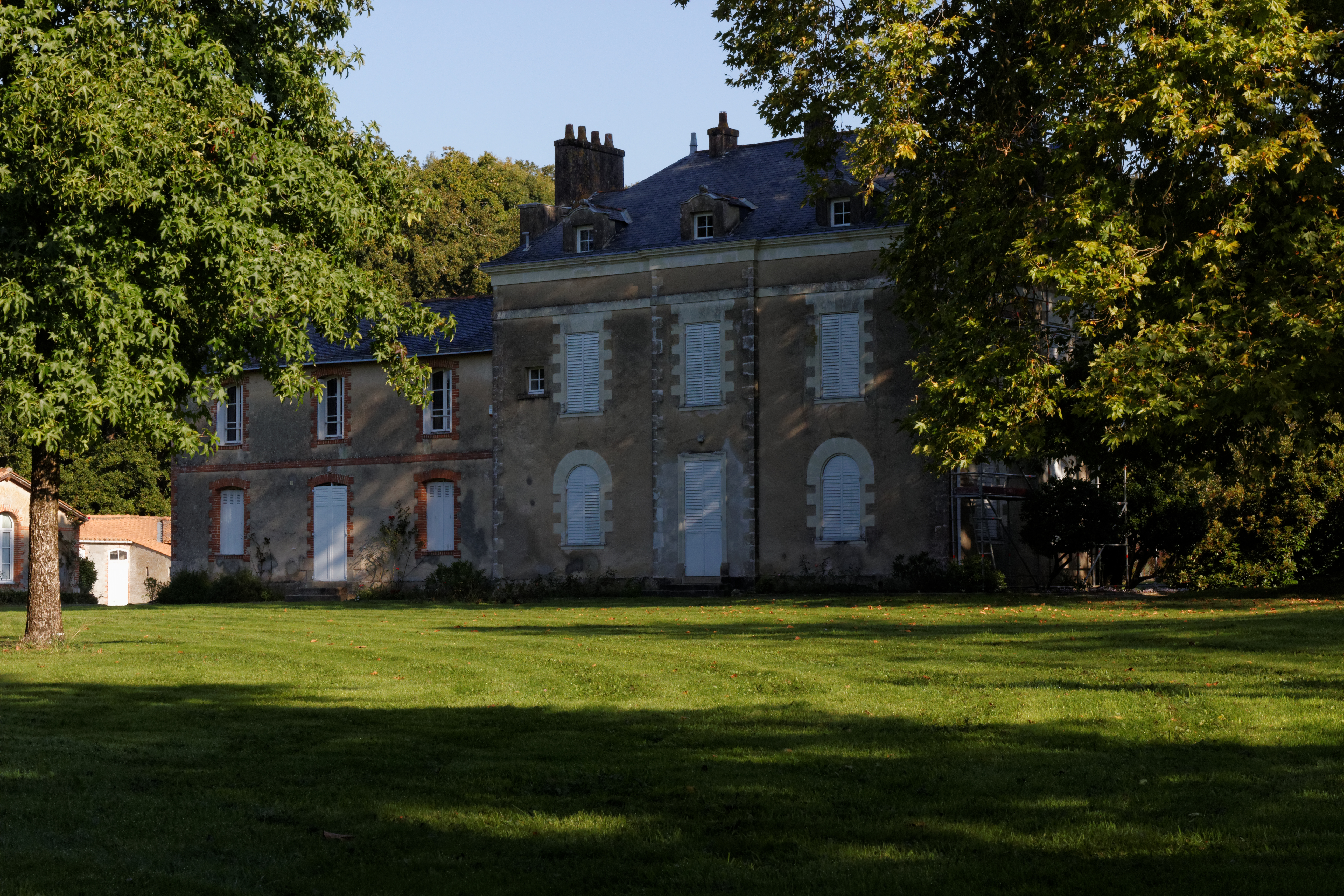
Manoir de Bâtiment.
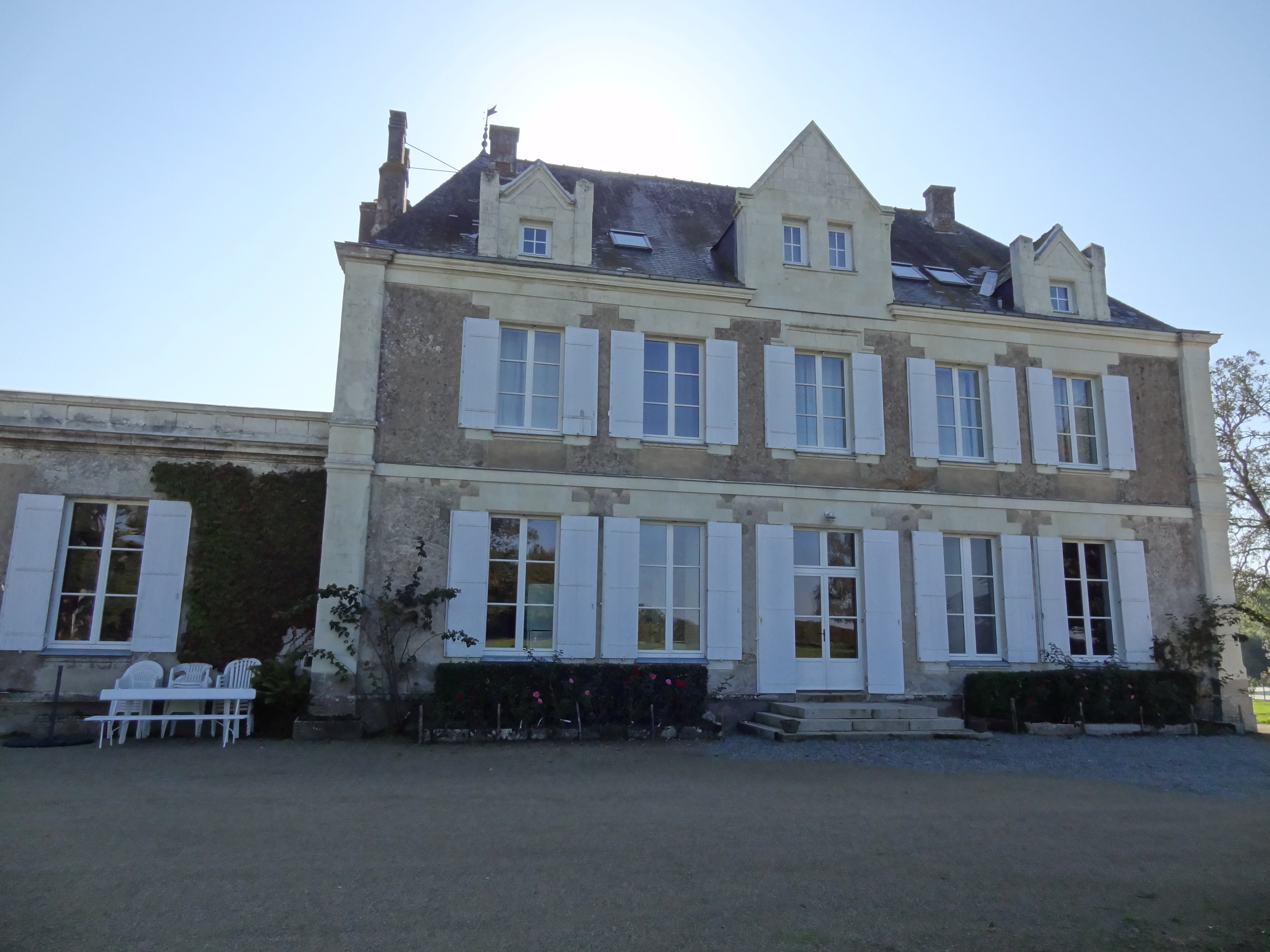
Château de Pierre Levée.

##### Édifices religieux

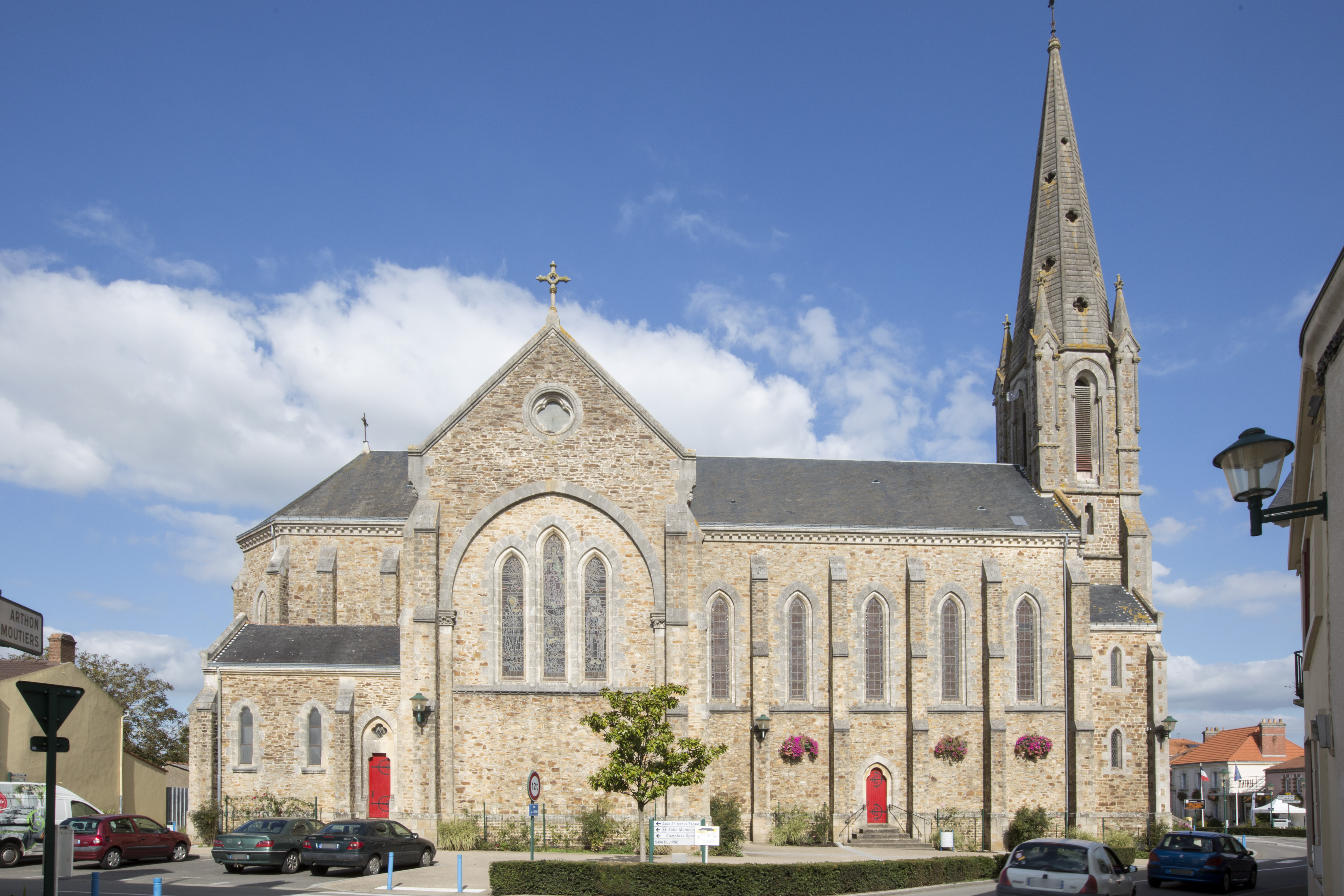
L'église Saint-Jean-Baptiste en 2015.

L'église Saint-Jean-Baptiste, détruite pendant la Révolution en 1794, fut reconstruite entre 1875 et 1879, et est l'œuvre de l'architecte Henry Gelec. Le clocher, lui, sera construit en 1894. Les cloches y faisant office se nomment Fernande Adeline, Marie-Rose et Jeanne-Marie. Plusieurs objets de l'église sont classés aux monuments historiques au titre objet,.
La nécropole mérovingienne du Brigandin.

#### Croix
- La croix des Vendéens (1962), élevée au cœur de la forêt de Princé par l'association du Souvenir vendéen, en mémoire des quelque 2 000 Vendéens partisans de Charette morts après avoir trouvé refuge dans la forêt, qui fut le théâtre de batailles sanglantes entre Vendéens et Républicains pendant la guerre de Vendée.
- La croix du Loup Pendu rappelle aux visiteurs que la forêt de Princé, autrefois très étendue, abritait des animaux sauvages et un univers obscur et légendaire provoquant un sentiment de crainte chez les habitants. La légende veut d'ailleurs que la croix tire son nom du fait que le dernier loup de la forêt aurait été suspendu à l'une de ses branches après avoir été abattu.
- La croix de Malhara est la deuxième croix ancienne de la commune avec celle du Loup Pendu. La trop grande proximité de celle-ci avec la route de Nantes l'ayant trop abîmée, elle a été remplacée par une croix en béton.
- Le calvaire de la Croix-Rabeau, érigée en 1891 sur l'initiative de la famille Rabeau et déplacée en 1983[60].
- Le calvaire du cimetière.

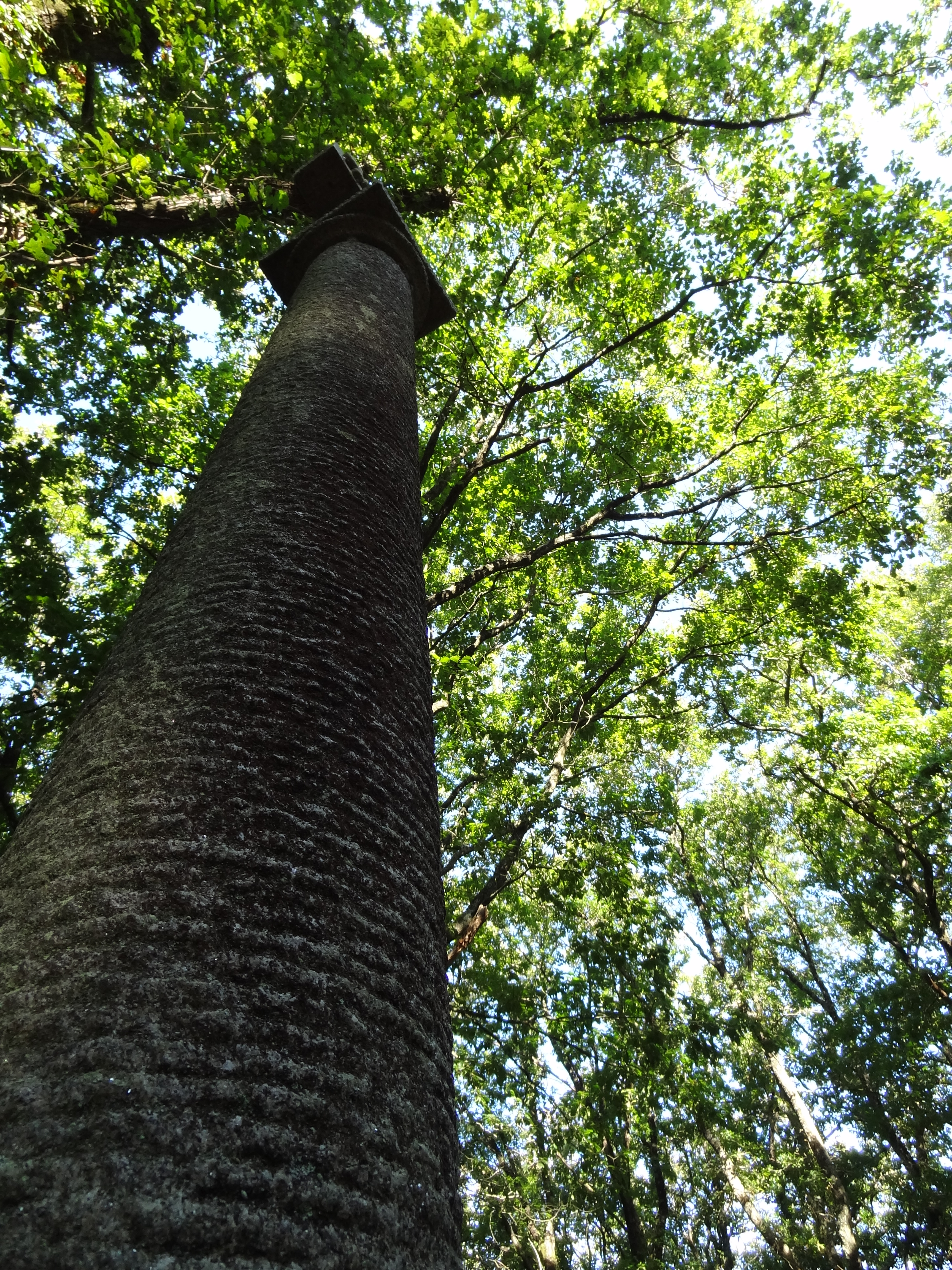
La croix des Vendéens (1962).
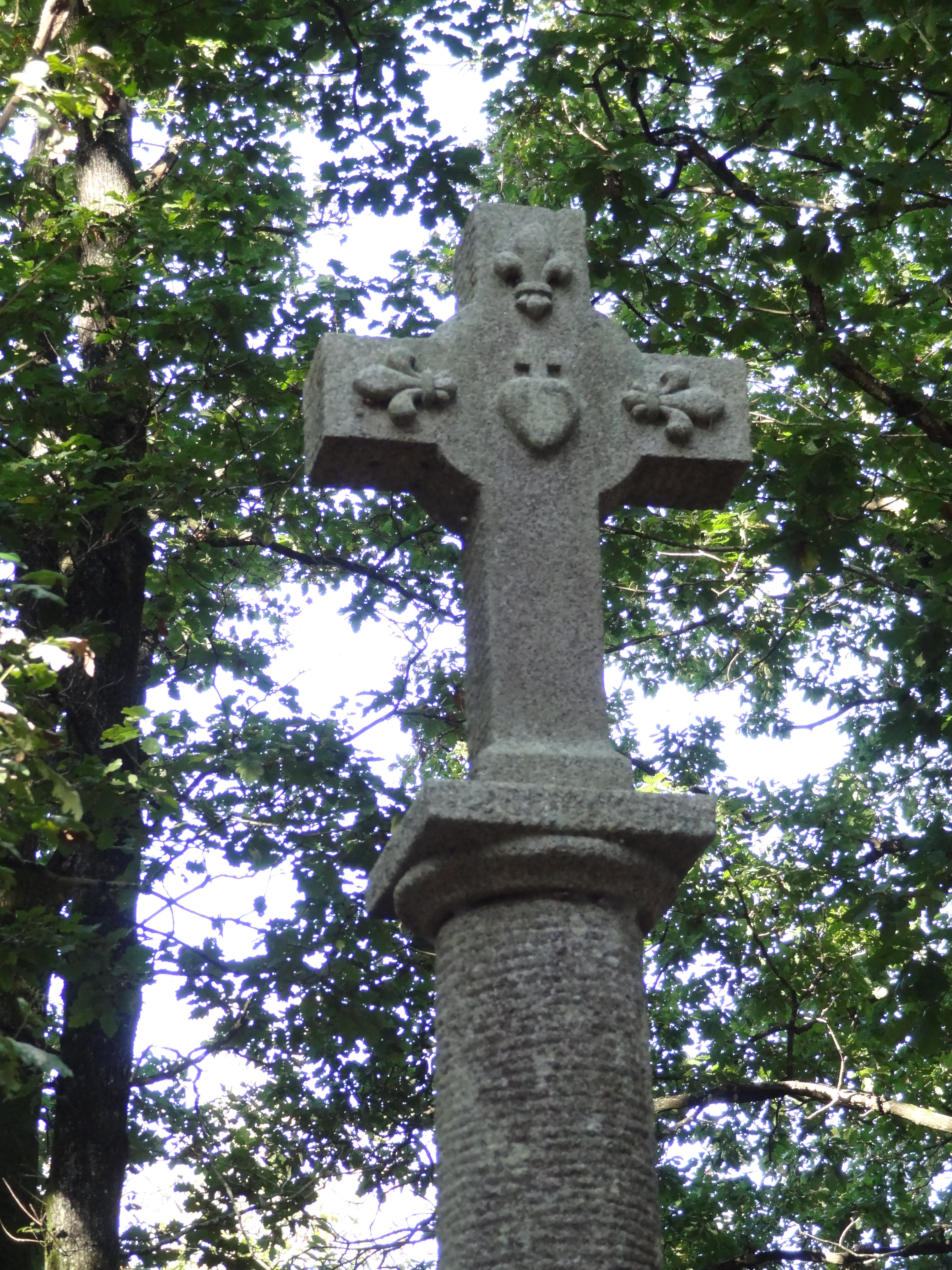
La croix des Vendéens, partie supérieure.
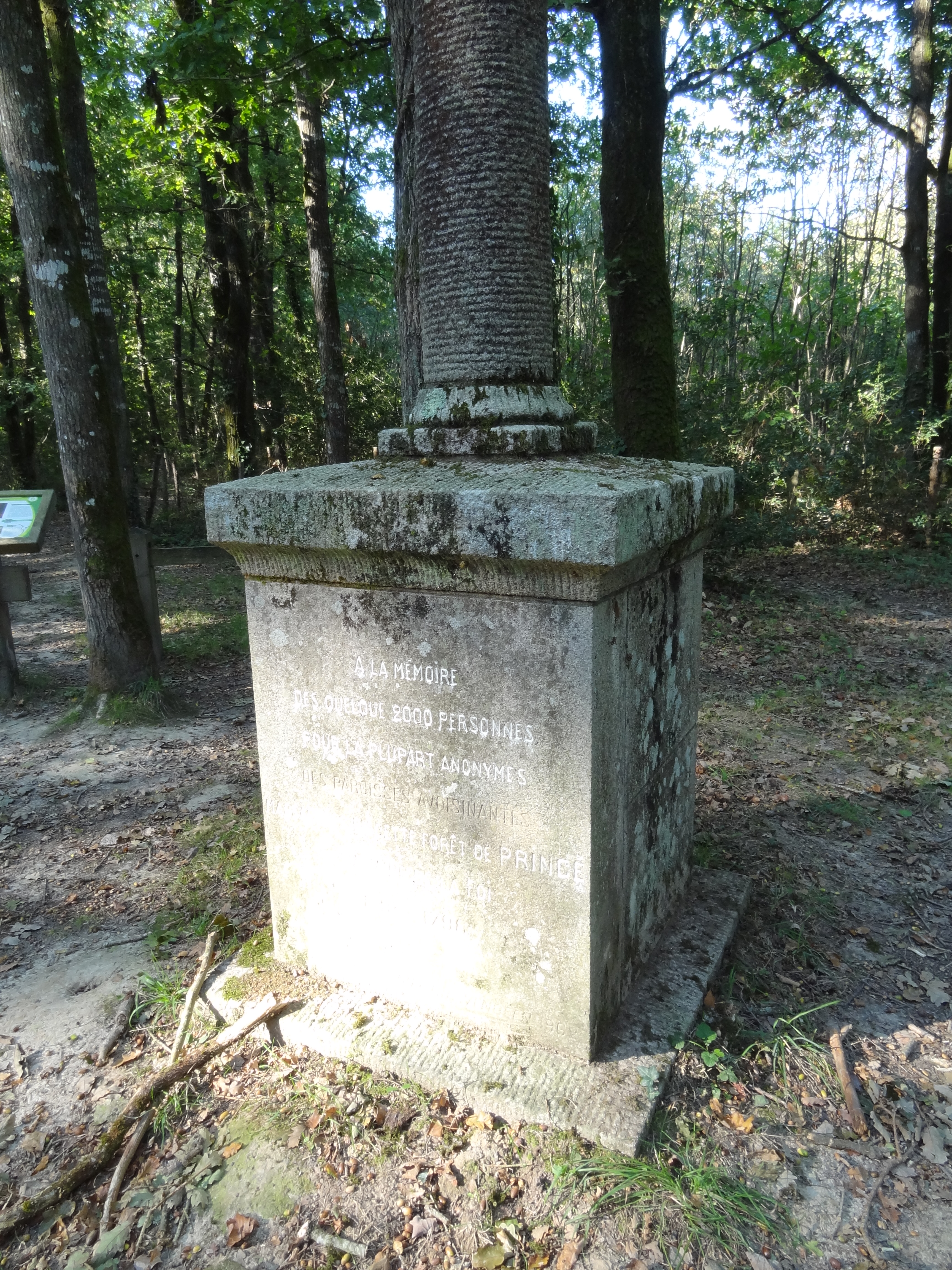
La croix des Vendéens, socle avec inscription.
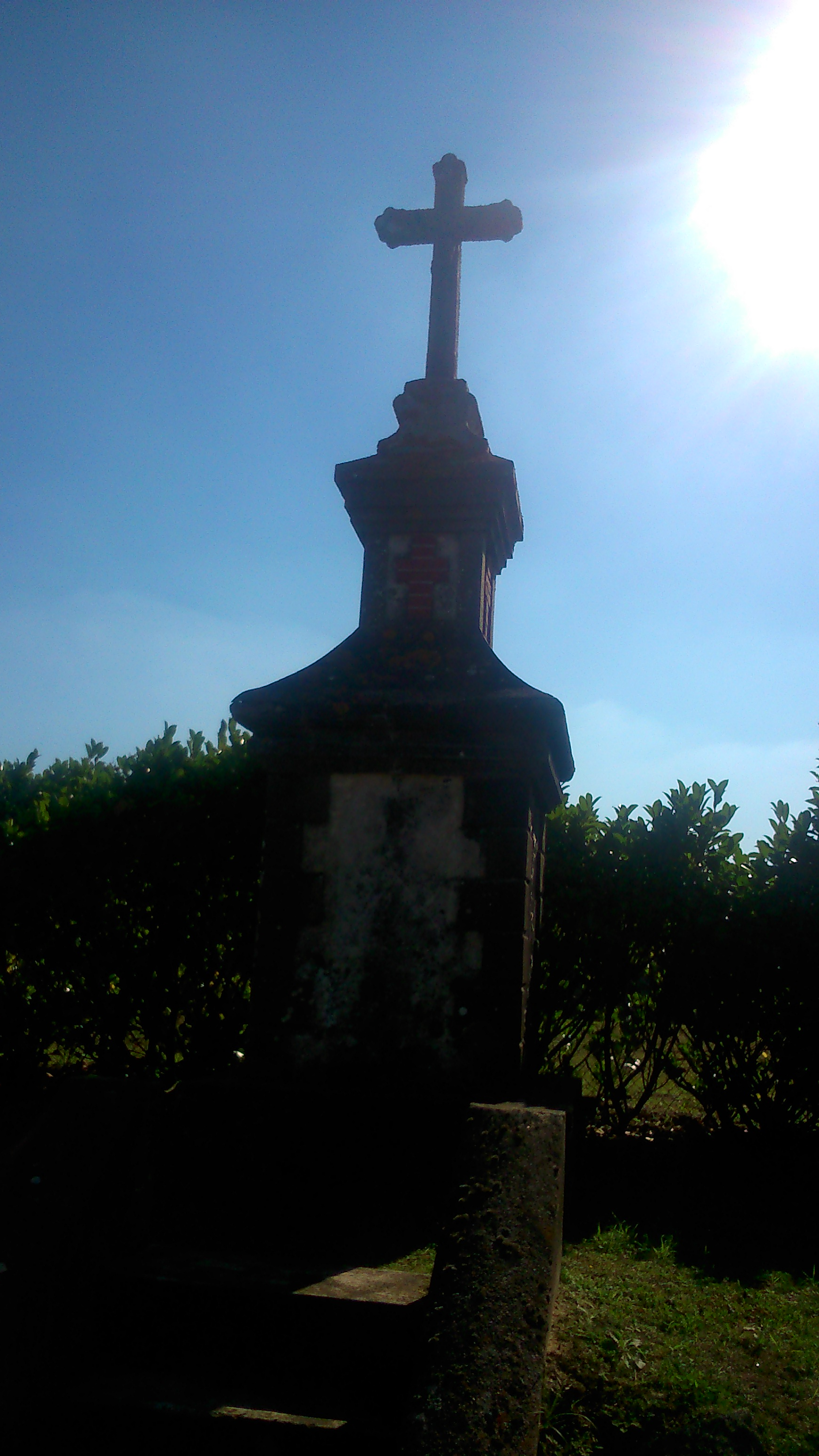
Calvaire de l'étang
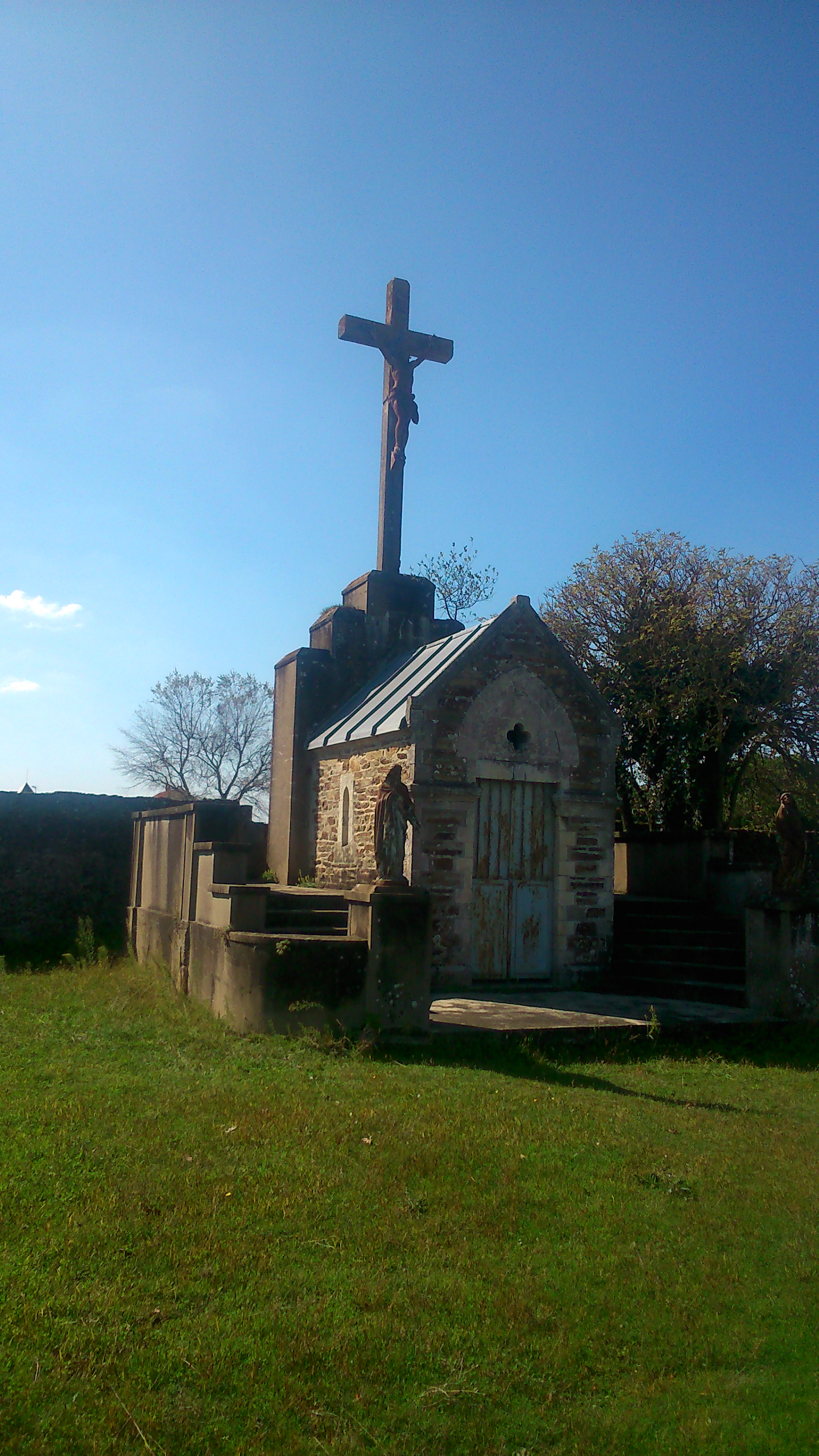
Calvaire de la rue de Pornic
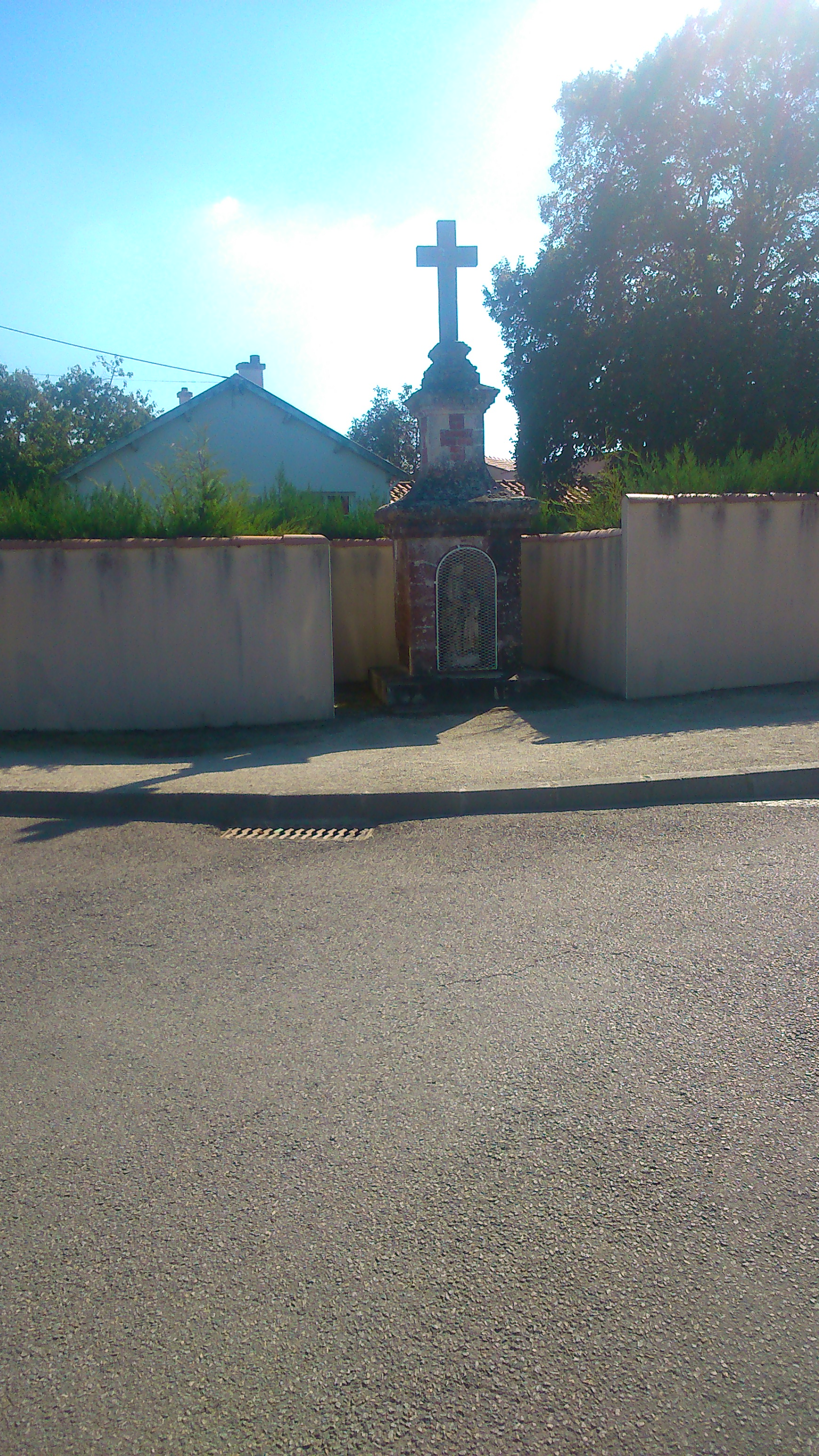
Calvaire de la rue du Breuil
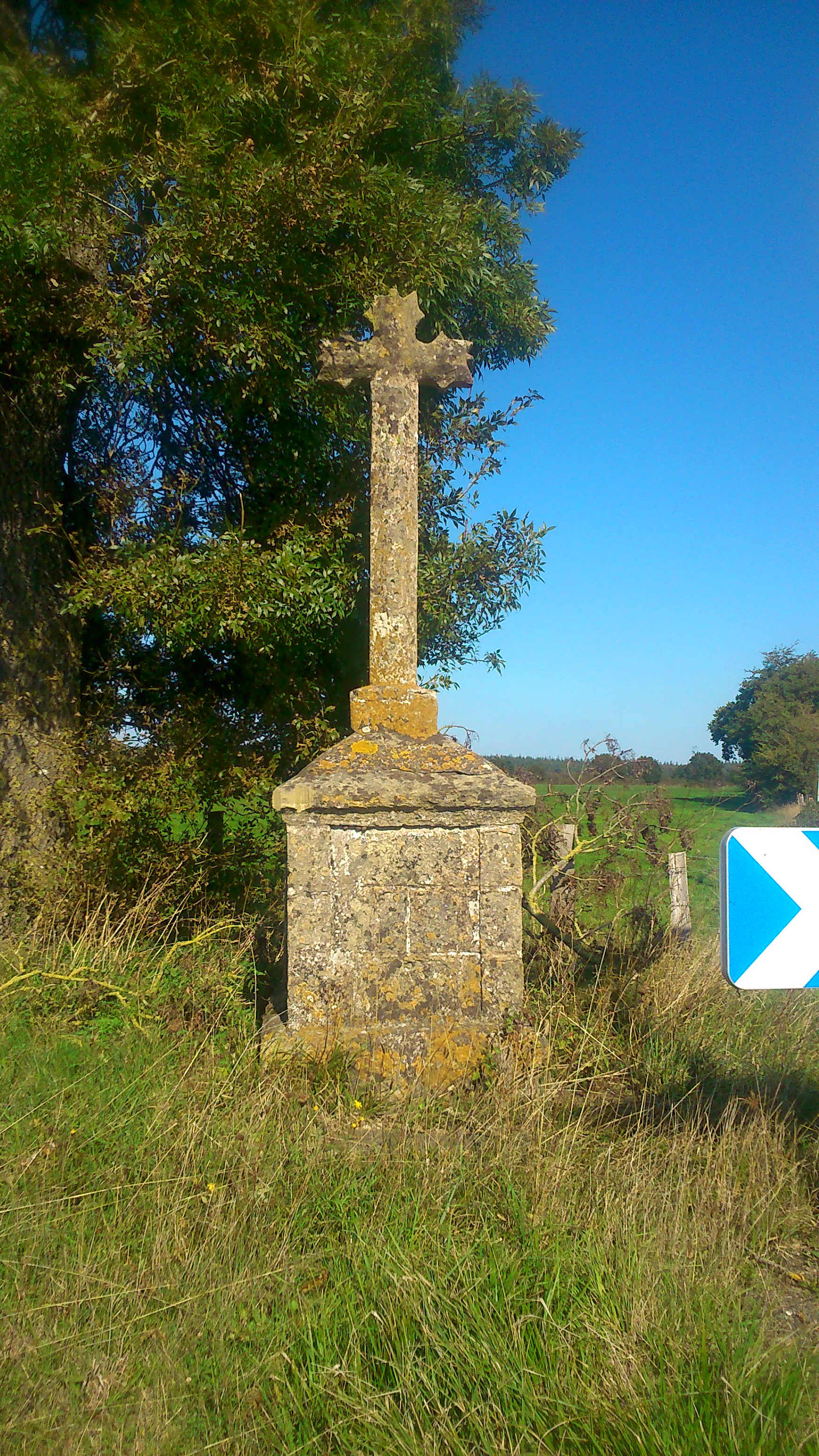
Calvaire du Loup pendu
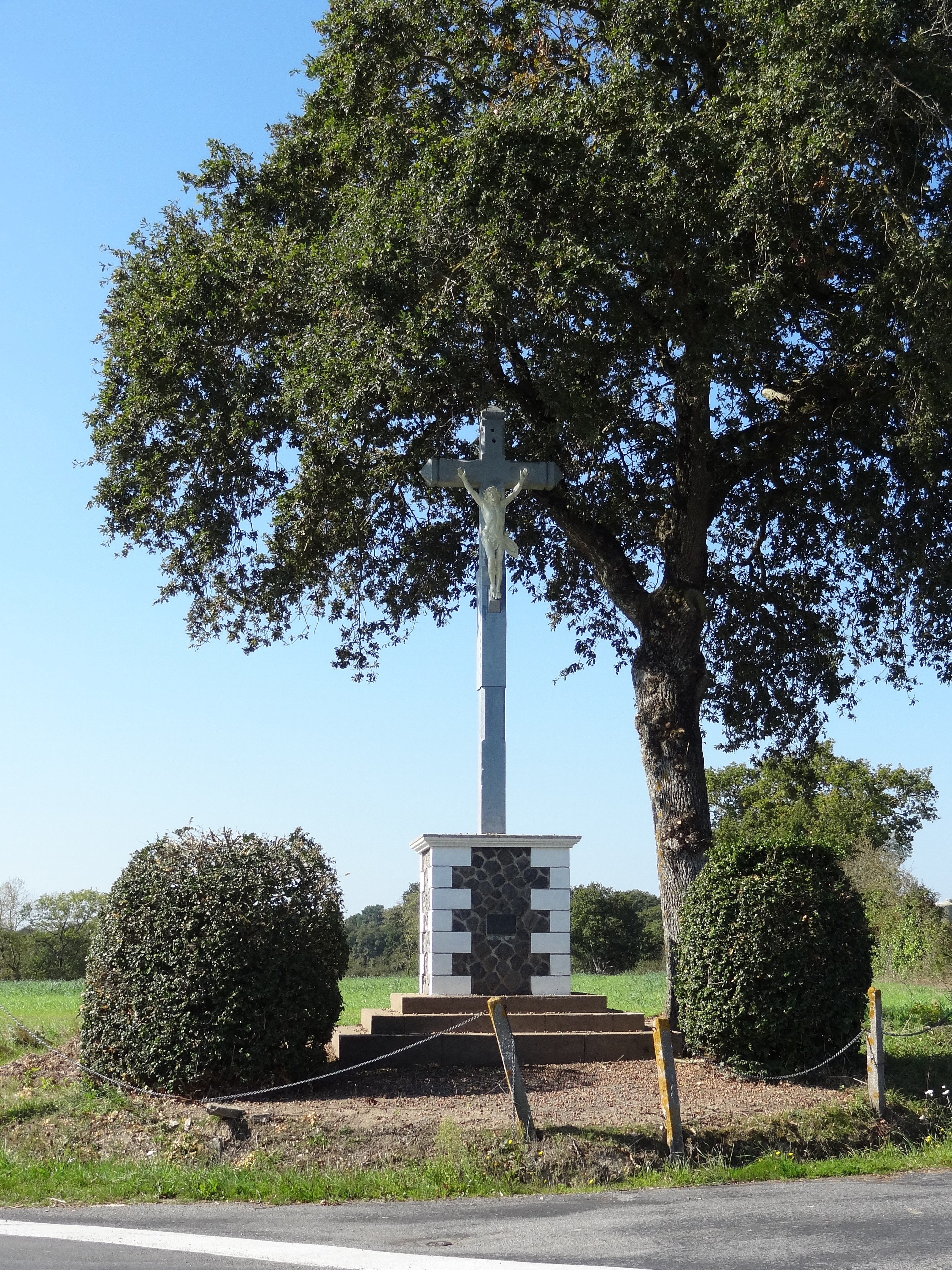
Croix
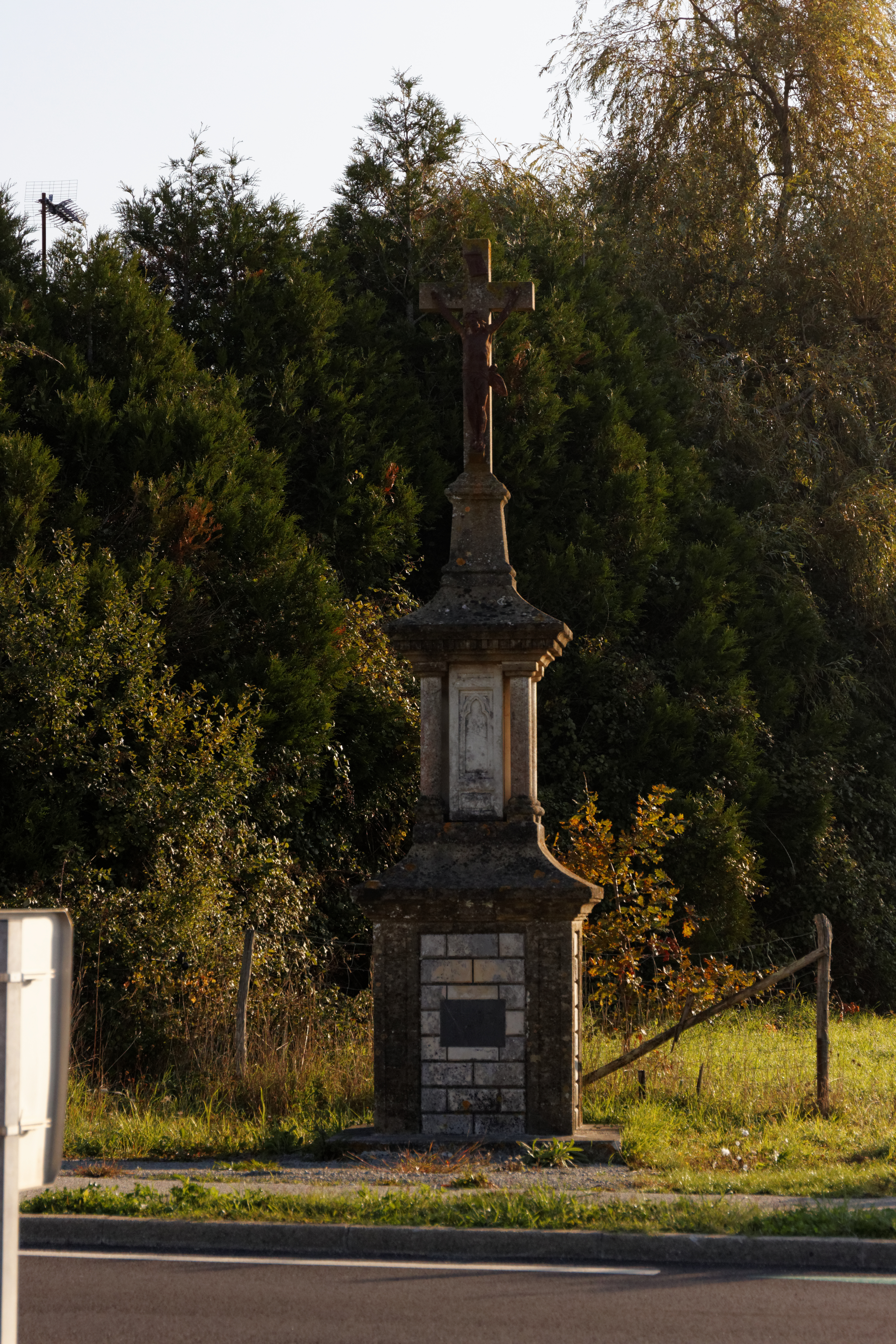
Calvaire Les chaussées sur le rond-point entre D751 et D266.
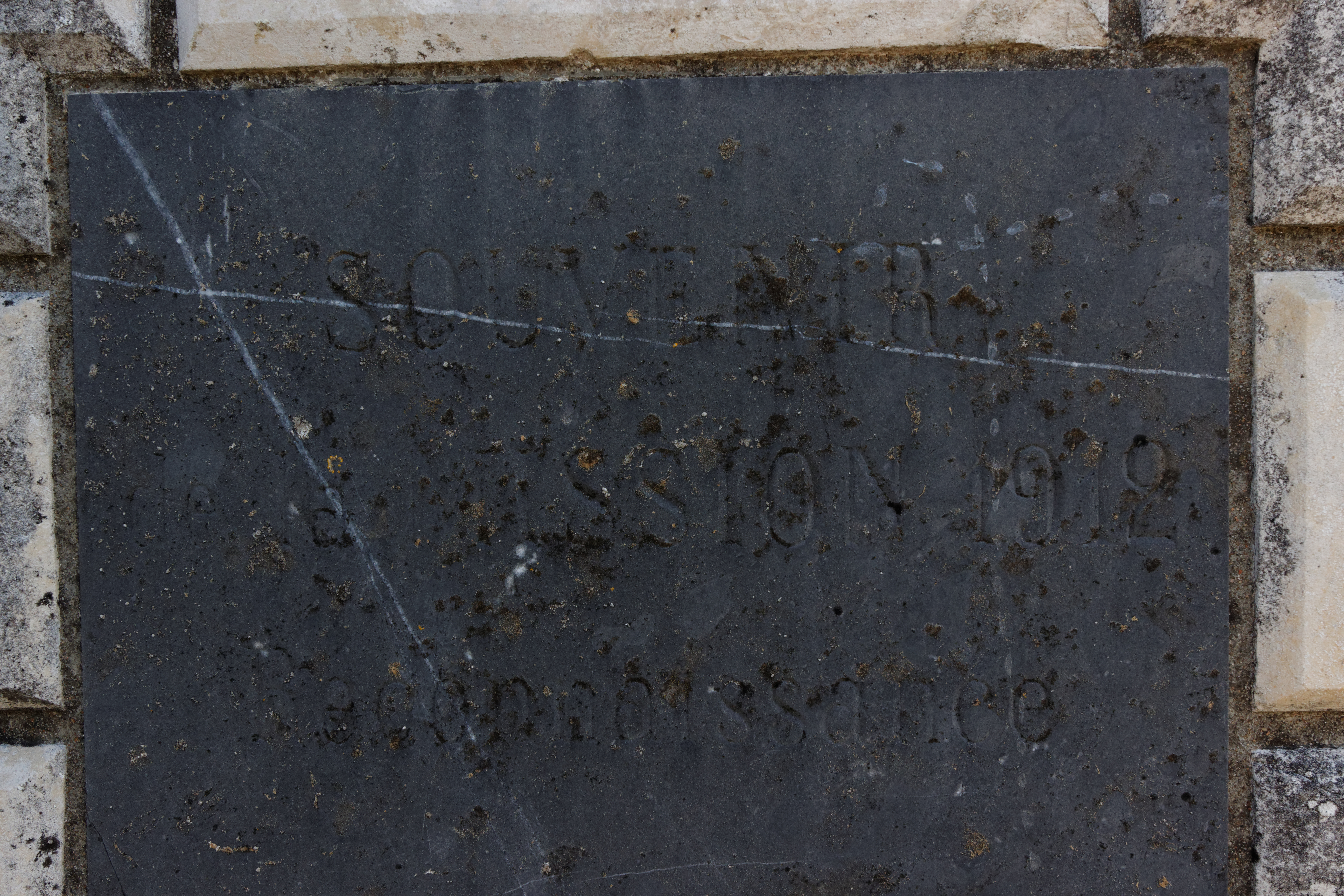
Plaque commémorative sur le Calvaire des Chaussées : SOUVENIR DE MISSION 1912 Reconnaissance

#### Patrimoine naturel
- Prairie calcaire humide au Nord de la Colinerie[61],[62].
- Parc de loisirs traversé par la Blanche, agréable et beau lieu de repos et de promenades[63].
- La forêt de Princé, célébrée comme rendez-vous de chasse par le poète Marc-Antoine Girard de Saint-Amant et zone naturelle d'intérêt écologique, faunistique et floristique (ZNIEFF)[64].

« Massif forestier dominé par la chêsnaie acidophile et quelques reboisements de conifères alternant avec des espaces de landes xéro et mésophiles, des vallons humides et des zones bocagères abritant une flore assez variée avec quelques espèces intéressantes.

Présence d'une avifaune forestière diversifiée et d'un coléoptère considéré comme rare en Pays de la Loire. »

- Deux autres ZNIEFFs :
  - le « bois des îles enchantées et pelouses calcaires résiduelles d'Arthon-Chéméré »[65]

« Ensemble original sur le plan floristique entre autres constitué d'une mosaïque de pelouses et de friches calcaro-sableuses, de pelouses sur sables décalcifiés résiduelles, de boisements et prairies divers et d'anciennes carrières.
On y observe une flore et divers types de végétation très intéressants du fait de la rareté des biotopes calcaires dans notre
département, avec diverses plantes rares (orchidées notamment) dont certaines protégées dans notre région. On y note aussi la
présence de Lépidoptères rhopalocères (papillons diurnes) et d'Orthoptères (sauterelles, criquets), intéressants plus ou moins rares et menacés, plus particulièrement inféodés aux milieux calcaires ou littoraux. »

- la « prairie humide à l'ouest de Carteron » : prairie humide abritant une flore riche comprenant quelques espèces rares dont une protégée dans notre région.

- Deux circuits pédestres de randonnée ont été aménagés sous les érables, chênes et tilleuls : le circuit des Chênes, s’étendant sur 10 kilomètres et le circuit des Îles Enchantées, long de 28 kilomètres. Cormiers, cerisiers, pommiers et poiriers sauvages portent témoignage d'anciens espaces habités[67].
- Le paysage de bocage.

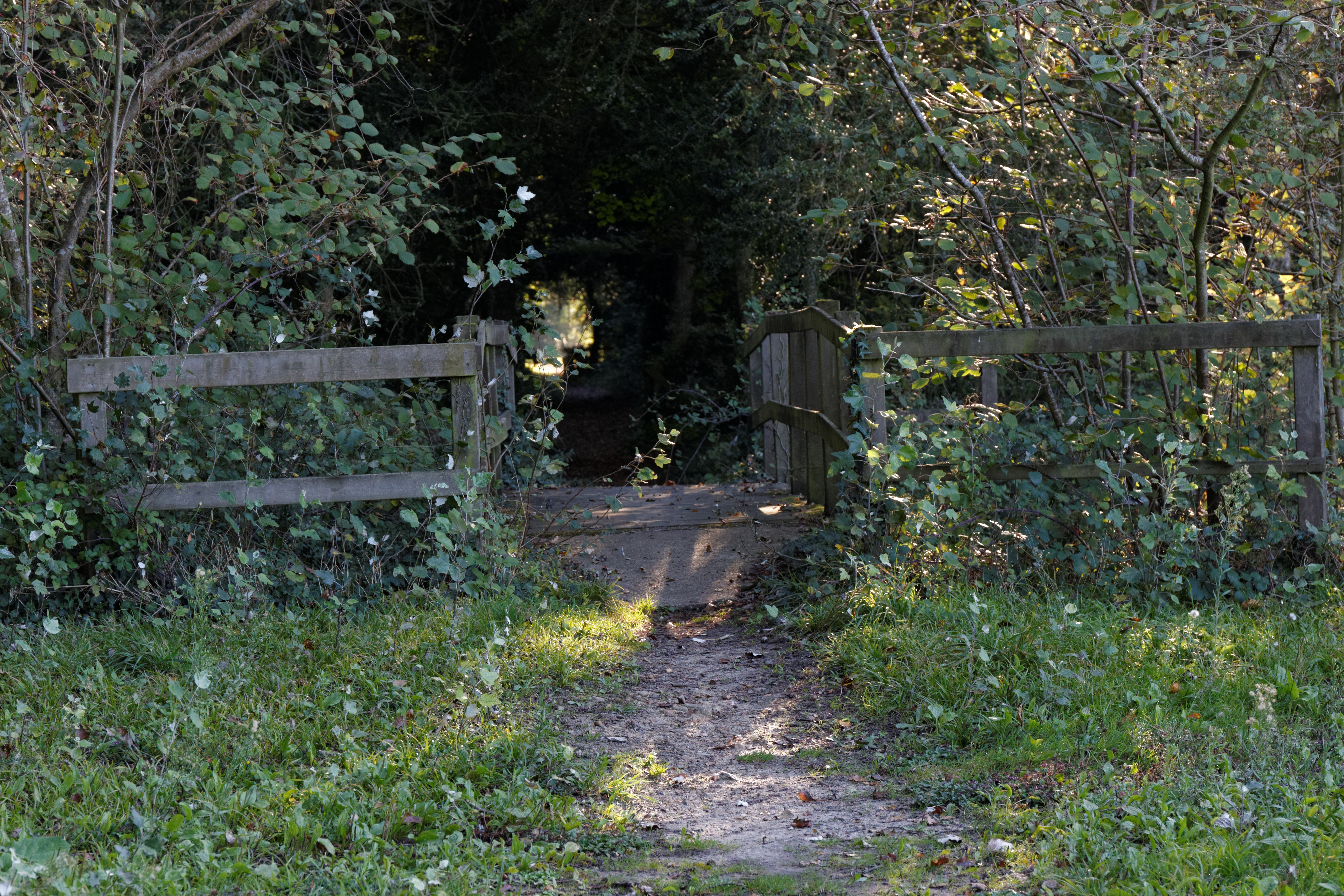
Entrée au pays des îles enchantées
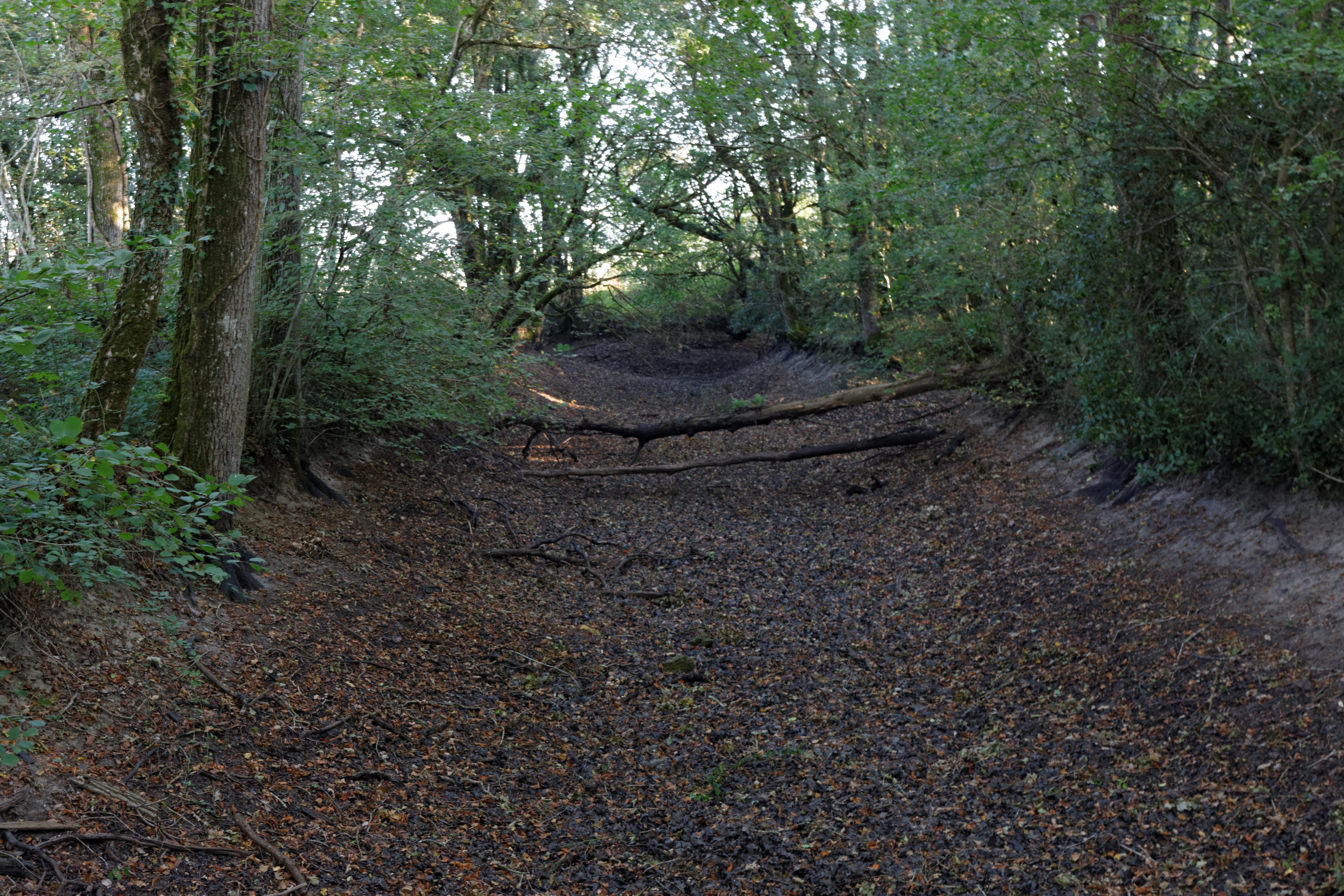
Végétation au bord des chemins creux
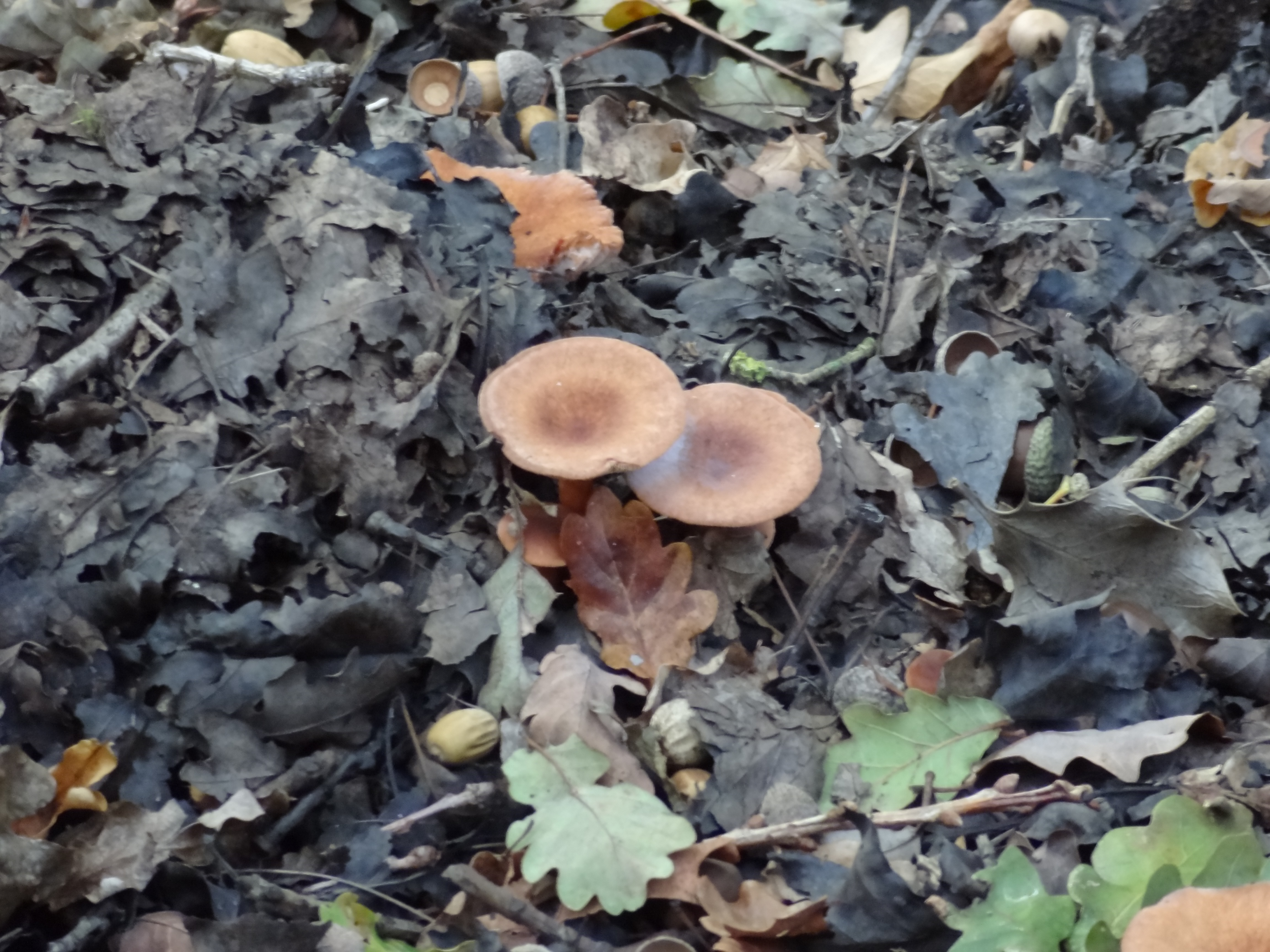
La saison des champignons dans un sous-bois de chênes
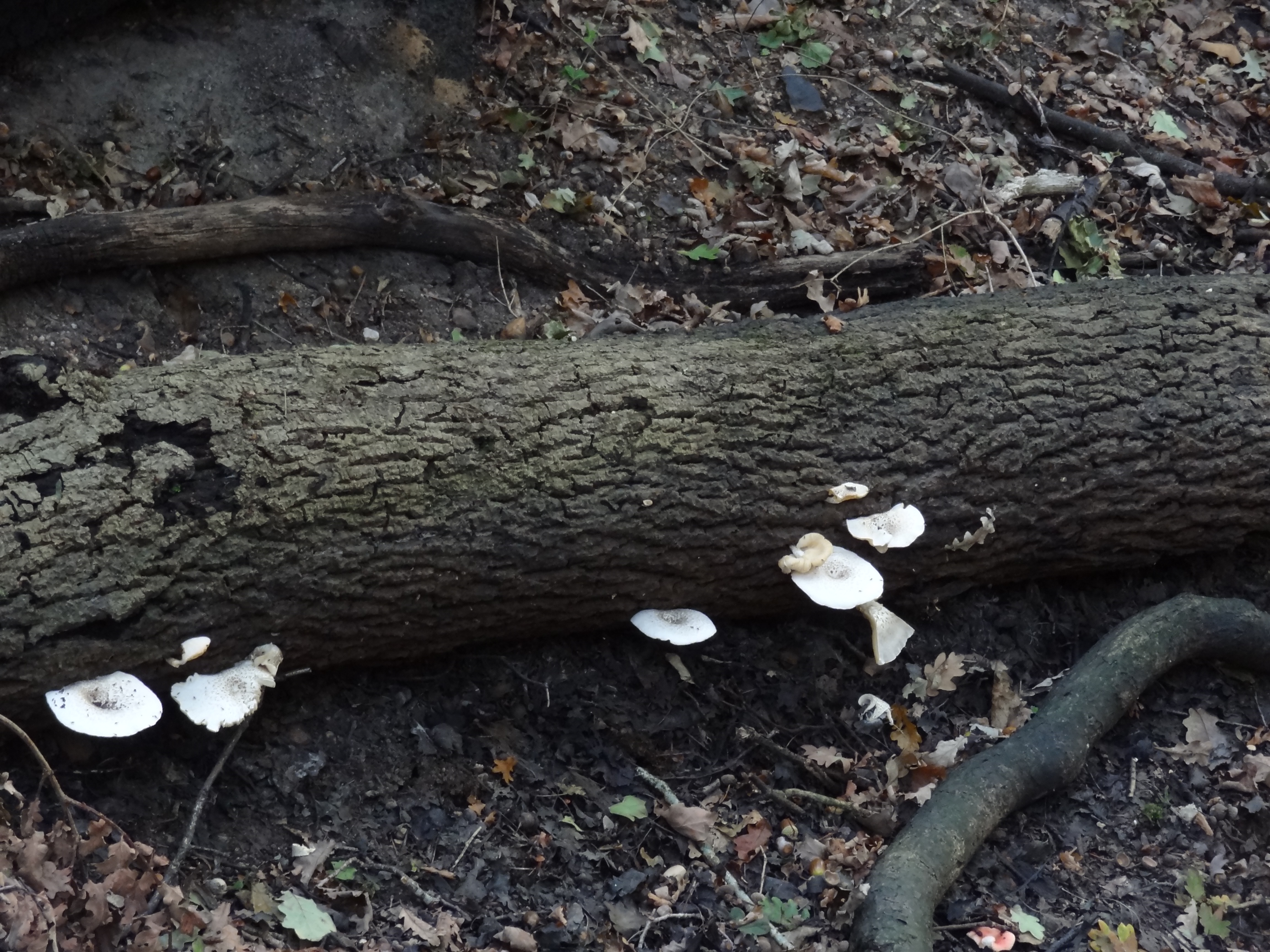
Un arbre abattu abandonné
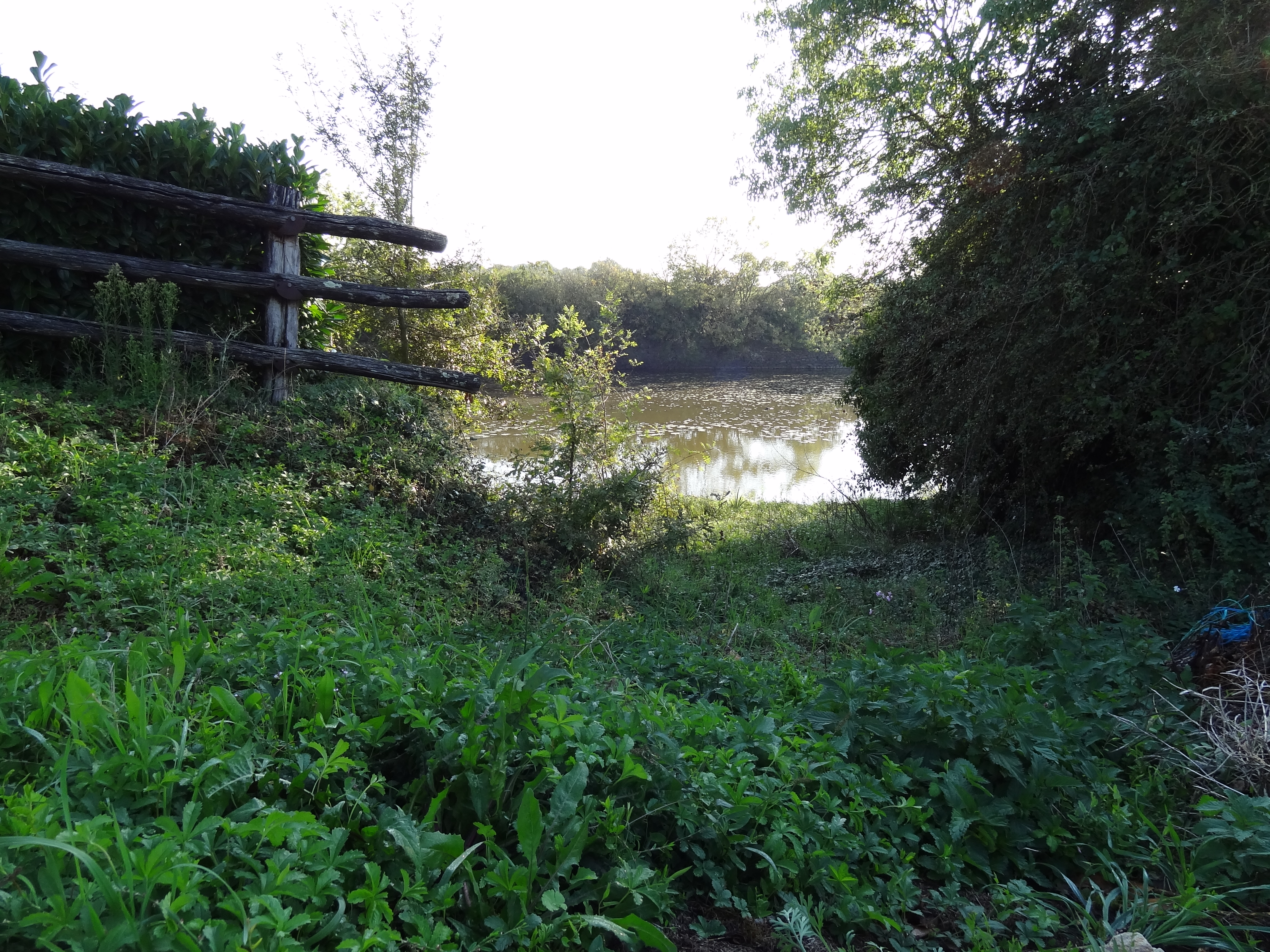
Un étang près du Château de Princé
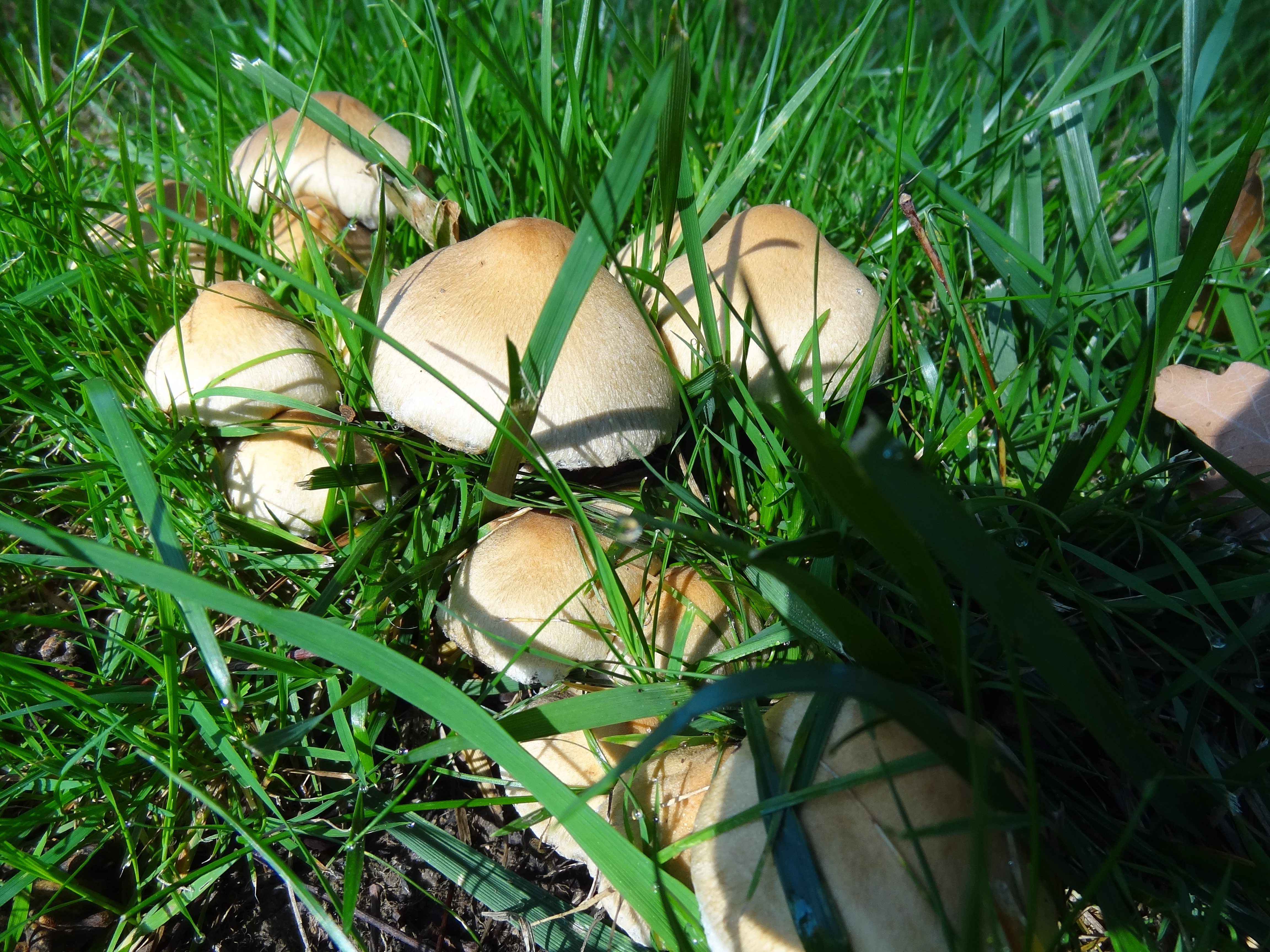
Près du Château du Bois-Rouaud
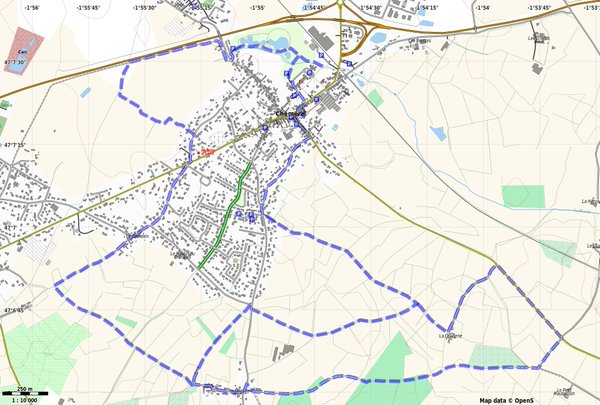
Circuit des chênes, cartographié lors d'OPL-Chéméré avec OSM

### Panneaux d'information
Le conseil municipal des jeunes a participé à l'élaboration de plusieurs panneaux d'information patrimoniaux.

### Héraldique
| Blason | Blasonnement : D'argent à la croix alésée de gueules cantonnée de quatre rencontres de bœuf de sable. Commentaires : D'un usage très ancien, ce blason, restauré par M. Durivault, fut présenté en bannière à La Sicaudais (1946). Les quatre rencontres de bœuf rappellent que Chéméré fut un marché de bovins très important. |